# Inkwizycja rzymska

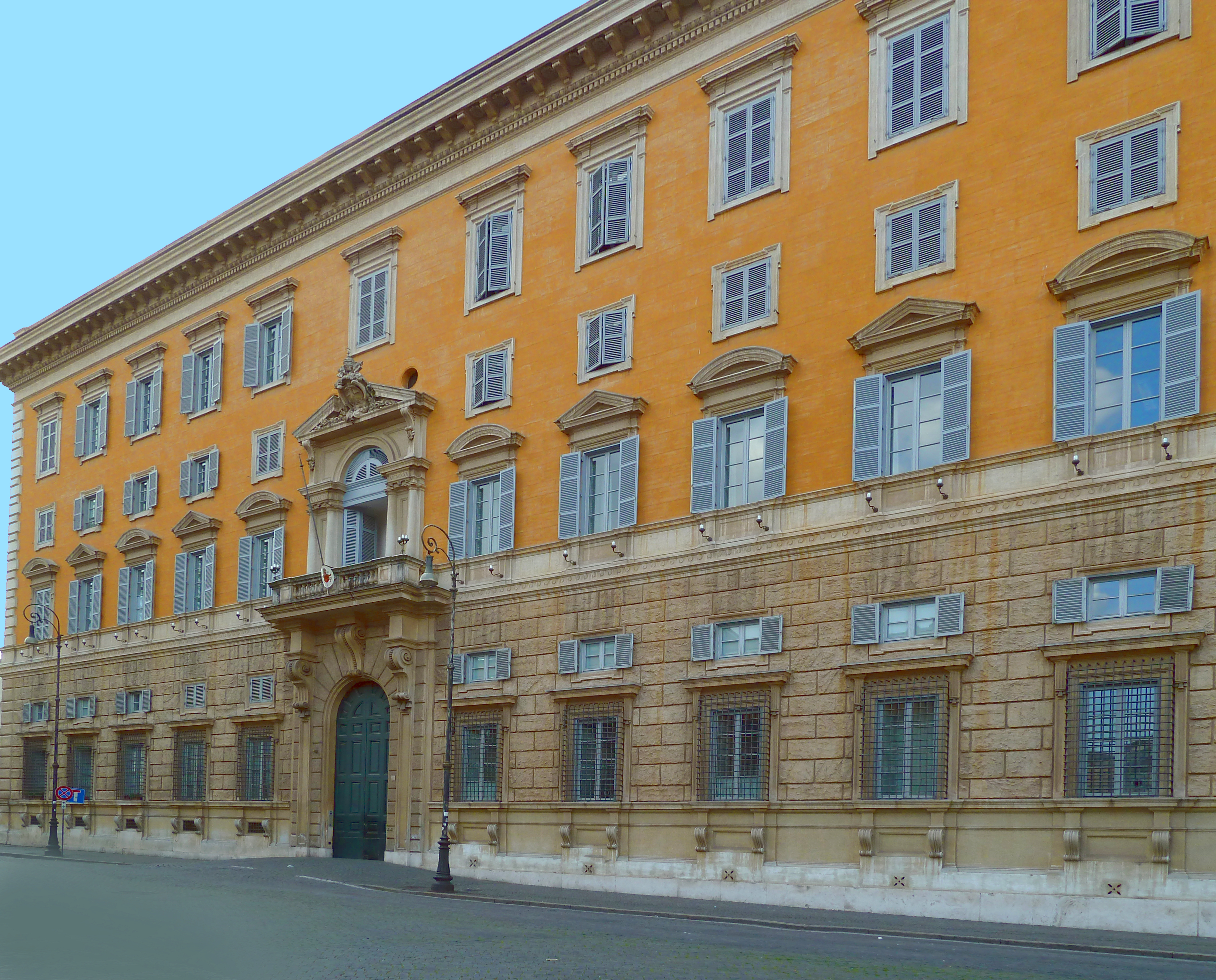
Pałac Świętego Oficjum w Rzymie (obecnie siedziba Kongregacji Nauki Wiary)

Inkwizycja rzymska – współczesne określenie zreformowanej inkwizycji papieskiej, działającej po 1542 roku głównie na terenie państw włoskich, podlegającej zwierzchnictwu i kontroli ze strony centralnego organu Kurii Rzymskiej, tj. Świętej Kongregacji Rzymskiej i Powszechnej Inkwizycji, zwanej także Świętym Oficjum.
W węższym znaczeniu określenie to używane jest w stosunku do samej Świętej Kongregacji Rzymskiej i Powszechnej Inkwizycji, wówczas jednak powinno być pisane wielkimi literami jako skrócona forma oficjalnej nazwy własnej tego organu.
Lokalne trybunały inkwizycji rzymskiej istniały do 1860 roku, natomiast Święta Kongregacja Rzymskiej i Powszechnej Inkwizycji istnieje do dziś pod nazwą Dykasteria Nauki Wiary.
Choć historycy są zgodni, że inkwizycja rzymska była instytucją odmienną od średniowiecznej inkwizycji papieskiej, nie sposób wyznaczyć precyzyjnej granicy czasowej między tymi dwiema formami inkwizycji. Proces przekształcania systemu zdecentralizowanych trybunałów średniowiecznych w scentralizowaną i zbiurokratyzowaną inkwizycję rzymską trwał wiele dziesięcioleci i na poziomie lokalnym nie wszędzie przebiegał równomiernie. Odmiennie niż w przypadku inkwizycji hiszpańskiej, która w sposób radykalny zrywała ze swą średniowieczną poprzedniczką (m.in. poprzez wymianę personelu i tworzenie od podstaw nowych trybunałów), inkwizycja rzymska formowała się w sposób ewolucyjny, a wszelkie daty graniczne mogą mieć jedynie charakter umowny.
Pisanie historii rzymskiej inkwizycji jest dla historyków niezwykle trudne z uwagi na skromny zasób dokumentacji, jaki przetrwał do czasów współczesnych. Kiedy na przełomie XVIII i XIX wieku oświeceniowe, a potem rewolucyjne rządy likwidowały trybunały inkwizycyjne, bardzo często niszczyły też ich archiwa. Centralne Archiwum Kongregacji Nauki Wiary (ACDF) dopiero od 1998 roku jest udostępnione do badań naukowych.

## Historia inkwizycji rzymskiej we Włoszech

### Inkwizycja papieska we Włoszech na początku XVI wieku

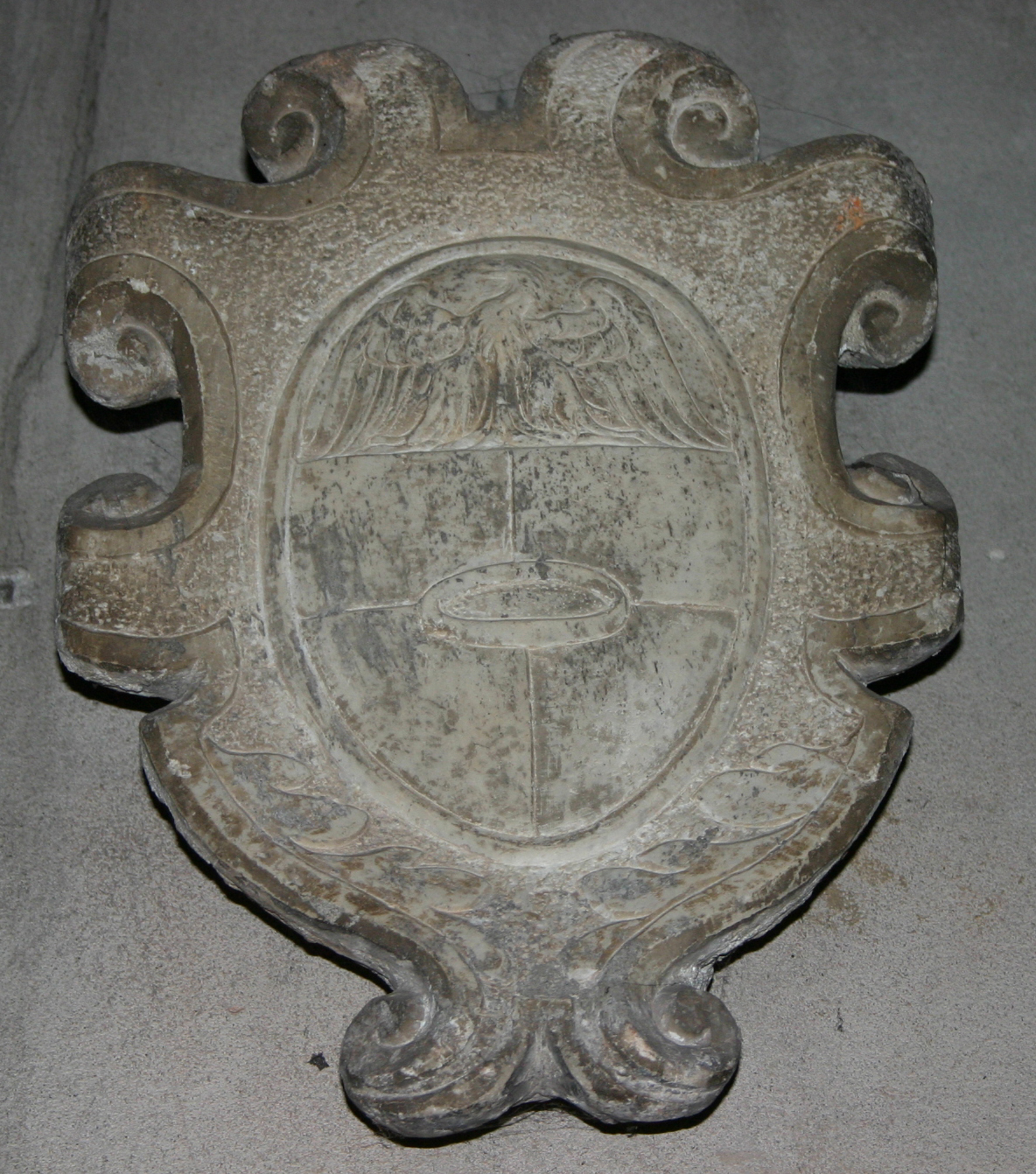
Kartusz herbowy Melchiorre Crivelliego, dominikańskiego inkwizytora Mediolanu w latach 1521–1553

Inkwizycja papieska, kościelna instytucja powołana w XIII wieku do walki z herezjami, na początku XVI wieku zachowała niewiele ze swej dawnej potęgi. Choć sieć trybunałów inkwizycyjnych pokrywała niemal całą Europę, ich praktyczne znaczenie było niewielkie. Od połowy XIII wieku papieże cedowali swe uprawnienia do mianowania inkwizytorów w poszczególnych krajach na generałów i prowincjałów zakonów dominikanów i franciszkanów, co doprowadziło do tego, że urząd ten stopniowo zaczął być traktowany jedynie jako element zakonnego cursus honorum. Wielu inkwizytorów sprawowało także rozmaite funkcje administracyjne w swoim zakonie lub poświęcało się pracy naukowej na uniwersytetach, a urząd inkwizytorski traktowali jedynie jako honorowe wyróżnienie.
We Włoszech, w świetle dostępnych danych, papiescy inkwizytorzy byli wyznaczani regularnie w północnych regionach tego kraju przez władze zakonów dominikańskiego (Lombardia) i franciszkańskiego (prowincje Toskania, Marchia Trewizańska i Romania), a ich liczba nawet wzrosła w pierwszej połowie XVI wieku. Jedynym znaczącym polem aktywności tych inkwizytorów były procesy o czary.
Mniej oczywista jest natomiast sytuacja we franciszkańskich okręgach w środkowej Italii (Umbria, Lacjum i Marchia Ankońska); znane katalogi franciszkańskich inkwizytorów w tych prowincjach, kompilowane na początku XVIII wieku, nie wymieniają prawie żadnych inkwizytorów z tego okresu, a w latach 1547–1569 doszło do przekazania tych okręgów dominikanom.
Kiedy na Półwyspie Iberyjskim poważnym problemem stały się podejrzenia wobec chrześcijan żydowskiego pochodzenia (tzw. marranów) o potajemne wyznawanie judaizmu, trybunały papieskiej inkwizycji okazały się całkowicie niezdolne do sprostania zadaniu weryfikacji tych zarzutów. Tamtejsi władcy, za zgodą Stolicy Apostolskiej, utworzyli wówczas nowe, państwowo-kościelne trybunały inkwizycyjne (inkwizycja hiszpańska w 1480 roku, inkwizycja portugalska w 1536 roku), które, choć działały pod tą samą nazwą, organizacyjnie nie miały praktycznie nic wspólnego z papieską inkwizycją. Królom Hiszpanii na początku XVI wieku podlegały Sycylia, Sardynia i królestwo Neapolu, a po roku 1535 pod ich władzę przeszło także księstwo Mediolanu. W 1487 roku trybunał hiszpańskiej inkwizycji został utworzony na Sycylii, gdzie w pierwszej połowie XVI wieku prowadził bardzo intensywną działalność przeciwko marranom. Od 1492 roku istniał także trybunał hiszpańskiej inkwizycji na Sardynii. Próby wprowadzenia hiszpańskiej inkwizycji podejmowane były także w królestwie Neapolu, najpierw przez króla Ferdynanda I (1510), a potem przez Karola V (1547). Jakkolwiek wobec oporu miejscowych elit próby te nie powiodły się, ich ubocznym skutkiem był zanik słabo zakorzenionych w tym królestwie struktur inkwizycji dominikańskiej.

### Reformacja we Włoszech

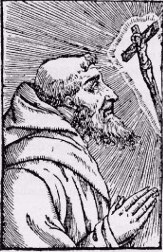
Bernardino Ochino, jeden z głównych przedstawicieli włoskiej reformacji

Zapoczątkowana przez Marcina Lutra w 1517 roku reformacja w stosunkowo krótkim czasie oderwała od Kościoła katolickiego znaczną część Europy północnej. Poglądy Lutra i jego współpracownika Filipa Melanchtona, a nieco później także Jana Kalwina, przenikały również do Włoch, gdzie cieszyły się pewnym zainteresowaniem w kręgach intelektualnych, w tym także wśród duchownych. Tamtejsi zwolennicy reformacji nigdy nie wytworzyli jednolitej doktryny ani kościoła, były to raczej luźno powiązane grupy, czerpiące jednocześnie z poglądów różnych reformatorów, w tym także Erazma z Rotterdamu, który nigdy nie zerwał z Kościołem katolickim. Głównym inspiratorem dla włoskich protestantów był hiszpański teolog Juan de Valdés (zm. 1541), autor Alfabeto cristiano (wyd. drukiem w Wenecji w 1545 roku), którego doktryna łączyła elementy luteranizmu, kalwinizmu, erazmianizmu i hiszpańskiego mistycyzmu, ale jednocześnie nie nawoływała do zerwania z papiestwem. Wśród sympatyków nauk Valdesa byli m.in. generał zakonu kapucynów Bernardino Ochino, który w 1542 roku uciekł do Szwajcarii, Pietro Carnesecchi, arystokratki Giulia Gonzaga i Vittoria Colonna, a nawet niektórzy biskupi, tacy jak np. Vittore Soranzo z Bergamo. O provaldesiańskie sympatie podejrzewano także kardynałów Reginalda Pole’a i Giovanniego Girolamo Morone. W latach 40. XVI wieku dysydenckie grupy religijne istniały w Cagliari, Palermo, Neapolu, Kapui, Casercie, Viterbo, Sienie, Faenzy, Lukce, Bolonii, Ferrarze, Modenie, Mantui, Brescii, Cremonie, Bergamo, Casale, Padwie, Vicenzy, Wenecji i Udine. Wielką protektorką proreformacyjnych kół intelektualnych była księżna Ferrary Renata de Valois.
W Piemoncie oraz w Kalabrii i Apulii żyły wspólnoty waldensów, uważanych przez Kościół za heretyków, ale faktycznie tolerowanych przez władze lokalne (zarówno świeckie, jak i kościelne), o ile tylko nie afiszowali się ze swoimi poglądami i płacili dziesięciny. Na początku lat 30. XVI wieku piemonccy waldensi nawiązali kontakty ze szwajcarskimi działaczami reformacyjnymi, m.in. z Wilhelmem Farelem. Na synodzie w Chanforan w 1532 roku włoscy i francuscy waldensi zadecydowali o przyłączeniu się do ruchu reformacyjnego. Fakt ten jednak przeszedł wówczas niezauważony przez władze kościelne.

### Utworzenie Inkwizycji Rzymskiej (1541/1542)

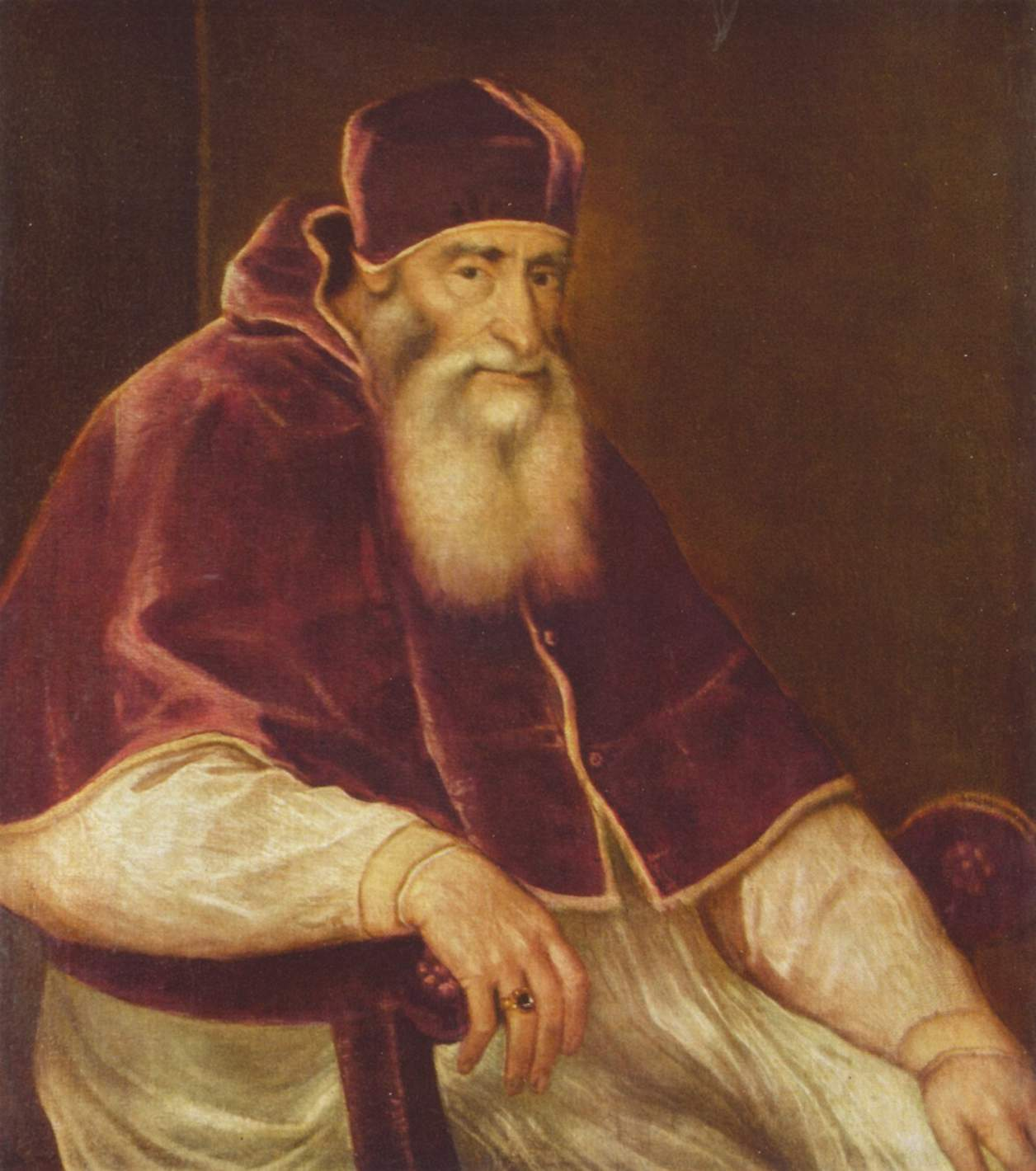
Papież Paweł III, twórca Kongregacji Rzymskiej i Powszechnej Inkwizycji

Reakcja władz kościelnych na przenikanie nowych idei do Włoch początkowo nie była zbyt energiczna. Dopiero z 1528 roku pochodzi najwcześniejszy dokument papieski nakazujący inkwizytorom zwrócenie uwagi na ten problem. W latach 30. i na początku lat 40. XVI wieku sporadycznie dochodziło do procesów osób podejrzanych o proluterańskie sympatie w Wenecji, Modenie i kilku innych ośrodkach, ale trudno mówić o jakichś systematycznych prześladowaniach i stałej kontroli prawowierności Włochów, tym bardziej, że działaniom lokalnych trybunałów brakowało koordynacji. Nie zmieniło tego również mianowanie 4 stycznia 1532 roku inkwizytora generalnego dla całych Włoch w osobie kanonika laterańskiego Callisto Fornariego da Piacenza. Co więcej, w Kościele dość silny był nurt nastawiony koncyliacyjnie względem reformacji i stawiający na dialog, a nie represje. Należeli do niego m.in. kardynałowie Giovanni Girolamo Morone, Reginald Pole, Mistrz Świętego Pałacu (późniejszy kardynał) Tommaso Badia i wielu biskupów. Nurt ten jednak znacząco osłabł na początku lat 40. XVI wieku. W kwietniu 1541 roku rozmowy z protestantami na konferencji w Ratyzbonie zakończyły się totalnym fiaskiem, a rok później generał zakonu kapucynów Bernardino Ochino uciekł do Szwajcarii i otwarcie przeszedł na protestantyzm. W Kurii Rzymskiej przewagę zyskał wówczas kurs represyjny. Z uwagi na słabość lokalnych trybunałów papież Paweł III podjął decyzję o utworzeniu centralnego organu kierującego i koordynującego działania antyheretyckie. Decyzja ta została zrealizowana w czterech etapach:
- 15 lipca 1541 – na konsystorzu kardynałowie Gian Pietro Carafa i Girolamo Aleandro zostali mianowani inkwizytorami generalnymi z zadaniem koordynowania działalności trybunałów inkwizycyjnych we wszystkich krajach katolickich
- 14 stycznia 1542 – Paweł III zadecydował o odwołaniu wszelkich przywilejów egzempcji spod jurysdykcji inkwizycji we Włoszech i na wyspie Chios, z wyjątkiem tych dotyczących biskupów
- 4 lipca 1542 – Paweł III, z uwagi na śmierć kardynała Aleandro (zm. 1 lutego 1542) mianował pięciu kolejnych kardynałów na stanowiska inkwizytorów generalnych obok Carafy, zostali nimi Juan Álvarez de Toledo, Pierpaolo Parisio, Bartolomeo Guidiccioni, Dionisio Laurerio i Tommaso Badia
- 21 lipca 1542 – Paweł III wydał konstytucję Licet ab initio[17], mocą której kardynałowie pełniący funkcję inkwizytorów generalnych utworzyli komisję, mającą kierować działalnością inkwizycyjną we Włoszech i poza Włochami. W jej skład weszło sześciu kardynałów mianowanych 4 lipca 1542. Mieli oni prawo działać zarówno osobiście, jak i poprzez mianowanych przez siebie komisarzy. W konstytucji Licet ab initio papież Paweł III nie nadał tej komisji żadnej konkretnej nazwy, jednak dość szybko zaczęto ją nazywać Kongregacją Świętej Inkwizycji albo Świętym Oficjum Inkwizycji, a w późniejszym okresie (po 1588 roku) była nazywana oficjalnie Świętą Kongregacją Rzymskiej i Powszechnej Inkwizycji lub Świętą Kongregacją Świętego Oficjum[18].

Nieco wcześniej, bo już 21 kwietnia 1541 roku, Paweł III utworzył trybunał inkwizycyjny w papieskim Awinionie, podporządkowany papieskiemu wicelegatowi, którym był wówczas Jacopo Sadoleto, biskup Carpentras.

### Okres początkowy (1542–1555)

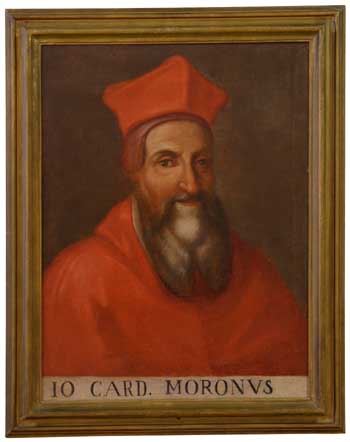
Kard. Giovanni Girolamo Morone był jednym z kardynałów inkwizytorów mianowanych w 1542, jednak później sam został oskarżony o herezję

Pierwsze lata działalności Rzymskiej Inkwizycji są słabo udokumentowane. Wiadomo, że wszczęła ona śledztwa w sprawie poglądów wielu wysokich rangą duchownych katolickich, których podejrzewano o sprzyjanie reformacji. W kręgu zainteresowań kardynałów inkwizytorów znaleźli się m.in. arcybiskup Otranto Pietro Antonio di Capua, biskup Chioggii Giacomo Nacchianti, biskup Capodistrii Pier Paolo Vergerio, patriarcha Akwilei Giovanni Grimani czy biskup Bergamo Vittore Soranzo. Nie wszystkich spośród nich Inkwizycja zdołała doprowadzić przed swoje oblicze i skazać. Pier Paolo Vergerio wyjechał z Włoch i w 1550 roku został ostatecznie potępiony zaocznie. Z kolei biskup Nacchianti w 1549 roku zdołał oczyścić się z zarzutów. Biskup Soranzo z Bergamo został uwięziony w 1551 roku i zmuszony do wyrzeczenia się swych poglądów, jednak nawet wtedy nie pozwolono mu ponownie objąć diecezji.
Prowadzone przeciwko biskupom i liderom grup dysydenckich śledztwa często wymagały działań poza Rzymem, a nawet poza granicami Państwa Kościelnego. W związku z tym Kongregacja delegowała swoich komisarzy do przeprowadzenia określonych dochodzeń lub przesłuchań, np. Annibale Grisonio został komisarzem w Istrii w 1548 roku w związku ze śledztwem przeciwko biskupowi Capodistrii Pierowi Paolo Vergerio, a dominikański inkwizytor Como Michele Ghislieri w latach 1550–1551 był komisarzem w Bergamo i Ferrarze m.in. w związku z dochodzeniem przeciwko biskupowi Bergamo Vittore Soranzo. W grudniu 1551 roku Juliusz III mianował trzech komisarzy Inkwizycji Rzymskiej dla Toskanii, którymi zostali: benedyktyn Isidoro da Montauto, wikariusz arcybiskupa Florencji Nicolò Duranti oraz prepozyt florencki Alessandro Strozzi. W samym Państwie Kościelnym, które na mocy rozporządzeń Innocentego IV z 1254 roku podlegało inkwizytorom franciszkańskim, począwszy od 1547 roku Kongregacja eliminowała stopniowo franciszkanów ze sprawowania funkcji inkwizytorów, zastępując ich dominikanami (np. w 1551 roku utworzyła trybunał inkwizycyjny w Perugii, kierowany przez dominikanów).
Kongregacja stopniowo przejmowała od władz zakonnych prawo nominacji inkwizytorskich, np. od 1550 roku mianowała inkwizytorów w okręgach Bolonii i Cremony.

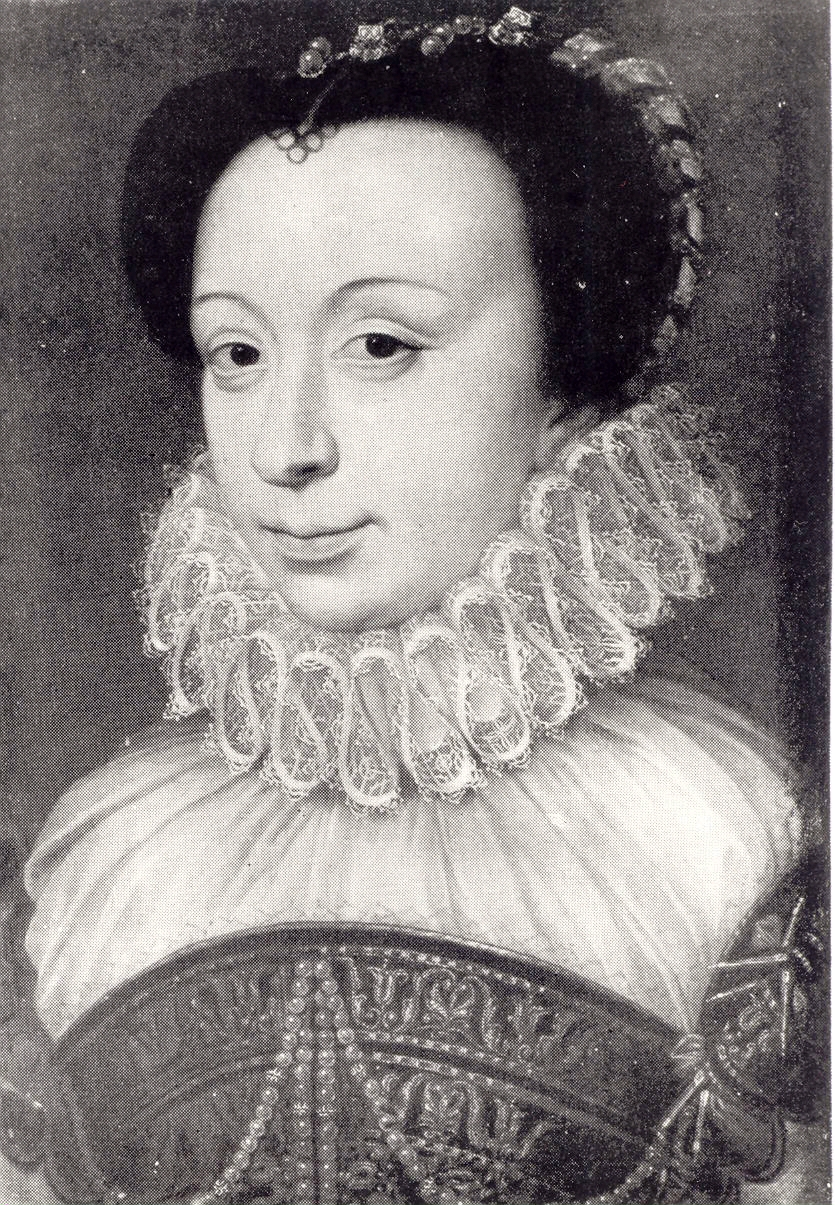
Księżna Renata z Ferrary była protektorką włoskich protestantów

Kongregacja starała się wywierać nacisk na poszczególne państwa włoskie, aby akceptowały i wspierały działania jej przedstawicieli oraz wydawały w jej ręce głównych podejrzanych o herezję. Najlepiej udokumentowane są kontakty w tych sprawach z Republiką Wenecką. Władze Republiki zgodziły się na podjęcie zdecydowanych kroków przeciwko szerzeniu się protestantyzmu, niemniej broniły przy tym swej autonomii w tej dziedzinie. Począwszy od 1546 roku w Republice powstało kilka nowych trybunałów inkwizycyjnych (Belluno w 1546 roku, Rovigo najpóźniej w 1547 roku, Werona w 1550 roku, Vicenza w 1552 roku). W kwietniu 1547 zreorganizowany został trybunał w samej Wenecji; odtąd w jego skład mieli wchodzić inkwizytor, nuncjusz papieski (lub jego przedstawiciel), patriarcha wenecki (lub jego wikariusz) oraz trzech świeckich urzędników, tzw. tre Savii sopra eresia. Również w Bergamo i Brescii (od 1548 roku) oraz w innych trybunałach lokalnych na terenie Republiki w trybunałach inkwizycji musieli zasiadać świeccy urzędnicy.
Silnym naciskom ze strony Rzymu poddane zostało także rządzone przez dynastię D’Este księstwo Ferrary i Modeny. Żona księcia Ercole II d’Este, Renata de Valois, była zwolenniczką reformacji, a dwór książęcy był bezpiecznym schronieniem dla włoskich i zagranicznych protestantów (w roku 1536 Ferrarę odwiedził sam Kalwin). Ponieważ miejscowy inkwizytor Girolamo Papini był blisko związany z dworem, Kongregacja wysłała do Ferrary własnych komisarzy. Pod ich naciskiem książę Ercole zgodził się na egzekucję jednego z czołowych włoskich protestantów, Fanino Faniniego (w 1550 roku). W 1554 roku księżna Renata oficjalnie złożyła ortodoksyjne wyznanie wiary i wyrzekła się herezji protestanckiej, a trzy lata później zmarł łagodny inkwizytor Papini i Rzym zastąpił go bardziej energicznym Camillo Campeggio.

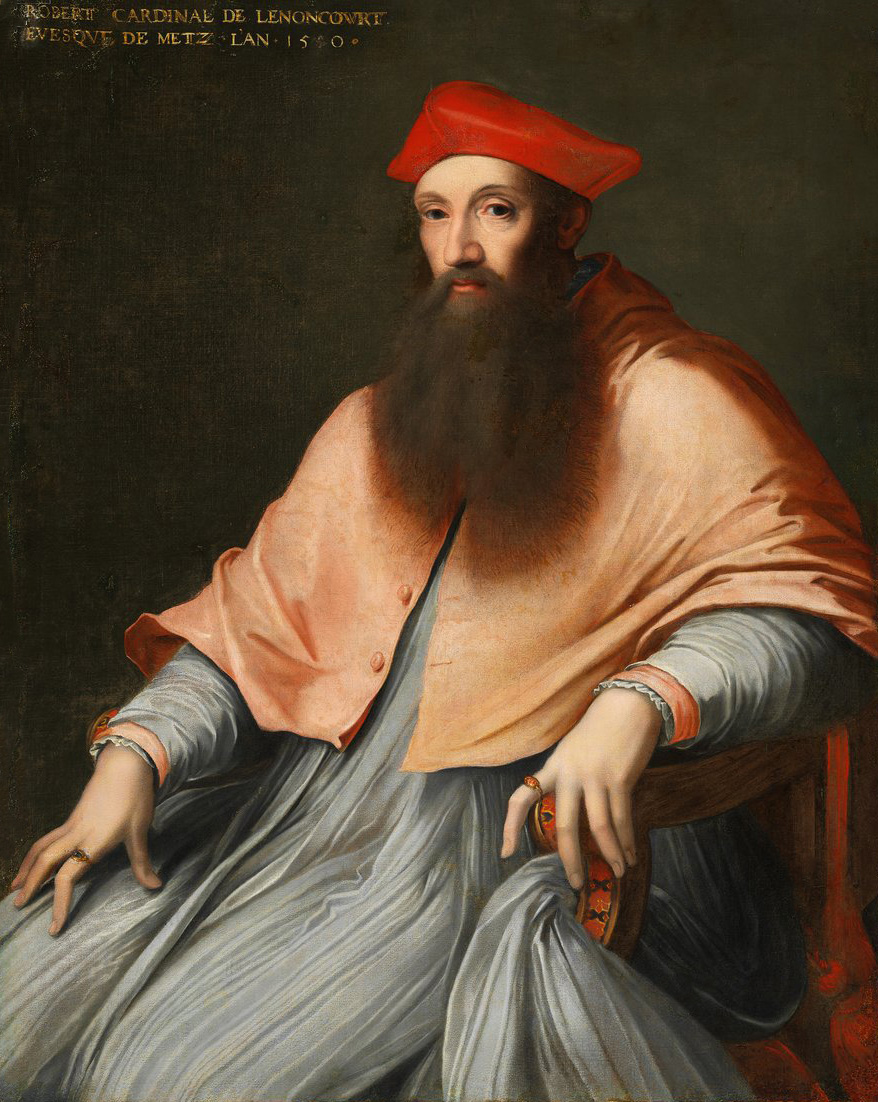
Kardynał Reginald Pole był jednym z faworytów konklawe w 1549, jednak jego szanse pogrzebały m.in. oskarżenia o herezję ze strony kardynałów inkwizytorów

Republika Lukki, będąca jednym z głównych centrów reformacji włoskiej, odmówiła ustanowienia trybunału inkwizycji rzymskiej. Zamiast tego w 1545 roku utworzyła Urząd ds. Religii (Officio sopra la Religione), będący państwowym, świeckim trybunałem do zwalczania herezji. Urząd ten zachował niezależność od Kongregacji, co jednak nie wykluczało wzajemnych konsultacji. Bezpośrednie ustanowienie trybunału inkwizycyjnego nie powiodło się także w zależnym od Hiszpanii królestwie Neapolu. Jednakże kardynał Gian Pietro Carafa, jeden z inkwizytorów generalnych, był jednocześnie arcybiskupem Neapolu i korzystając ze swych prerogatyw w 1553 roku mianował swojego wikariusza archidiecezjalnego Scipione Rebibę komisarzem Inkwizycji Rzymskiej w Neapolu.
Akcje antyheretyckie odnotowano w tym okresie także w innych miastach, m.in. Como, Cremonie (gdzie w 1548 roku utworzono osobny trybunał) i Piacenzy. Nawrócenie anabaptysty Pietro Manelfiego przed inkwizytorem Bolonii Leandro Albertim w 1551 roku doprowadziło do ujawnienia wielu powiązań włoskich anabaptystów i luteran o zasięgu międzynarodowym. Informacje te inkwizytor przekazał do Rzymu, a stamtąd przekazane zostały władzom weneckim, które podjęły akcję represyjną, ale z umiarkowanym sukcesem.
Kongregacja Inkwizycji Rzymskiej rychło zdobyła silną pozycję wewnątrz Kurii Rzymskiej. Podczas Konklawe 1549–1550 kardynał Carafa używał zebranych w toku dochodzeń informacji w celu podważenia ortodoksji jednego z głównych kandydatów, Anglika Reginalda Pole’a. Podczas pontyfikatu wybranego wówczas papieża Juliusza III (1550–1555) często dochodziło do sporów między papieżem a Carafą i innymi kardynałami inkwizytorami. Juliusz III był zwolennikiem łagodnego podejścia do heretyków i przynajmniej w kilku przypadkach interweniował na korzyść oskarżonych. 29 kwietnia 1550 roku ogłosił bardzo istotną regulację, umożliwiającą skruszonym heretykom na uzyskanie od inkwizytorów rozgrzeszenia prywatnie (in foro interno), bez konieczności publicznego (in foro esterno) wyrzekania się herezji (abiuracji) i związanych z tym upokorzeń. Kardynał Carafa, który był dominującą osobowością w Kongregacji, nie mogąc liczyć na pełne poparcie papieża, nie wahał się podejmować działań inkwizycyjnych bez jego wiedzy i zgody.
W kwietniu 1555 roku kardynał inkwizytor Marcello Cervini został papieżem Marcelim II, ale jego pontyfikat trwał zaledwie kilka tygodni.

### Pontyfikat Pawła IV (1555–1559)

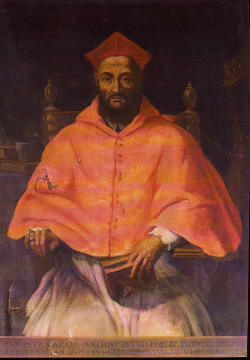
Papież Paweł IV jako kardynał Gian Pietro Carafa był jednym z inkwizytorów generalnych

W 1555 roku Gian Pietro Carafa sam objął tron papieski jako papież Paweł IV. Ranga Inkwizycji Rzymskiej w całym Kościele wówczas wzrosła, tym bardziej, że Paweł IV nadal osobiście uczestniczył w posiedzeniach Kongregacji i kierował jej pracami. 14 grudnia 1558 roku kardynał Michele Ghislieri został mianowany przez Pawła IV „wielkim inkwizytorem całego chrześcijaństwa” i pierwszym formalnym zwierzchnikiem Kongregacji, co było kolejnym krokiem w kierunku nadania bardziej zorganizowanej formy tej instytucji. Papież ten wydał kilka dekretów nakazujących sprawców określonych występków (np. unitarianizm, profanacja eucharystii, celebrowanie mszy bez święceń kapłańskich) karać śmiercią nawet, gdyby okazali skruchę i nie byli recydywistami. Rozszerzył także kompetencje inkwizytorów na występki nie podlegające dotąd ich jurysdykcji (np. symonia). Ponadto papież ten zabronił spowiednikom rozgrzeszania penitentów z błędów doktrynalnych; osoby takie, aby uzyskać rozgrzeszenie, musiały zgłosić się do inkwizytora i wyznać swoje przewinienia.
Śledztwa za pontyfikatu Pawła IV objęły nawet kardynałów. Na jego polecenie uwięziony został kardynał Giovanni Girolamo Morone. Papież polecił także wszczęcie śledztwa przeciwko kardynałowi Reginaldowi Pole i to w czasie, gdy ten był legatem w Anglii i wspierał dzieło rekatolicyzacji tego kraju. Przedwczesna śmierć uchroniła jednak Pole’a przed aresztowaniem. Oskarżonych o herezję zostało także kilku biskupów, m.in. Andrea Centanni z Limassol, Vittore Soranzo z Bergamo czy Giovanni Tommaso Sanfelice z Cava de’ Tirreni. 15 lutego 1559 roku Paweł IV wydał bullę Cum ex apostolatus officio, w której stwierdził, że wybór heretyka na Stolicę Piotrową jest nieważny z mocy prawa.
Paweł IV zaostrzył politykę wobec żydów oraz marranów, tj. żydów podejrzanych o fałszywe nawrócenie na chrześcijaństwo. W 1555 roku w Rzymie utworzono getto, a wiosną 1556 roku w Ankonie komisarze Inkwizycji Rzymskiej skazali na stos 24 marranów.
W 1559 roku Paweł IV opublikował pierwszy oficjalny Indeks ksiąg zakazanych, choć lokalne trybunały, a także niektóre uniwersytety, publikowały spisy ksiąg zakazanych już wcześniej. W Republice Weneckiej powstały natomiast cztery nowe trybunały (Udine w 1556 roku, Feltre i Capodistria w 1558 roku, Portogruaro w 1559 roku).
Ponieważ rządy Pawła IV były bardzo niepopularne, po jego śmierci w 1559 roku doszło w Rzymie do rozruchów, w trakcie których tłum splądrował gmach Inkwizycji Rzymskiej i zniszczył lub zrabował znaczną część jej dokumentacji.

### Pontyfikat Piusa IV (1559–1565)

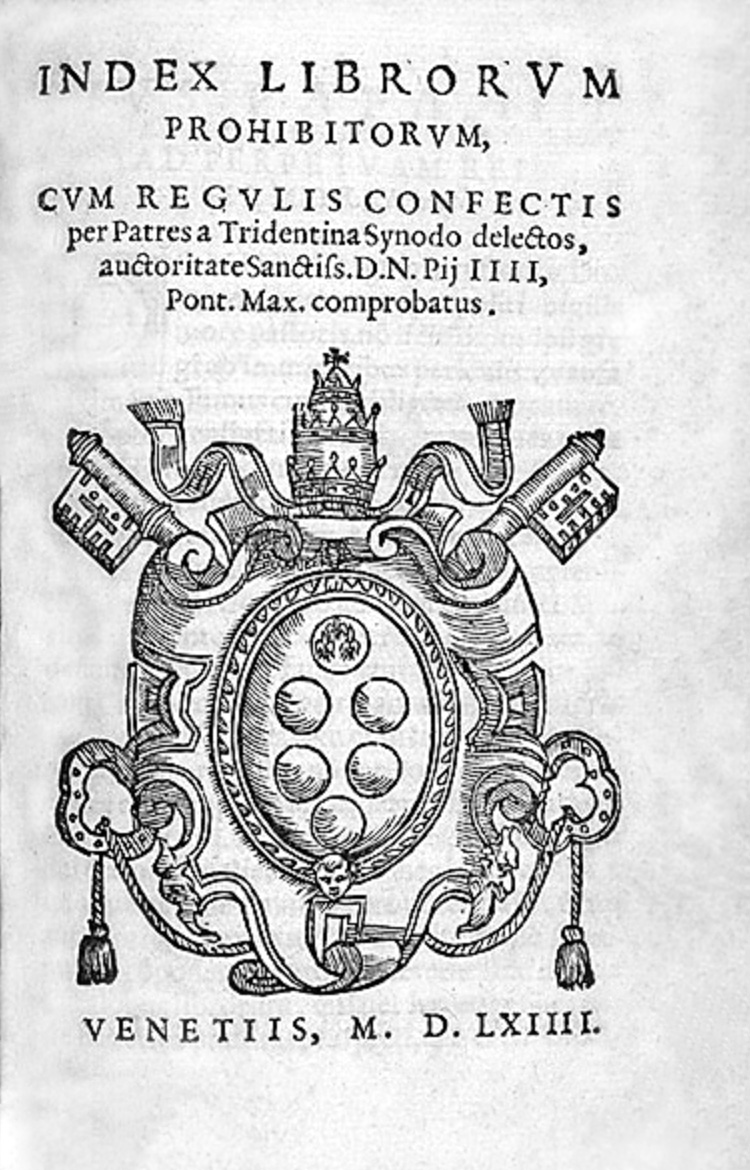
Strona tytułowa „Indeksu Ksiąg Zakazanych” z 1564 roku

Śmierć Pawła IV i wstąpienie na tron papieski Piusa IV (1559–1565) doprowadziły do zmniejszenia wpływów Kongregacji w Kurii Rzymskiej. Nowy papież, choć sam był jednym z kardynałów inkwizytorów, oddalił zarzuty wobec kardynała Morone, odwołał też część dekretów Pawła IV rozszerzających kompetencje inkwizycji na niektóre czyny nie związane bezpośrednio z herezją. Mimo to jej działalność nie doznała większego uszczerbku.
18 czerwca 1564 roku papież Pius IV nakazał lokalnym trybunałom przysyłanie regularnych raportów ze swej działalności na ręce wielkiego inkwizytora Ghislieriego, co stanowiło istotny krok w procesie centralizacji inkwizycji rzymskiej. 2 sierpnia 1564 roku Pius IV ostatecznie przekształcił Kongregację w stały organ Kurii Rzymskiej.
Za Piusa IV rozwiązane zostały spory z Republiką Wenecką dotyczące funkcjonowania w tym państwie inkwizycji. Na mocy porozumienia z 1560 roku inkwizytorem Wenecji miał być zawsze dominikanin, utworzony został także nowy trybunał dla diecezji Ceneda (1561). Od tej pory współpraca Kongregacji z Republiką w zwalczaniu herezji przebiegała bez większych zakłóceń.
W 1561 roku władze hiszpańskie w królestwie Neapolu zorganizowały ekspedycję zbrojną przeciwko skupiskom waldensów w Kalabrii. Wojskom towarzyszyli dominikanie Giulio Pavesi i Valerio Malvicino jako komisarze Rzymskiej Inkwizycji. Ponieważ waldensi stawili zbrojny opór, ekspedycja zamieniła się w krwawą rzeź; wioski Guardia i San Sisto zostały zrównane z ziemią, ponad 2 tysiące waldensów zostało zamordowanych, a ponad tysiąc trzysta znalazło się w więzieniach. Rzym na wieść o masakrze zadecydował o zmianie polityki wobec heretyków kalabryjskich i postanowił wysłać w ten rejon misjonarzy jezuickich.
W 1561 roku, Pius IV ustanowił trybunał inkwizycji na Malcie.
Pius IV doprowadził do końca obrady Soboru Trydenckiego. Po ich zakończeniu ogłosił nowy, uaktualniony Indeks dzieł zakazanych (1564). Za jego pontyfikatu Kongregacja kontynuowała też procesy przeciwko hierarchom podejrzanym o sprzyjanie protestantyzmowi. Najbardziej znaczącym spośród tych hierarchów był francuski kardynał Odet de Coligny de Châtillon, który otwarcie przeszedł na kalwinizm. Został on potępiony 31 marca 1563 roku i pozbawiony urzędów i godności kościelnych, jednak Kongregacji nie udało się doprowadzić do jego aresztowania i ekstradycji przez Francję.
W 1563 roku Pius IV i jego siostrzeniec, arcybiskup Mediolanu Karol Boromeusz, wsparli lokalną opozycję przeciwko wprowadzeniu inkwizycji hiszpańskiej w księstwie Mediolanu. W rezultacie król Hiszpanii Filip II Habsburg musiał zrezygnować z tych planów.

### Pontyfikat Piusa V (1566–1572)

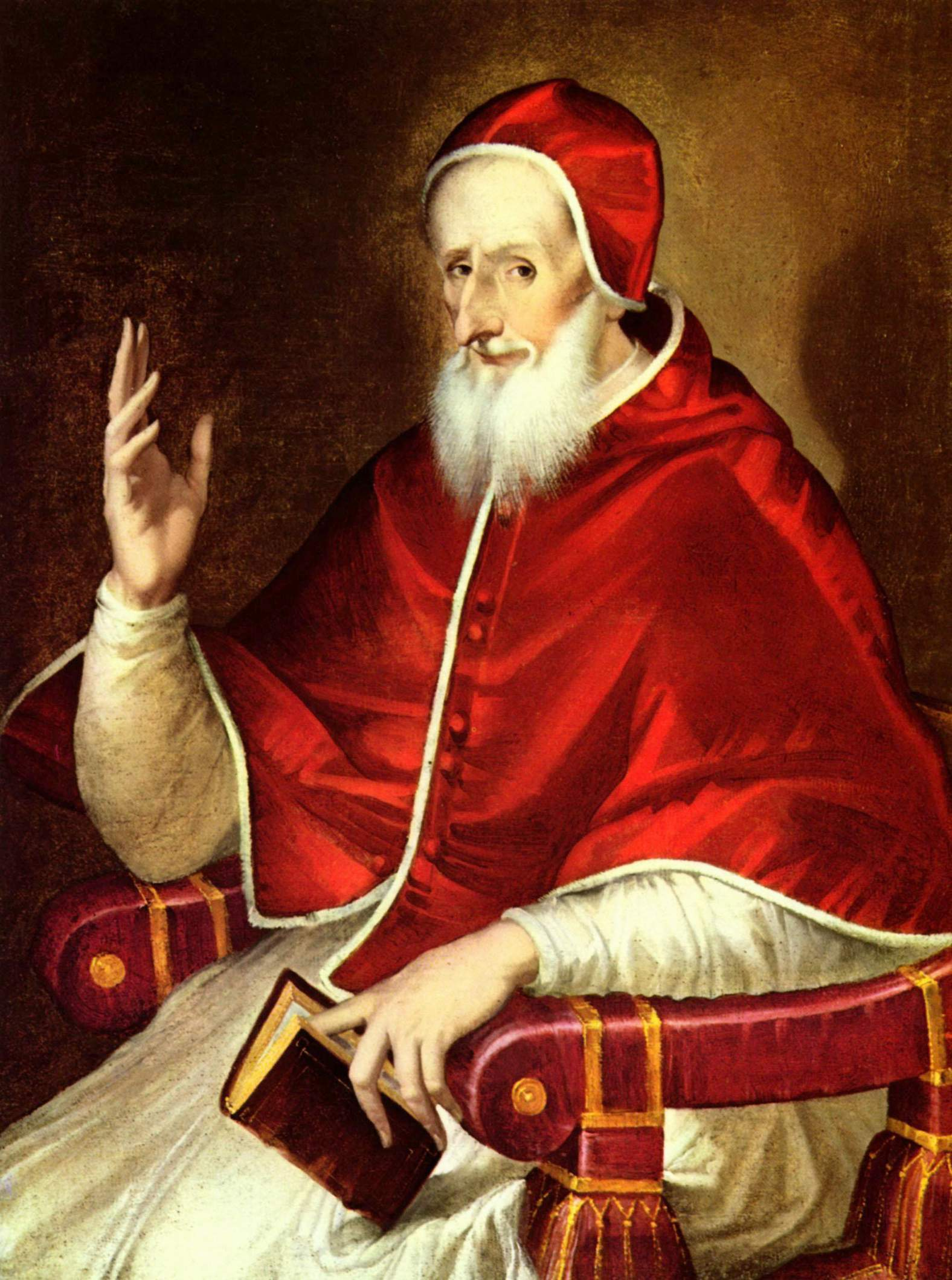
Pius V (Michele Ghislieri) przed wyborem na papieża był kolejno inkwizytorem Como, komisarzem generalnym Świętego Oficjum i wielkim inkwizytorem

W styczniu 1566 roku nowym papieżem został dotychczasowy wielki inkwizytor Michele Ghislieri, jako Pius V. Na jego pontyfikat przypada apogeum prześladowań sympatyków reformacji we Włoszech. Kongregacja Świętego Oficjum skutecznie wymuszała od władz lokalnych przekazywanie w jej ręce liderów grup dysydenckich, np. w 1566 roku książę Toskanii Cosimo I Medici zgodził się na ekstradycję do Rzymu Pietro Carnesecchiego, jednego z czołowych zwolenników doktryny Juana Valdesa. Został on stracony w Rzymie 1 października 1567 roku. Ogółem za Piusa V w Rzymie odbyło się ponad trzydzieści egzekucji z wyroku Inkwizycji Rzymskiej, przy czym, wzorem inkwizycji hiszpańskiej, odbywały się one publicznie, po okazałych ceremoniach pokutnych zwanych auto da fe.
Akcje represyjne na dużą skalę przeciwko sympatykom reformacji miały miejsce za jego pontyfikatu także w Faenzy, Bolonii, Ferrarze, Modenie, Mantui, Wenecji i przede wszystkim w Awinionie, gdzie do 1574 roku ogłoszono ponad 800 wyroków śmierci (choć wiele z nich zaocznie).
Pius V wydał także szereg rozporządzeń dotyczących struktury terytorialnej i organizacyjnej inkwizycji. Utworzył nowy trybunał inkwizycyjny w Faenzy (1567) i ostatecznie potwierdził, że inkwizytorami w prowincjach Romanii i Marchii Ankońskiej mają być wyłącznie dominikanie, a nie franciszkanie. Ponadto w 1569 roku Pius V zadecydował o odebraniu franciszkanom kilku okręgów inkwizytorskich powierzonych im w XIII wieku i przekazaniu ich dominikanom (Werona, Vicenza), uzasadniając to tym, że franciszkanie zaniedbali sprawowanie urzędu inkwizytorskiego. Wydał on także rozporządzenia nadające inkwizytorom określone beneficja lub zobowiązujące biskupów do wypłacania im stałych pensji, co dało wielu trybunałom względną niezależność finansową.
W chwili śmierci Piusa V w 1572 roku inkwizycja we Włoszech była już zupełnie inną instytucją niż trzydzieści lat wcześniej, znacznie bardziej scentralizowaną i zbiurokratyzowaną.

### Pontyfikat Grzegorza XIII (1572–1585)

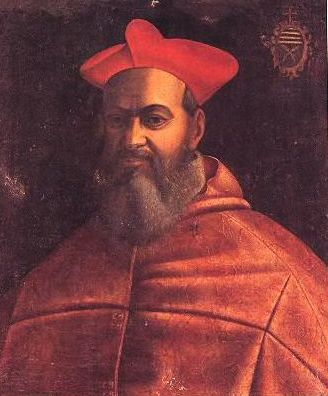
Kard. Scipione Rebiba (zm. 1577), wielki inkwizytor w latach 1573–1577

Grzegorz XIII nie przywiązywał aż tak dużej wagi jak Pius V do działań inkwizycji, niemniej, nie wprowadził w tym zakresie żadnych istotnych zmian, pozostawiając Kongregacji wolną rękę. Inkwizycja za jego czasów ograniczyła częste za Piusa V publiczne ceremonie pokutne auto da fe, także z uwagi na ich propagandowe wykorzystywanie przez polemistów z obozu protestanckiego. Ponadto represje z końca lat 60. wyeliminowały główne grupy zwolenników reformacji we Włoszech, przez co zmniejszyła się potrzeba takich działań. W związku z tym pontyfikat Grzegorza XIII zapoczątkowuje stopniowy zwrot zainteresowania inkwizytorów w kierunku innych spraw niż herezje protestanckie, takie jak magia, przesądy, niektóre występki seksualne (bigamia, solicytacja) czy nieortodoksyjne opinie wygłaszane przez zwykłych katolików. W 1582 roku kilkanaście osób oskarżonych o czary zostało spalonych w Awinionie, co było jednym z ostatnich tego rodzaju epizodów w dziejach inkwizycji rzymskiej. Szczególnie dużo spraw za czasów Grzegorza XIII dotyczyło podejrzeń o kryptojudaizm. W 1576 roku zakończył się także trwający 17 lat proces arcybiskupa Toledo Bartolomé Carranzy.
W 1578 roku Grzegorz XIII ustanowił trybunał inkwizycyjny w Zadarze w Dalmacji (należącej do Wenecji).
Zwierzchnikami Inkwizycji Rzymskiej za Grzegorza XIII byli kolejno kardynałowie Scipione Rebiba (do 1577 roku) i Giacomo Savelli (1577–1587). Za jego czasów nastąpił dalszy wzrost kontroli Kongregacji nad trybunałami lokalnymi. W 1580 roku inkwizytorzy lokalni zostali zobowiązani do składania jej corocznych raportów zawierających listę wyroków skazujących, a dwa lata później do sporządzania zestawień przychodów i wydatków. W celu zapewnienia trybunałom regularnych dochodów Grzegorz XIII wydał zresztą dodatkowe rozporządzenia nadające im pensje i beneficja. W 1578 roku działający w Rzymie hiszpański kanonista Francisco Peña wydał drukiem i opatrzył komentarzami podręcznik dla inkwizytorów autorstwa Nicolasa Eymerica Directorium Inquisitorum.
16 września 1572 roku Grzegorz XIII utworzył Kongregację Indeksu, mającą się zajmować cenzurą publikacji i wydawaniem Indeksu ksiąg zakazanych we współpracy z Kongregacją Inkwizycji Rzymskiej.

### Pontyfikat Sykstusa V (1585–1590)

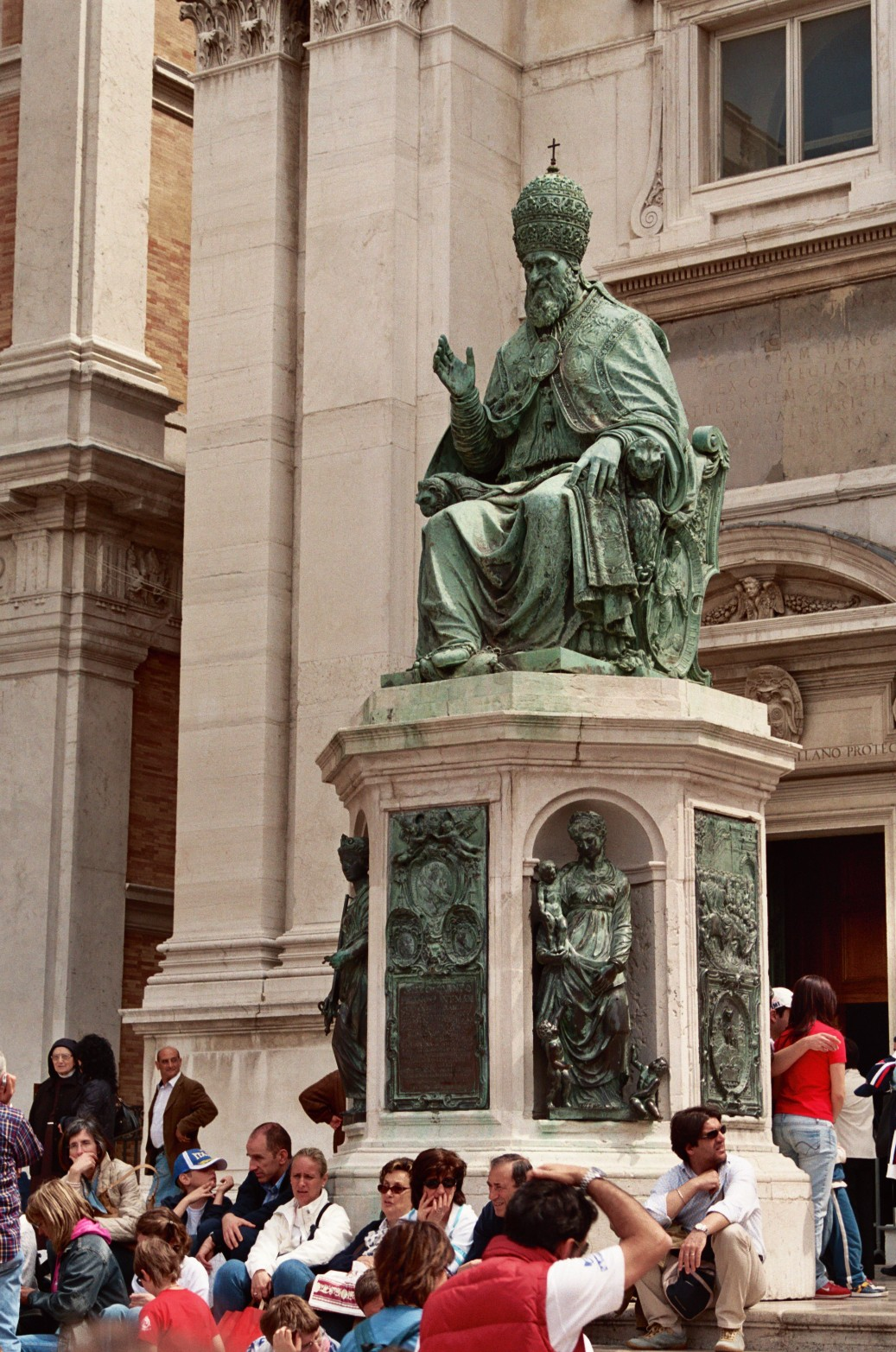
Sykstus V (Felice Peretti) przed wyborem na papieża był inkwizytorem Wenecji

Następca Grzegorza XIII, Sykstus V, jeszcze jako Felice Peretti OFMConv był inkwizytorem Wenecji (1557–1560). Jego pontyfikat pod wieloma względami był przełomowy dla inkwizycji rzymskiej. 22 stycznia 1588 roku wydał bullę Immensa aeterni, reformującą Kurię Rzymską i zarząd Państwem Kościelnym. Święte Oficjum, zwane odtąd oficjalnie Najwyższą Świętą Kongregacją Inkwizycji Rzymskiej i Powszechnej, na stałe weszło w skład rządu papieskiego. Za Sykstusa V Kongregacja przejęła od władz zakonnych prawo nominacji inkwizytorskich w ostatnich okręgach, które zachowywały jeszcze pod tym względem autonomię (Mediolan w 1587 roku, Parma w 1588 roku). Było to swego rodzaju przypieczętowanie procesu centralizacji inkwizycji rzymskiej i podporządkowywania Kongregacji trybunałów lokalnych. Kongregacja wzmocniła też więzi z nielicznymi trybunałami inkwizycyjnymi funkcjonującymi jeszcze wówczas na północ od Alp (np. Besançon w 1588 roku). W 1585 roku zorganizowano także stały trybunał inkwizycyjny w Neapolu z udziałem przedstawiciela Kongregacji, tytułowanego jako minister delegowany Inkwizycji w Neapolu.
W 1586 roku, z uwagi na ciężką chorobę wielkiego inkwizytora Giacomo Savelliego, papież utworzył urząd kardynała sekretarza Inkwizycji Rzymskiej, na którego ręce miała być odtąd kierowana wszelka korespondencja. Urząd ten objął kardynał Giulio Antonio Santori. Santori, jako kardynał sekretarz, wywarł znaczące piętno na tej instytucji, tym bardziej, że po śmierci Savelliego w 1587 roku zaniechano kolejnych nominacji na urząd wielkiego inkwizytora, co uczyniło sekretarza faktycznym zwierzchnikiem Kongregacji. Na czterech kolejnych konklawe w latach 1590–1592 Santori był poważnym kandydatem do tronu papieskiego. Udało mu się przeforsować i utrwalić wśród inkwizytorów racjonalne podejście do problematyki czarów i czarownic (w tym zwłaszcza domniemanych lotów na sabat). Dzięki temu od końca XVI wieku inkwizycja rzymska nie tylko nie paliła czarownic na stosie, ale wręcz wielokrotnie ingerowała w postępowania wszczęte przez sądy świeckie, ratując podsądnym życie (np. w Triora w Ligurii w 1588 roku). Dla odmiany jednak, bulla Sykstusa V Coeli et terrae ze stycznia 1586 roku rozszerzała kompetencje inkwizytorów na praktycznie wszelkie formy praktyk magicznych, takie jak astrologia, wróżbiarstwo i wzywanie demonów. O ile więc inkwizycja rzymska nie uczestniczyła w polowaniach na rzekomych uczestników sabatów, o tyle konsekwentnie ścigała osoby oddające różnego rodzaju praktykom magicznym.
Za pontyfikatu Sykstusa V w Wenecji i Bolonii doszło do ostatnich udokumentowanych egzekucji włoskich zwolenników reformacji. Wprawdzie egzekucje protestantów miały miejsce we Włoszech także w późniejszych latach, jednak dotyczyły one cudzoziemców.

### Okres stabilizacji (ok. 1590–XVIII wiek)

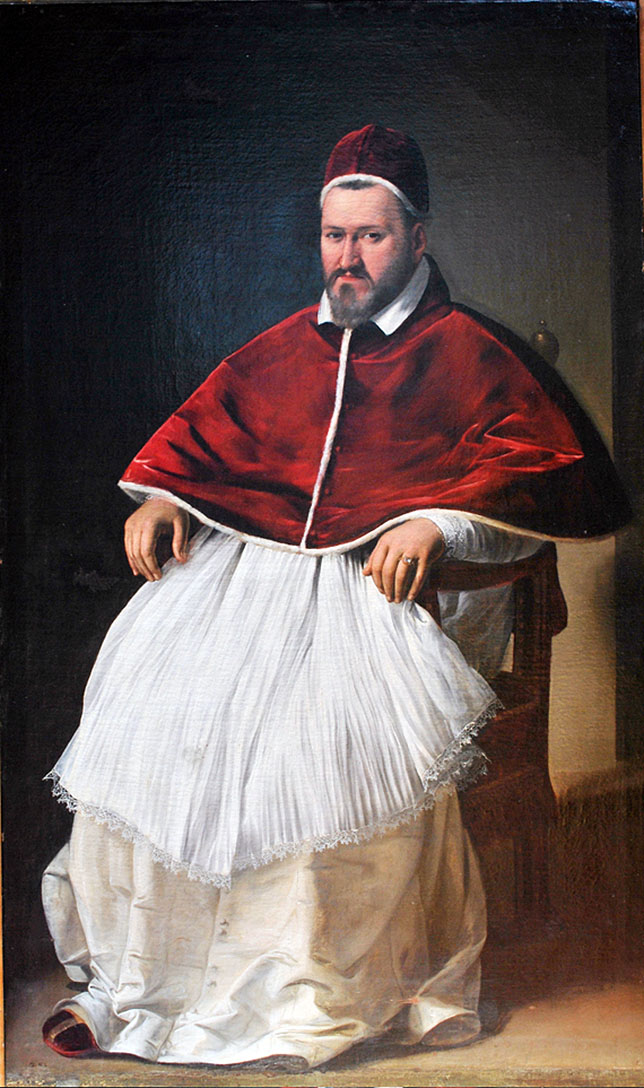
Paweł V (Camillo Borghese) w chwili wyboru na papieża był sekretarzem Rzymskiej Inkwizycji

Pontyfikat Sykstusa V zamyka okres formowania się i rozwoju inkwizycji rzymskiej jako instytucji i rozpoczyna zarazem okres stabilizacji jej działań. Już pod koniec XVI wieku jej przedstawiciele mówili o utrwalonym „stylu Inkwizycji” (stylus officii Inquisitionis), jaki został wypracowany. Trybunały inkwizycyjne we Włoszech kontynuowały swoją działalność w sposób niemalże niezakłócony co najmniej do połowy XVIII stulecia, nie napotykając na opozycję, która by kwestionowała sam sens ich istnienia i działalności.
Po roku 1588 utworzonych zostało kilka nowych trybunałów. W 1598 roku, po przyłączeniu Ferrary do Państwa Kościelnego, spod jurysdykcji tamtejszego trybunału wyłączono okręgi, które pozostały pod władzą książąt Este i utworzono dla nich trybunały w Modenie i Reggio Emilia. W 1614 Paweł V utworzył trybunał w Cremie, która była wenecką eksklawą otoczoną ziemiami należącymi do księstwa Mediolanu. W ciągu XVII wieku powstały także trzy nowe trybunały w Państwie Kościelnym: Fermo i Gubbio w 1631 roku oraz Spoleto w 1685 roku.

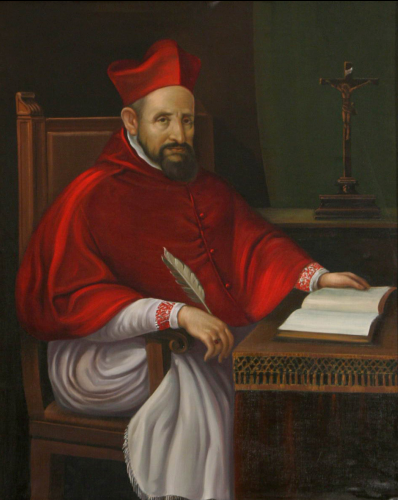
Św. Robert Bellarmin (zm. 1621) przez wiele lat był kardynałem inkwizytorem oraz prefektem Kongregacji Indeksu

Inkwizycja rzymska pozostawała w tym okresie jedną z najbardziej wpływowych instytucji w Kościele. Spośród 24 papieży wybranych między rokiem 1590 a 1800, aż trzynastu było w chwili wyboru kardynałami inkwizytorami:
- Urban VII (Gianbattista Castagna, pontyfikat 1590)[84]
- Innocenty IX (Gianantonio Facchinetti, 1591)[84]
- Paweł V (Camillo Borghese, 1605–1621)[84]
- Innocenty X (Giovanni Battista Pamphili, 1644–1655)[85]
- Aleksander VII (Fabio Chigi, 1655–1667)[86]
- Klemens IX (Giulio Rospigliosi, 1667–1669)[87]
- Aleksander VIII (Pietro Ottoboni, 1689–1691)[88]
- Klemens XI (Giovanni Francesco Albani, 1700–1721)[89]
- Benedykt XIII (Vincenzo Maria Orsini OP, 1724–1730)[90]
- Klemens XII (Lorenzo Corsini, 1730–1740)[91]
- Benedykt XIV (Prospero Lambertini, 1740–1758)[92]
- Klemens XIV (Lorenzo Ganganelli OFMConv, 1769–1774)[93]
- Pius VII (Barnaba Chiaramonti OSB, 1800–1823)[94]

Papieże Klemens X (Emilio Altieri, 1670–1676) i Innocenty XII (Antonio Pignatelli, 1691–1700) nie byli wprawdzie kardynałami inkwizytorami, ale ten pierwszy przed promocją kardynalską był przez wiele lat (1661–1669) konsultorem Kongregacji Świętego Oficjum, a drugi – w latach 1646–1649 sprawował urząd inkwizytora na Malcie.
Ponadto papieże Urban VIII (Maffeo Barberini, 1623–1644) i Pius VI (Giovanni Angelo Braschi, 1775–1799) byli członkami jedynie Kongregacji Indeksu (Urban VIII był nawet jej prefektem).

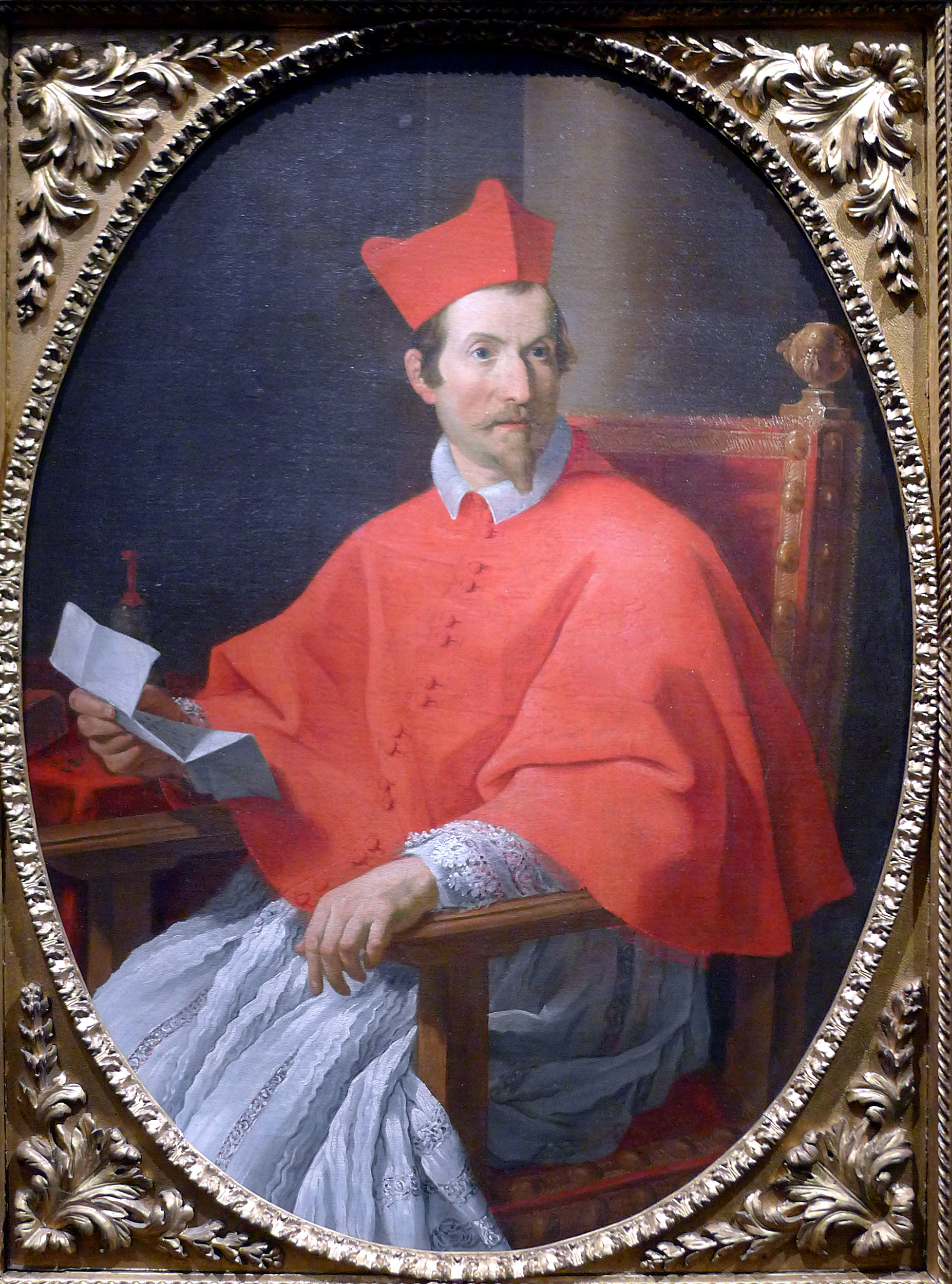
Kard. Francesco Barberini, najdłużej urzędujący sekretarz Świętego Oficjum (1633–79)

W Kongregacji Świętego Oficjum oraz w Kongregacji Indeksu zasiadało także wielu wybitnych i powszechnie szanowanych kardynałów, np. kanonizowany później Robert Bellarmin (1542–1621), historyk i pisarz Guido Bentivoglio (1577–1644) czy ceniony znawca historii i uchwał Soboru Trydenckiego Francesco Maria Sforza Pallavicini (1607–1667).
Po rozbiciu zorganizowanych grup protestanckich inkwizycja zajmowała się głównie pilnowaniem prawowierności i moralności zwykłych katolików, co przełożyło się także na spadek liczby formalnych procesów, a także surowości orzekanych kar. Liczba wyroków śmierci, stosunkowo duża jeszcze za pontyfikatu Klemensa VIII (1592–1605), systematycznie zmniejszała się i około połowy XVII wieku inkwizycja rzymska w zasadzie zaprzestała stosowania tej kary. Nieliczne wyjątki, jakie zdarzały się jeszcze aż do 1761 roku, dotyczyły niemal wyłącznie dwóch szczególnych kategorii występków: profanacji konsekrowanych hostii i sprawowania mszy bez święceń kapłańskich. W 1677 roku papież Innocenty XI potwierdził zapomniane już nieco rozporządzenia Pawła IV z 1559 roku o karaniu takich czynów śmiercią. Jedynym znanym heretykiem straconym przez inkwizycję rzymską po śmierci papieża Urbana VIII (1644) był Vincenzo Pellicciari, stracony w Modenie w 1727 roku. O wymierzeniu mu kary śmierci za nieortodoksyjne poglądy na temat Dziewicy Maryi zadecydował osobiście papież Benedykt XIII wbrew opinii kardynałów inkwizytorów. Wyraźny spadek liczby egzekucji w stosunku do XVI wieku niekoniecznie oznacza jednak zmniejszoną aktywność trybunałów. Choć trybunały w Wenecji i Udine rzeczywiście odnotowały znaczny spadek liczby rozpatrywanych spraw po około 1650 roku, trybunały w Sienie, Modenie i na Malcie utrzymywały bardzo wysoki poziom aktywności do samego końca swego istnienia.

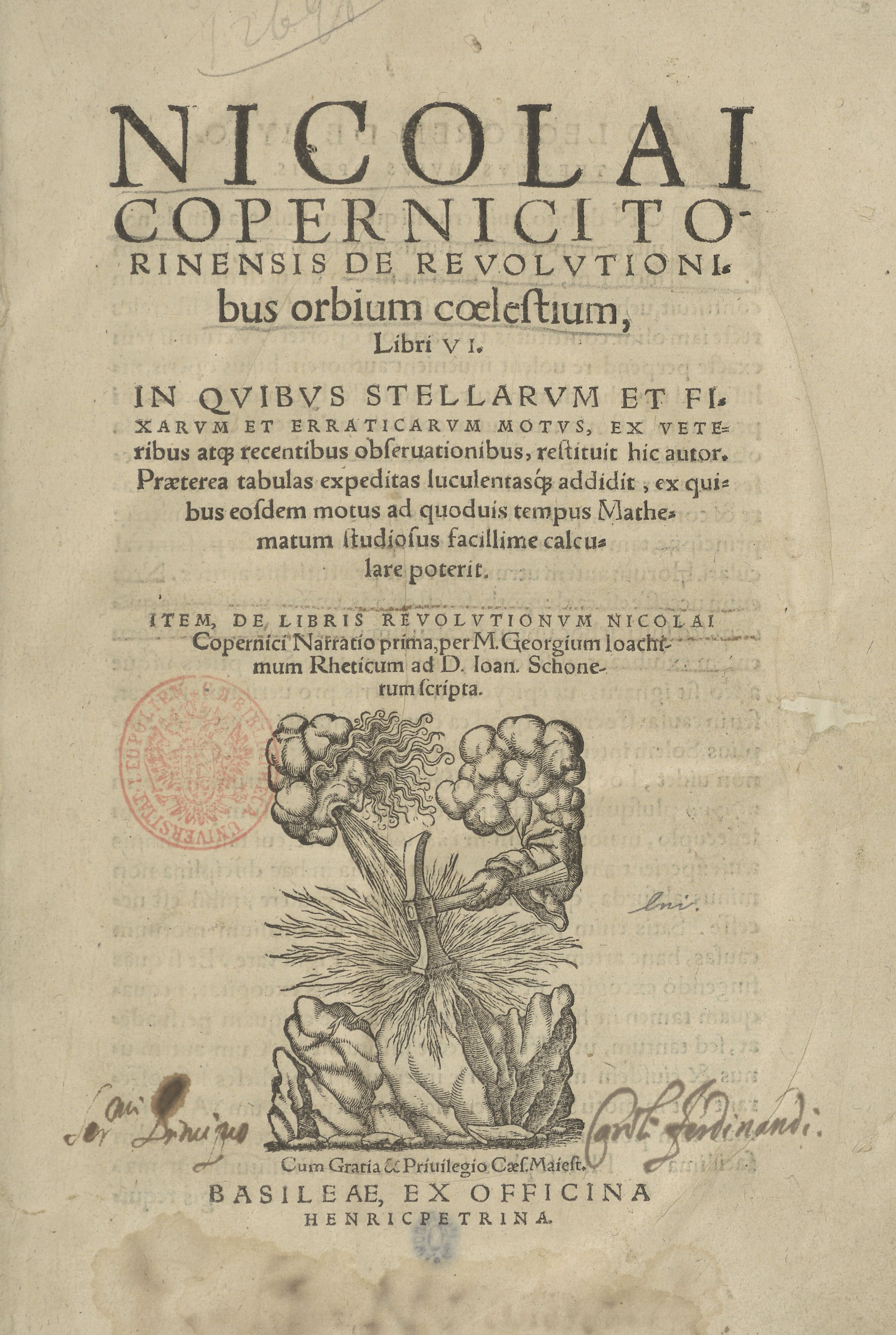
Dzieło O obrotach ciał niebieskich Mikołaja Kopernika znalazło się na Indeksie ksiąg zakazanych

W latach 1596, 1664, 1681, 1711, 1758 i 1786 ukazały się kolejne, poprawione wydania Indeksu ksiąg zakazanych, którego egzekwowanie stanowiło niemałą część zadań inkwizytorów. W ciągu XVII i XVIII wieku pojawiły się też nowe idee i ruchy, które Kościół uznawał za groźne dla swej doktryny. W tym czasie jednym z głównych problemów doktrynalnych wewnątrz Kościoła były ruchy mistyczne i pobożnościowe, podejrzewane o odstępstwa od ortodoksji, takie jak kwietyzm czy jansenizm. Potępienie kwietyzmu przez Innocentego XI w 1687 roku doprowadziło do wytoczenia procesu przeciwko kardynałowi Pierowi Matteo Petrucciemu, sympatykowi tych idei. W rezultacie kardynał ten musiał wyrzec się swych poglądów. Natomiast jansenizm największe poparcie zyskał we Francji i Niderlandach, a więc poza zasięgiem działalności trybunałów inkwizycji rzymskiej. W 1738 roku papież Klemens XII potępił masonerię, a jej członkowie znaleźli się w zainteresowaniu trybunałów inkwizycyjnych. Głośnym echem odbił się proces toskańskiego poety i sekretarza loży masońskiej we Florencji Tommaso Crudeliego, który został aresztowany przez trybunał florencki w 1739 roku i spędził w więzieniu prawie dwa lata. Na dłuższą metę jednak inkwizycja nie była w stanie zapobiec działalności lóż masońskich we Włoszech.

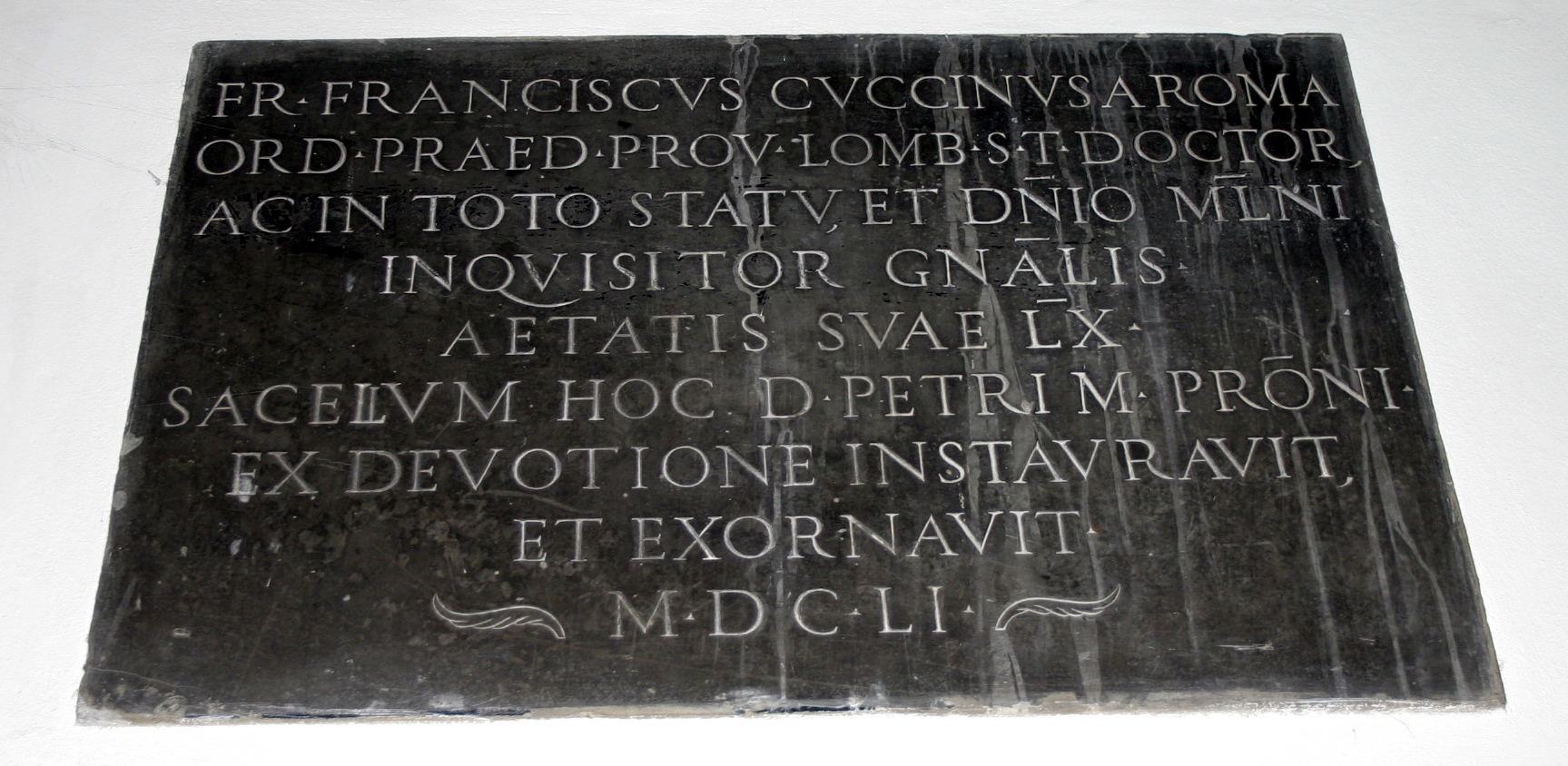
Tablica pamiątkowa inkwizytora Mediolanu Francesco Cucciniego z 1651

Jednym z najbardziej znanych i zarazem najbardziej kontrowersyjnych epizodów w dziejach inkwizycji rzymskiej jest potępienie dzieła Mikołaja Kopernika O obrotach sfer niebieskich w 1616 roku i skazanie w 1633 roku Galileusza (1564–1642) na areszt domowy jako zwolennika teorii heliocentrycznej. Literatura heliocentryczna została wówczas umieszczona na Indeksie dzieł zakazanych. Ogólny zakaz czytania i publikowania takiej literatury został uchylony przez Benedykta XIV w 1757 roku, jednak niektóre pojedyncze publikacje (w tym dzieło Kopernika) znalazły się jeszcze na Indeksie z 1819 roku. Dopiero w 1822 roku Kongregacja Indeksu przyznała, że teoria heliocentryczna została naukowo udowodniona i publikacje podające ten fakt mogą ukazywać się bez żadnych przeszkód. Kolejne wydanie Indeksu z 1835 roku nie zawierało już tego rodzaju literatury. W 1992 roku papież Jan Paweł II oficjalnie zrehabilitował Galileusza.
Choć do połowy XVIII wieku we Włoszech nie kwestionowano w zasadzie sensu istnienia inkwizycji, nie wykluczało to sporów na poziomie lokalnym, na ogół o charakterze jurysdykcyjnym. Władze państw północnowłoskich niemal od samego początku próbowały uzyskać wpływ na działalność trybunałów i ograniczać bezpośrednie ingerencje Rzymu. W Republice Weneckiej od 1547 roku w trybunałach zasiadali przedstawiciele władz świeckich. W Genui ingerencje władz nasiliły się od lat 70. XVII wieku i doprowadziły do znacznego ograniczenia samodzielności trybunału inkwizycyjnego, m.in. poprzez narzucenie inkwizytorowi asysty świeckich „protektorów”.
Szczególnie ostry charakter miały konflikty w księstwie Sabaudii za Wiktora Amadeusza II (pan. 1675–1730). Władca ten począwszy od 1698 roku wetował nominacje inkwizytorskie dokonywane przez Kongregację, doprowadzając stopniowo do trwałego wakowania stanowisk inkwizytorów większości sabaudzkich trybunałów (Saluzzo i Asti w 1698 roku, Turyn w 1708 roku, Alessandria w 1709 roku, Vercelli w 1712 roku, Casale Monferrato w 1713 roku, Mondovì w 1717 roku). Nie oznaczało to likwidacji tych trybunałów, ale obniżyło ich rangę, gdyż były kierowane jedynie przez wikariuszy, a nie pełnoprawnych inkwizytorów. Ponadto Wiktor Amadeusz II w sprawach dotyczących wiary faworyzował sądy biskupie oraz świeckie w stosunku do inkwizycji, której jurysdykcja obejmowała zresztą tylko część terytorium kraju, gdyż nie podlegały jej diecezja nicejska, opactwo terytorialne Pinerolo i archidiecezja Tarentaise oraz jej sufraganie (Genewa-Annecy, Maurienne i Aosta). W rezultacie na początku XVIII wieku w Sabaudii zauważalny jest wzrost aktywności sądów świeckich w dziedzinach do tej pory zdominowanych przez inkwizycję, jak np. procesy o czary. Sytuacja taka utrzymała się już do końca istnienia inkwizycji w tym kraju.

### Zniesienie lokalnych trybunałów inkwizycyjnych (1746–1809/1810)
XVIII wiek to okres Oświecenia, rozwoju idei tolerancji religijnej oraz nowego spojrzenia na stosunki państwa i Kościoła. Idee te zostały potępione przez Kościół, a wielu oświeceniowych autorów znalazło się na Indeksie, niemniej inkwizycja nie była w stanie zapobiec rozszerzaniu się tych poglądów wśród włoskich elit, w tym także na dworach władców. Wpływ idei oświeceniowych początkowo objawiał się w zwiększaniu ingerencji państwa w sprawy religijne i ograniczaniu kompetencji instytucji kościelnych, w tym inkwizycji, w końcu jednak doszło do zapoczątkowania procesu likwidacji trybunałów inkwizycyjnych, uznawanych przez filozofów oświeceniowych za szkodliwy anachronizm. Przykładem ograniczania kompetencji inkwizycji może być przejęcie przez urzędników państwowych kontroli nad cenzurą publikacji w Wielkim Księstwie Toskanii w 1743 roku czy odbieranie przywilejów podatkowych członkom wspierających inkwizycję świeckich konfraterni zwanych crocesignati.

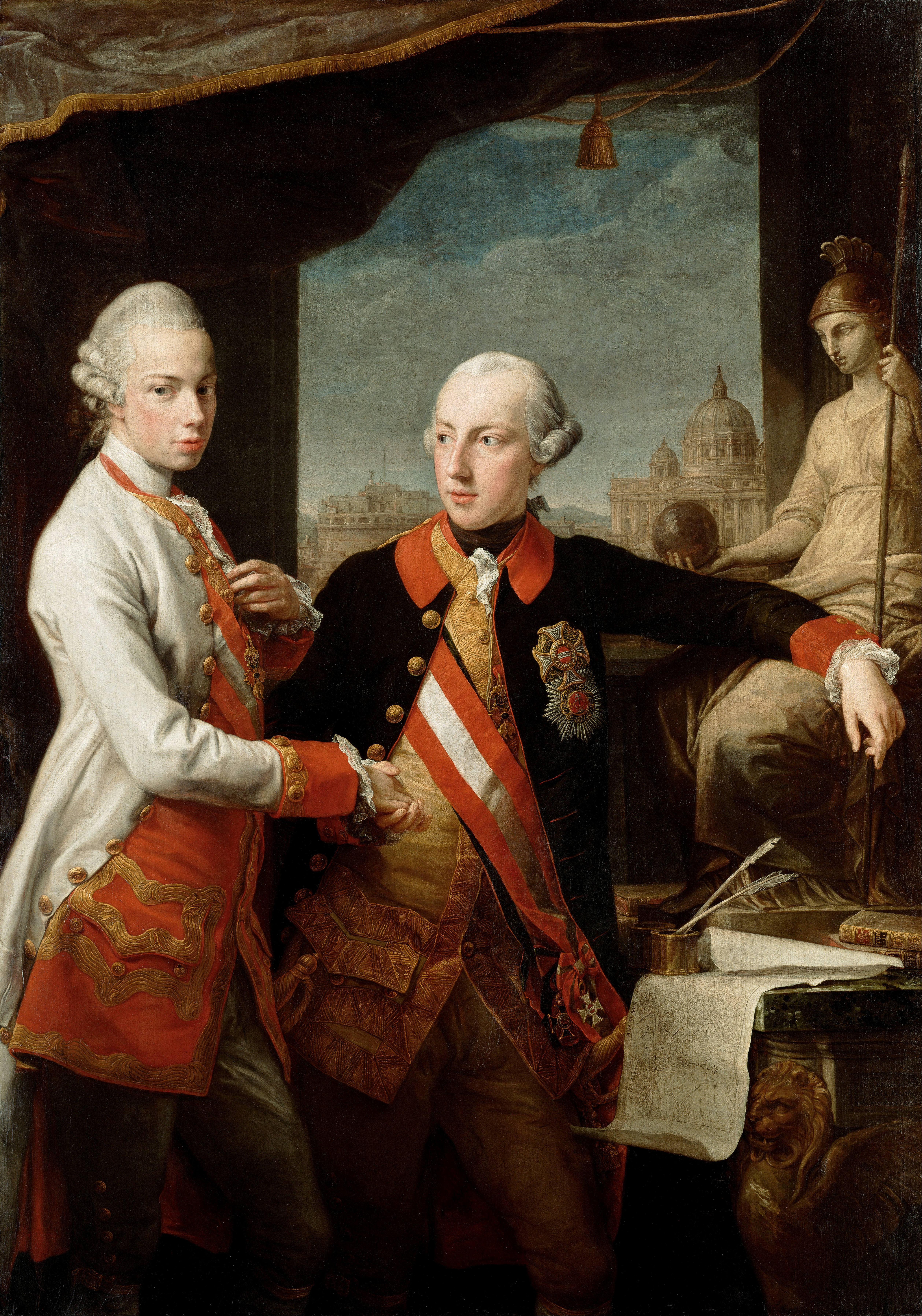
Piotr Leopold i Józef II znieśli trybunały inkwizycji w Toskanii i Lombardii

Pierwszym państwem włoskim, które zniosło inkwizycję, było królestwo Neapolu. Już w 1692 roku na skutek konfliktu z władzami lokalnymi wygnany został ostatni minister delegowany Inkwizycji, biskup Giovanni Battista Giberti (zm. 1720). Trybunał inkwizycyjny w tym mieście działał jeszcze przez ponad pół wieku, choć kierowali nim niżsi rangą urzędnicy archidiecezjalni podlegli wikariuszowi generalnemu. Pod wpływem narastającej krytyki procedury inkwizycyjnej, król Karol VII Burbon w dniu 29 grudnia 1746 roku wydał dekret rozwiązujący neapolitański trybunał inkwizycyjny i nakazujący, by wszelkie procesy w sprawach wiary były prowadzone od tej pory przez zwykłe sądy diecezjalne zgodnie ze standardową procedurą kryminalną (tzw. via ordinaria).
Kolejnym państwem włoskim, które podjęło próbę likwidacji inkwizycji, było księstwo Parmy i Piacenzy. Książę Ferdynand I Parmeński z dynastii Burbonów początkowo sprzyjał ideom oświeceniowym, a jego premierem był Francuz Guillaume Du Tillot, który przeprowadził w kraju wiele reform. 9 lutego 1768 roku rząd księstwa wygnał inkwizytora Piacenzy Francesco Vincenzo Ciacchiego za odmowę podporządkowania się wcześniejszym rozporządzeniom znoszącym przywileje podatkowe crocesignati. Rok później, 27 lutego 1769 roku, zmarł inkwizytor Parmy Pietro Martire Cassio i jeszcze tego samego dnia rząd wydał dekret o formalnym zniesieniu inkwizycji w księstwie. Jednak już w 1771 roku wskutek intryg dworskich doszło do wygnania Tillota, a władzę przejęła frakcja konserwatywna, związana z księżną Marią Amalią Habsburg. 29 lipca 1780 roku doszło do podpisania konkordatu między księciem Ferdynandem I a Stolicą Apostolską i w rezultacie 2 sierpnia 1780 roku trybunały w Parmie i Piacenzy zostały ponownie powołane do życia. Trwałe zniesienie inkwizycji nastąpiło dopiero po śmierci Ferdynanda I i okupacji księstwa przez wojska francuskie. 3 czerwca 1805 roku skasowane zostały konwenty dominikańskie w Parmie i Piacenzy, będące siedzibami inkwizycji.

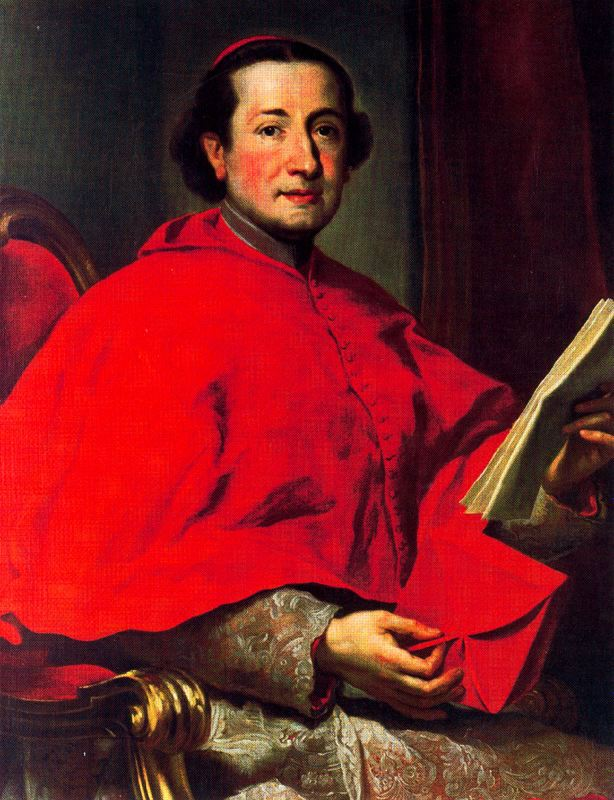
Kard. Carlo Rezzonico, sekretarz Świętego Oficjum w latach 1777–1799

Kolejnym państwem, w którym zniesiono inkwizycję, było rządzone przez Austrię Księstwo Mediolanu, jednak proces ten, planowany co najmniej od 1771 roku, trwał blisko dekadę. Po śmierci inkwizytorów Pawii (23 lutego 1774) oraz Cremony (26 stycznia 1775) władze austriackie nie zgodziły się na mianowanie ich następców. 9 marca 1775 roku cesarzowa Maria Teresa ogłosiła dekret znoszący trybunały inkwizycyjne, z zastrzeżeniem, że żyjący jeszcze inkwizytorzy Mediolanu i Como dożywotnio zachowają swoje pensje i tytuły. Ostatni inkwizytor Mediolanu Giovanni Francesco Cremona zmarł 10 marca 1779 roku, natomiast trybunał w Como istniał do 9 maja 1782 roku. W sąsiednim księstwie Mantui, także rządzonym przez Austrię, ale formalnie odrębnym, trybunał inkwizycji został zlikwidowany w kwietniu 1782 roku przez cesarza Józefa II, następcę Marii Teresy.
W ślady Mediolanu i Mantui poszła Toskania, gdzie od 1765 roku wielkim księciem był syn Marii Teresy Piotr Leopold Habsburg. Samodzielność i kompetencje tamtejszych trybunałów inkwizycyjnych były systematycznie ograniczane już od lat 40. XVIII wieku, a ich ostateczne rozwiązanie nastąpiło na mocy dekretu książęcego z dnia 5 lipca 1782 roku.
Podobny przebieg jak w księstwach Mediolanu oraz Piacenzy i Parmy miało zniesienie inkwizycji w księstwie Modeny. Kiedy w czerwcu 1780 roku zmarł inkwizytor Reggio Emilia Carlo Giacinto Belleardi, książę Ercole III d’Este nie zgodził się na mianowanie jego następcy i dekretem z 24 czerwca 1780 roku zniósł trybunał w Reggio Emilia, a podległy mu okręg podporządkował trybunałowi w stolicy księstwa Modenie. Pięć lat później, 6 września 1785 roku zmarł inkwizytor Modeny Giuseppe Maria Orlandi i jeszcze tego samego dnia książę wydał dekret o zniesieniu inkwizycji w księstwie.
W chwili wybuchu rewolucji francuskiej w 1789 roku inkwizycja rzymska działała wciąż w Państwie Kościelnym (w tym w Awinionie), Republice Weneckiej, Republice Genui, Księstwie Parmy i Piacenzy, kontynentalnej części Królestwa Sardynii (tj. w Piemoncie) oraz na Malcie i w Kolonii. Zniesienie trybunałów inkwizycyjnych w tych krajach nie było wynikiem suwerennej decyzji ich władców, lecz inwazji rewolucyjnej (a potem napoleońskiej) Francji i dokonywało się w warunkach zawieruchy wojennej. Biorąc ten fakt pod uwagę, w obecnym stanie badań nie zawsze jest możliwe precyzyjne ustalenie dat rozwiązania poszczególnych trybunałów, niewykluczone zresztą, że w niektórych przypadkach nigdy nie wydano żadnego formalnego aktu w tym przedmiocie.
W 1790 roku wojska francuskie zajęły papieską eksklawę w Awinionie i od razu wygnały tamtejszego inkwizytora Jean-Baptiste Mabila. Cztery lata później Francuzi zajęli Kolonię, a ich wojska obsadziły tamtejszy klasztor dominikanów, będący siedzibą inkwizytora Hyacintha Francka (zm. po 1796 r.). W ten sposób likwidacji uległ ostatni trybunał spoza Włoch.
W Genui trybunał inkwizycyjny został zniesiony prawdopodobnie przez władze utworzonej przez generała Napoleona Bonaparte Republiki Liguryjskiej, jednak nie zachował się żaden akt formalnie go rozwiązujący. Na podstawie zachowanej dokumentacji finansowej można określić prawdopodobny czas jego likwidacji na luty 1798.
Malta została zajęta przez flotę francuską w czerwcu 1798 roku, jednak już 26 maja miejscowy inkwizytor Giulio Carpegna opuścił wyspę. Władze francuskie 13 lipca 1798 roku wydały dekret rozwiązujący wszystkie sądy kościelne istniejące na Malcie, w tym także trybunał inkwizycji.
Trybunały inkwizycyjne w Piemoncie (Saluzzo, Asti, Turyn, Novara, Casale, Mondovì, Alessandria, Vercelli i Tortona), w części kierowane jedynie przez wikariuszy, zostały zniesione w dniu 28 stycznia 1799 roku przez marionetkowy rząd tymczasowy, utworzony przez wojska francuskie po zajęciu regionu kilka tygodni wcześniej. Niedługo potem jednak, w maju 1799 roku, Francuzi zostali wyparci z Piemontu przez Austriaków i Rosjan, którzy przywrócili władzę króla Karola Emanuela IV. 28 lipca 1799 roku rząd monarchiczny wydał dekret o przywróceniu inkwizycji. Restauracja monarchii trwała jednak krótko. Niespełna rok później Francuzi ponownie zajęli Piemont i utworzona przez nich Rada Piemontu (Consulta del Piemonte) dekretem z dnia 23 lipca 1800 roku definitywnie zlikwidowała miejscowe trybunały.

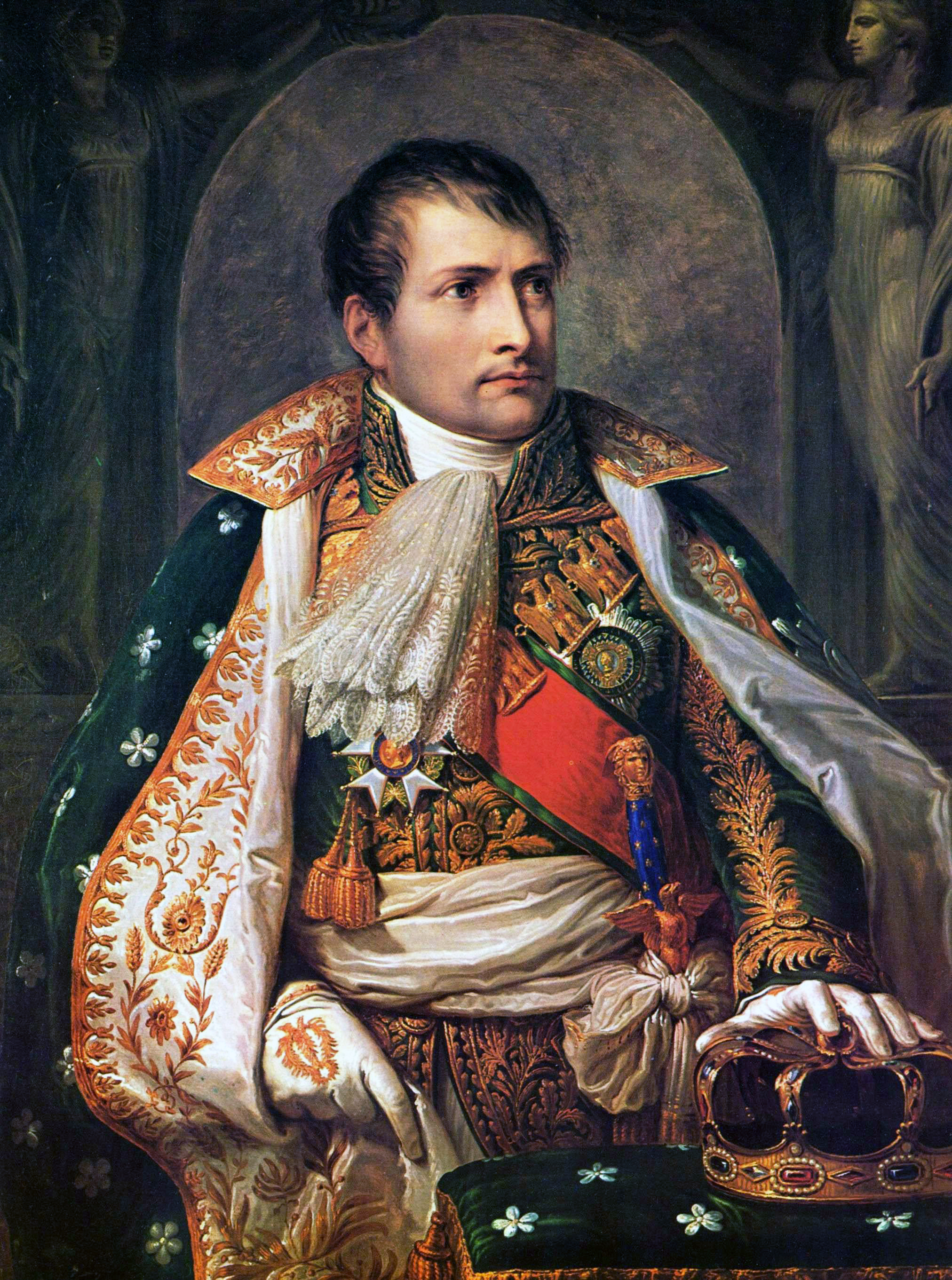
Napoleon Bonaparte

Znacznie trudniej jest ustalić chronologię likwidacji trybunałów w Republice Weneckiej; państwo to w wyniku inwazji francuskiej w 1797 roku przestało bowiem istnieć, a w wielu podległych jej dotąd miastach powoływane były rewolucyjne republiki municypalne (np. Crema, Bergamo). Na mocy traktatu pokojowego z Campo Formio (17 października 1797 roku) większa część terytorium Republiki została przyłączona do Austrii, ale kilka zachodnich okręgów weszło w skład utworzonej kilka miesięcy wcześniej Republiki Cisalpińskiej. Wiadomo, że w ciągu 1797 roku likwidacji uległy trybunały w Wenecji (prawdopodobnie w maju), Brescii (29 maja), Rovigo (9 czerwca), Vicenzy (2 lipca), Weronie (4 lipca), Padwie (17 lipca), Bergamo (prawdopodobnie w lipcu) i Cremie (12 sierpnia), choć w przypadku Wenecji i Bergamo nie da się ustalić konkretnych dat dziennych. Natomiast trybunały działające na ziemiach, które w 1797 roku zostały zajęte przez Austrię (Belluno, Udine, Capodistria, Zadar, Treviso i Conegliano) kontynuowały działalność jeszcze przez kilka lat, jednak w 1805 roku ziemie te również znalazły się pod władzą Francuzów i weszły w skład utworzonego wówczas Królestwa Włoch. Ostatni inkwizytor Belluno, Damiano Miari, zmarł w 1805 roku. 28 lipca 1806 roku rozwiązane zostały konwenty franciszkańskie w Belluno, Treviso, Udine, Capodistrii i Conegliano, będące siedzibami trybunałów inkwizycji. Konwent dominikański w Zadarze w Dalmacji został zlikwidowany przez Francuzów niewiele później, 8 stycznia 1807 roku.
Równie trudne jak w przypadku trybunałów weneckich jest ustalenie chronologii likwidacji trybunałów w Państwie Kościelnym. Na ziemiach tych począwszy od 1796 roku wybuchały rewolty przeciwko rządom papieskim, a Francuzi niezwłocznie po ich zajęciu tworzyli nowe rządy republikańskie. W Bolonii miejscowy trybunał został zlikwidowany już 24 czerwca 1796 roku przez dowództwo francuskie, a w Ferrarze 22 października 1796 roku przez miejscowy rząd rewolucyjny (Amministrazione Centrale del Ferrarese). Trybunał w Faenzy został zlikwidowany wraz z miejscowym konwentem dominikańskim w lipcu 1797 roku. Dnia 8 maja 1798 roku również w Rimini ogłoszono kasatę prawie wszystkich zgromadzeń zakonnych, w tym będącego siedzibą inkwizycji konwentu dominkańskiego. Sądy inkwizycyjne w Perugii i Spoleto zostały rozwiązane dekretem marionetkowej, napoleońskiej „Rady Nadzwyczajnej dla Państwa Rzymskiego” z 2 lipca 1809.
Najpóźniejszą możliwą datą rozwiązania pozostałych trybunałów w Państwie Kościelnym, które znalazły się w granicach królestwa Włoch, jest 25 kwietnia 1810 roku. Dekretem z tego dnia Napoleon rozwiązał wszystkie zgromadzenia zakonne w tym królestwie, co oznaczało rozwiązanie konwentów dominikańskich w Ankonie, Fermo i Gubbio, będących siedzibami inkwizycji.
Inwazja francuska nie pozostała bez wpływu na funkcjonowanie samej Kongregacji Świętego Oficjum. W czasie krótkiego istnienia Republiki Rzymskiej w 1798 roku wiele jej dokumentów z ostatnich lat zostało zniszczonych przez rewolucjonistów. Aneksja Państwa Kościelnego przez Francję w 1809 roku doprowadziła do faktycznej likwidacji Kongregacji na kilka lat. Kongregacja, jako rzymski trybunał inkwizycyjny, została objęta dekretem abolicyjnym z 2 lipca 1809. Papież Pius VII i kardynałowie stali się więźniami Francuzów. Sekretarz Kongregacji Leonardo Antonelli (mianowany w listopadzie 1800 roku) zmarł w Senigalli 23 stycznia 1811 roku. Katastrofalne skutki miała decyzja Napoleona o wywiezieniu archiwów Kongregacji do Paryża, gdyż większość tych zasobów uległa później zniszczeniu lub rozproszeniu.

### Okres 1814–1908

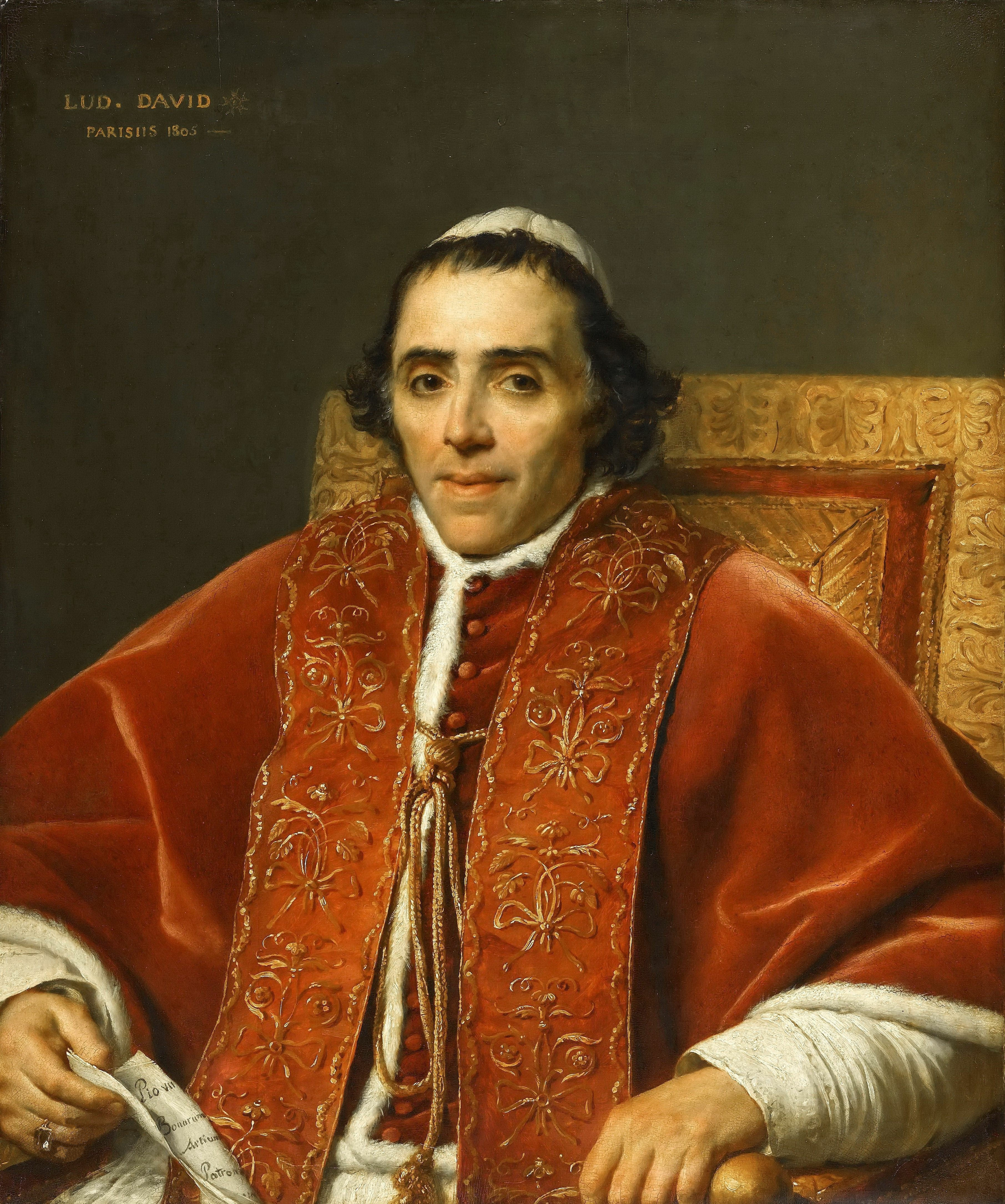
Papież Pius VII (1800–23) przywrócił inkwizycję w Państwie Kościelnym i zreformował jej procedurę

Klęska Napoleona Bonaparte w 1814 roku i odbyty rok później Kongres wiedeński doprowadziły do przywrócenia Państwa Kościelnego wraz ze wszystkimi jego instytucjami, nie wyłączając inkwizycji. Już 20 maja 1814 roku papież Pius VII mianował nowego sekretarza Kongregacji w osobie kardynała Giulio della Somaglii, a w ciągu następnych dziesięciu lat przywrócone zostały trybunały lokalne w Bolonii, Faenzy, Ankonie, Fermo, Spoleto, Gubbio i Perugii. Odtworzono także trybunał dla okręgu Rimini, ale jego siedzibę przeniesiono do Pesaro. Na przywrócenie inkwizycji rzymskiej nie zdecydowało się jednak żadne inne włoskie państwo. W roku 1816 prałat Marino Marini został wysłany do Paryża w celu odzyskania archiwów Stolicy Apostolskiej, w tym Inkwizycji. Z uwagi na ogromne koszty transportu, podjął on decyzję o wyselekcjonowaniu dokumentacji niezbędnej do funkcjonowania poszczególnych urzędów i kongregacji i zniszczeniu pozostałej, uznanej za nieistotną. Niestety, do tej drugiej kategorii zaliczona została większa część dokumentacji procesowej Inkwizycji.
Papież Pius VII dokonał w 1816 roku reformy procedury inkwizycyjnej, m.in. zniósł zasadę nieujawniania podejrzanym imion świadków oraz zakazał stosowania tortur.
Urząd inkwizytorski, sprawowany teraz już wyłącznie przez dominikanów, nadal cieszył się dużym prestiżem w tym zakonie. W 1838 roku inkwizytor Bolonii Angelo Domenico Ancarani został wybrany generałem zakonu dominikańskiego. Trzej kolejni następcy Piusa VII, tj. Leon XII (Annibale della Genga, 1823–1829), Pius VIII (Francesco Castiglioni, 1829–1830) i Grzegorz XVI (Mauro Cappellari OCam, 1831–1846) byli uprzednio, podobnie jak sam Pius VII, kardynałami inkwizytorami.

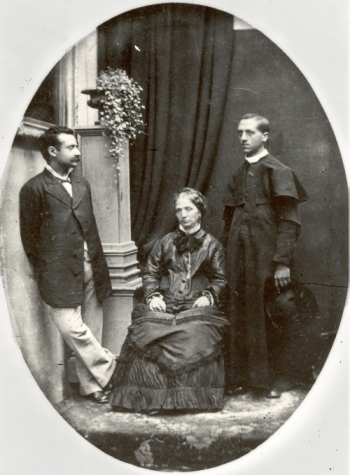
Edgardo Mortara (1851–1940, na zdjęciu z prawej strony) w 1858 został odebrany przez inkwizycję swym żydowskim rodzicom i oddany na wychowanie do katolickiego „Domu Katechumenów” w Rzymie

Niewiele da się powiedzieć na temat działalności odnowionych trybunałów inkwizycyjnych w Państwie Kościelnym po roku 1814, gdyż nie było to jak dotąd przedmiotem poważniejszych badań historycznych. Wiadomo, że inkwizycja była częścią machiny represyjnej zwalczającej ruch karbonariuszy oraz tzw. „sektę liberałów”, czyli osób przeciwnych świeckiej władzy papieża, jednak skala tych represji i ich dokładny przebieg nie są znane. Wiadomo też, że inkwizycja była jedną z głównych instytucji egzekwujących regulacje ograniczające prawa żydów w Państwie Kościelnym. Najbardziej znanym epizodem z tego okresu jest sprawa odebrania w 1858 roku żydowskim rodzicom w Bolonii kilkuletniego syna Edgardo Mortary, który został ochrzczony przez niańkę. Prawo kościelne w takim przypadku nakazywało, że ochrzczone dziecko musi się wychowywać wśród chrześcijan. Nakaz odebrania rodzicom Edgardo Mortary wydał inkwizytor Bolonii Pier Gaetano Feletti. Sprawa ta odbiła się szerokim echem w międzynarodowej prasie i negatywnie wpłynęła na wizerunek Stolicy Apostolskiej. Nadal jednak inkwizytorzy zajmowali się czynami tradycyjnie wchodzącymi w zakres ich kompetencji, takimi jak bluźnierstwa, przesądy, nieortodoksyjne opinie, solicytacje czy wielożeństwo. W XIX wieku ukazało się też pięć kolejnych edycji Indeksu ksiąg zakazanych – w latach 1819, 1835, 1877, 1881 i 1900.
Kres lokalnym trybunałom w Państwie Kościelnym przyniosło dopiero zjednoczenie Włoch przez Królestwo Sardynii w drugiej połowie XIX wieku. Władze sardyńskie, zajmując począwszy od 1859 roku kolejne prowincje podległe papiestwu, likwidowały trybunały inkwizycji. Trybunały w prowincji Romania (Bolonia, Faenza) zostały zniesione na mocy dekretu z 14 listopada 1859 roku, natomiast trybunały w Umbrii i Marche na mocy dekretów odpowiednio z 20 i 27 września 1860 roku. Prowincje te w 1861 roku weszły w skład zjednoczonego Królestwa Włoch. Państwo Kościelne, ograniczone już tylko do Rzymu i Lacjum, przetrwało jedynie do roku 1870. Aneksja Rzymu nie doprowadziła do likwidacji Kongregacji Świętego Oficjum, która była organem Kurii Rzymskiej, ale uniemożliwiła jej definitywnie wykonywanie funkcji policyjno-sądowych.
Stolica Apostolska nie uznała aneksji Państwa Kościelnego przez Włochy i nie od razu pogodziła się z dokonaną w latach 1859–1860 likwidacją trybunałów inkwizycyjnych. Tytularni inkwizytorzy lokalnych trybunałów występują w dokumentach Kongregacji Rzymskiej i Powszechnej Inkwizycji aż do 1880 roku, a sama Kongregacja zachowała w swej oficjalnej nazwie słowo Inkwizycja aż do 1908 roku.

## Inkwizycja rzymska poza krajami włoskimi

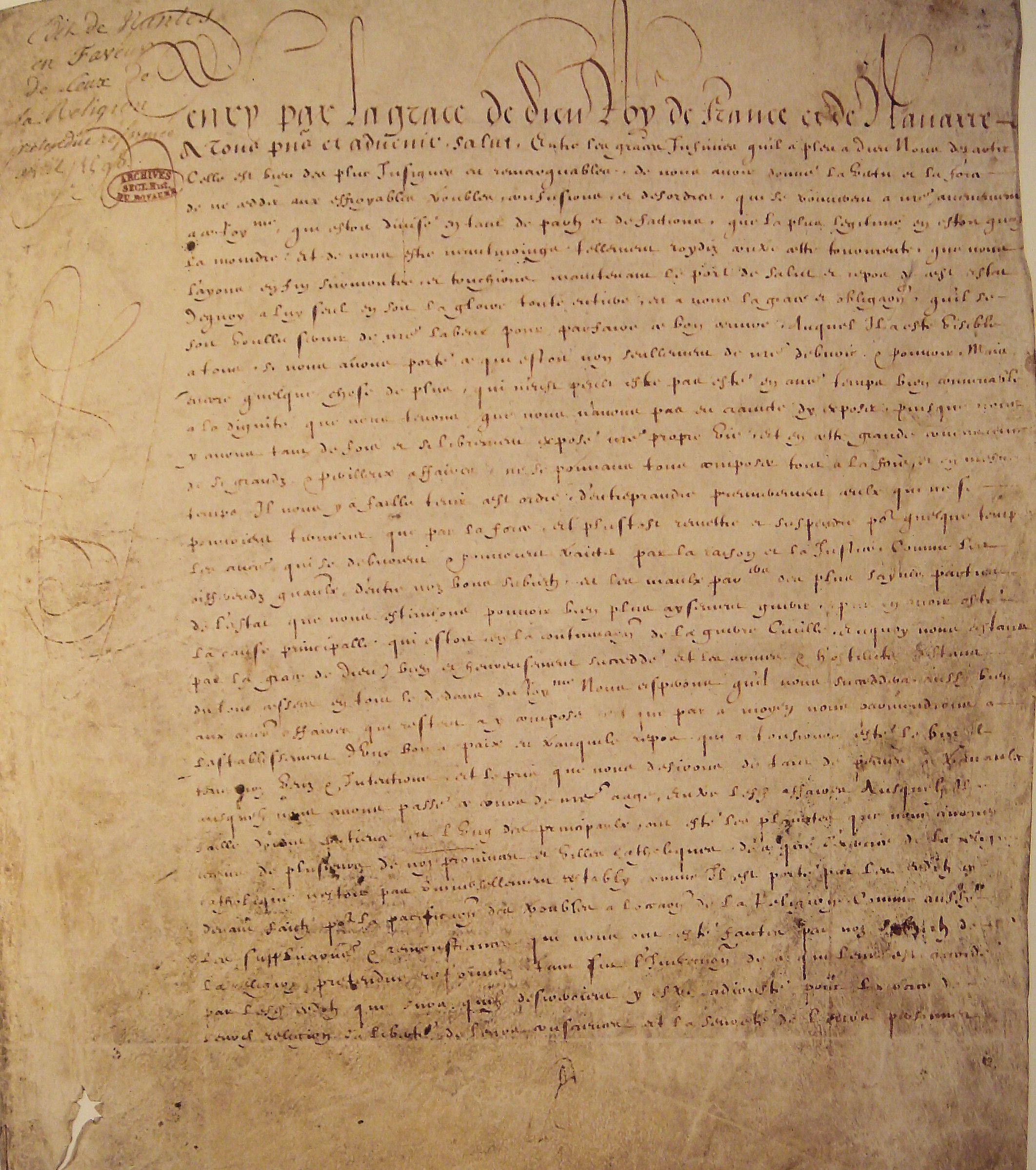
Edykt nantejski (1598) gwarantował francuskim protestantom swobodę wyznania

W chwili utworzenia Kongregacji w 1541/1542 roku średniowieczne trybunały inkwizycyjne kierowane przez dominikanów istniały w wielu krajach poza Włochami, jednak w ciągu następnych kilkudziesięciu lat w większości zanikły i trudno uznawać je za część inkwizycji rzymskiej. W jednych krajach było to spowodowane zwycięstwem idei tolerancji religijnej (np. w Polsce). Natomiast w innych było to wynikiem przemian ustrojowych, jakie w nich zachodziły. W wielu regionach (Francja, Niderlandy, Franche-Comté) zadanie zwalczania herezji zostało przekazane sądom świeckim, mającym znacznie większe możliwości realnego działania niż słabe organizacyjnie i niewydolne trybunały papieskiej inkwizycji.

### Zanik inkwizycji dominikańskiej w Europie północnej
We Francji ciężar walki z reformacją od samego początku wziął na siebie parlament paryski, nie oglądając się specjalnie na sądownictwo kościelne. W 1557 roku zmarł ostatni inkwizytor generalny królestwa Francji Mathieu d’Ory, którego jurysdykcja obejmowała północną część kraju. Po jego śmierci pojawiła się wprawdzie koncepcja zreformowania inkwizycji we Francji na wzór hiszpański i papież Paweł IV nawet mianował w tym celu trzech kardynałów, jednak plan ten napotkał zdecydowany opór parlamentu paryskiego i bardzo szybko upadł. Z kolei w Lotaryngii ostatni inkwizytor Jean Beguinet zmarł w 1558 roku. W Polsce działalność papieskiej inkwizycji ustała mniej więcej w tym samym czasie (1552).
Nieco dłużej (do 1608 roku) dominikańska inkwizycja funkcjonowała, aczkolwiek tylko nominalnie, w Niderlandach. Już w latach 20. XVI wieku cesarz Karol V Habsburg nadał kompetencje do zwalczania herezji także sądom świeckim, a ponadto utworzył mieszaną, świecko-kościelną inkwizycję niderlandzką, która wraz ze świeckimi sądami całkowicie zmarginalizowała trybunały dominikańskie. Choć w ciągu XVI wieku Niderlandy były ośrodkiem jednych z najintensywniejszych prześladowań protestantów, represje te nie były w żaden sposób sterowane czy koordynowane przez Kongregację Rzymskiej i Powszechnej Inkwizycji. Również nominacje dominikańskich inkwizytorów dokonywane były jedynie przez władze zakonne prowincji dominikańskiej Germania Dolna, a nie przez Kongregację. Dwaj ostatni inkwizytorzy dominikańscy, Dominique Anseau (inkwizytor Cambrai) oraz Jakoob van Gheely (inkwizytor Mechelen), zmarli w 1608 roku.

### Zanik franciszkańskiej inkwizycji w Dalmacji
Zgodnie z regułami ustalonymi pod koniec XIII wieku, na obszarze Istrii i Dalmacji działali inkwizytorzy z zakonu franciszkańskiego. Kongregacja Świętego Oficjum już kilka lat po swoim utworzeniu zaczęła wysyłać w ten rejon swoich komisarzy, takich jak np. Annibale Grisonio. Jednak władze franciszkańskiej prowincji Dalmacji korzystały ze swych prerogatyw niemal do końca XVI wieku. W Istrii działalność franciszkańskiej inkwizycji została włączona w struktury inkwizycji rzymskiej, poprzez utworzenie stałego trybunału w Capodistrii (1559), który podlegał Kongregacji. W Dalmacji natomiast w 1578 roku utworzony został trybunał inkwizycyjny w Zadarze, kierowany jednak nie przez franciszkanów, lecz dominikanów, którzy w ciągu kilkunastu lat zmonopolizowali tam działalność inkwizytorską. Ostatni franciszkański inkwizytor Dalmacji, Giovanni Doroseo, został wygnany z Szybeniku w 1590 roku.

### Inkwizycja rzymska w Langwedocji

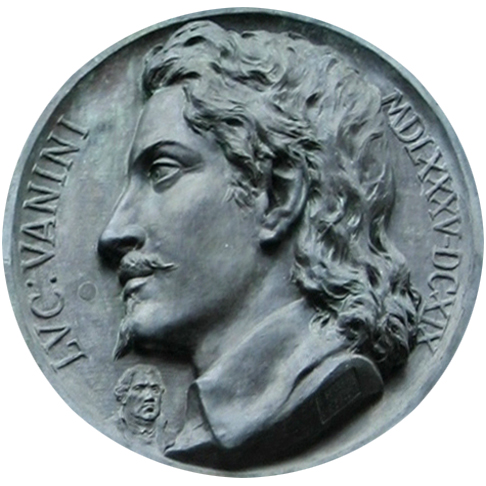
Lucilio Vanini w 1619 został spalony w Tuluzie za ateizm, ale wyrok na niego wydał parlament tuluski bez udziału inkwizytora

Po roku 1557 jedynymi trybunałami inkwizycyjnymi, jakie istniały w królestwie Francji, były langwedockie trybunały w Carcassonne i Tuluzie, których historia sięgała samych początków papieskiej inkwizycji. Trudno precyzyjnie określić, od kiedy trybunały te mogą być uznawane za część zreorganizowanych struktur inkwizycji rzymskiej, ale z pewnością były już uważane za takowe za pontyfikatu Pawła V (1605–1621). Trybunały te nie miały specjalnych możliwości samodzielnego działania. Już od XV wieku stopniowo wzrastała ich zależność od parlamentu tuluskiego. Skandale z lat 1531–1539, gdy okazało się, że dwaj kolejni inkwizytorzy Tuluzy sympatyzowali z protestantami, podkopały ich już i tak nie najwyższy autorytet. Reformy sądownictwa z 1539 roku przekazały sprawy o herezję sądom parlamentarnym, które całkowicie zmarginalizowały inkwizycję. Od lat 60. XVI wieku postępował we Francji stopniowy proces dekryminalizacji herezji, a ukoronowaniem tego procesu był edykt nantejski z 1598 roku, gwarantujący francuskim protestantom swobodę wyznania i kultu. Urzędy inkwizytorów w Tuluzie i Carcassonne przetrwały jednak aż do końca XVII wieku. Ostatni inkwizytor Carcassonne Thomas Vidal zmarł w 1703 roku, a ostatni inkwizytor Tuluzy Antonin Massoulié w 1706 roku.

### Inkwizycja rzymska w Besançon
Dzieje inkwizycji w Besançon i Burgundii sięgają XIII wieku. Jednak już w 1534 parlament Franche-Comté przejął od sądów kościelnych jurysdykcję w sprawach o herezję. Pięć lat później parlament zastrzegł, że wszelkie akcje przeciwko konkretnym osobom inkwizytor powinien podejmować pod nadzorem świeckich urzędników oraz arcybiskupa lub jego przedstawiciela. Pomimo że przeorowie dominikańskiego konwentu w Besançon nadal, z powołaniem na bullę Innocentego IV z 1247, uważali się ex officio za papieskich inkwizytorów, w praktyce zostali podporządkowani arcybiskupowi Besançon, a ich kompetencje ograniczone zostały do spraw heretyckiej magii, natomiast wyłączeni zostali całkowicie z procesów przeciwko protestantom.
W 1568 papież Pius V wydał dwie bulle tworzące stały trybunał inkwizycyjny z Besançon, podporządkowany Kongregacji Świętego Oficjum w Rzymie. W pierwszej z nich mianował dominikanina Jeana Montota na inkwizytora generalnego oraz Simona Digny na jego asystenta. W drugiej nadał nowemu trybunałowi część dochodów archidiecezji. Przywileje finansowe trybunału w 1588 roku rozszerzył papież Sykstus V. Wiadomo też, że od 1603 roku Kongregacja była odpowiedzialna za obsadę urzędu inkwizytorskiego.
Trybunał inkwizycji rzymskiej w Besançon został zlikwidowany w 1674 roku, gdy miasto zajęli Francuzi, jednak ostatniemu inkwizytorowi, Louisowi Buhon (zm. 1713) pozwolono zachować aż do śmierci beneficja przypisane do urzędu inkwizytorskiego (zwł. przeorat Rosey).

### Inkwizycja rzymska w Kolonii
Urząd inkwizytora dla metropolii kolońskiej, mogunckiej i trewirskiej istniał od 1435 roku, jednak na przełomie XVI/XVII wieku od dłuższego czasu był nieobsadzony. Ostatecznie w 1606 roku kolońscy dominikanie pod naciskiem nuncjusza papieskiego Coriolano Garzadoro zorganizowali na nowo trybunał inkwizycyjny, a funkcję inkwizytora objął koloński przeor Gisbert Specht (zm. 1611). Kompetencje inkwizytora kolońskiego zostały jednak ograniczone do cenzury publikacji, nie mógł on natomiast samodzielnie nikogo aresztować.
Po roku 1606 trybunał inkwizycyjny w Kolonii istniał nieprzerwanie co najmniej do aneksji Kolonii przez rewolucyjną Francję w 1794 roku. Sebastian Knippenberg, inkwizytor w latach 1693–1733, zasłynął tym, że niektóre jego prace w 1719 roku znalazły się na rzymskim Indeksie ksiąg zakazanych, a mimo to zachował urząd inkwizytorski aż do śmierci. Ostatni inkwizytor Kolonii, Hyazinth Franck, został mianowany w roku 1780 i żył jeszcze w grudniu 1796 roku.

## Organizacja

### Struktura terytorialna

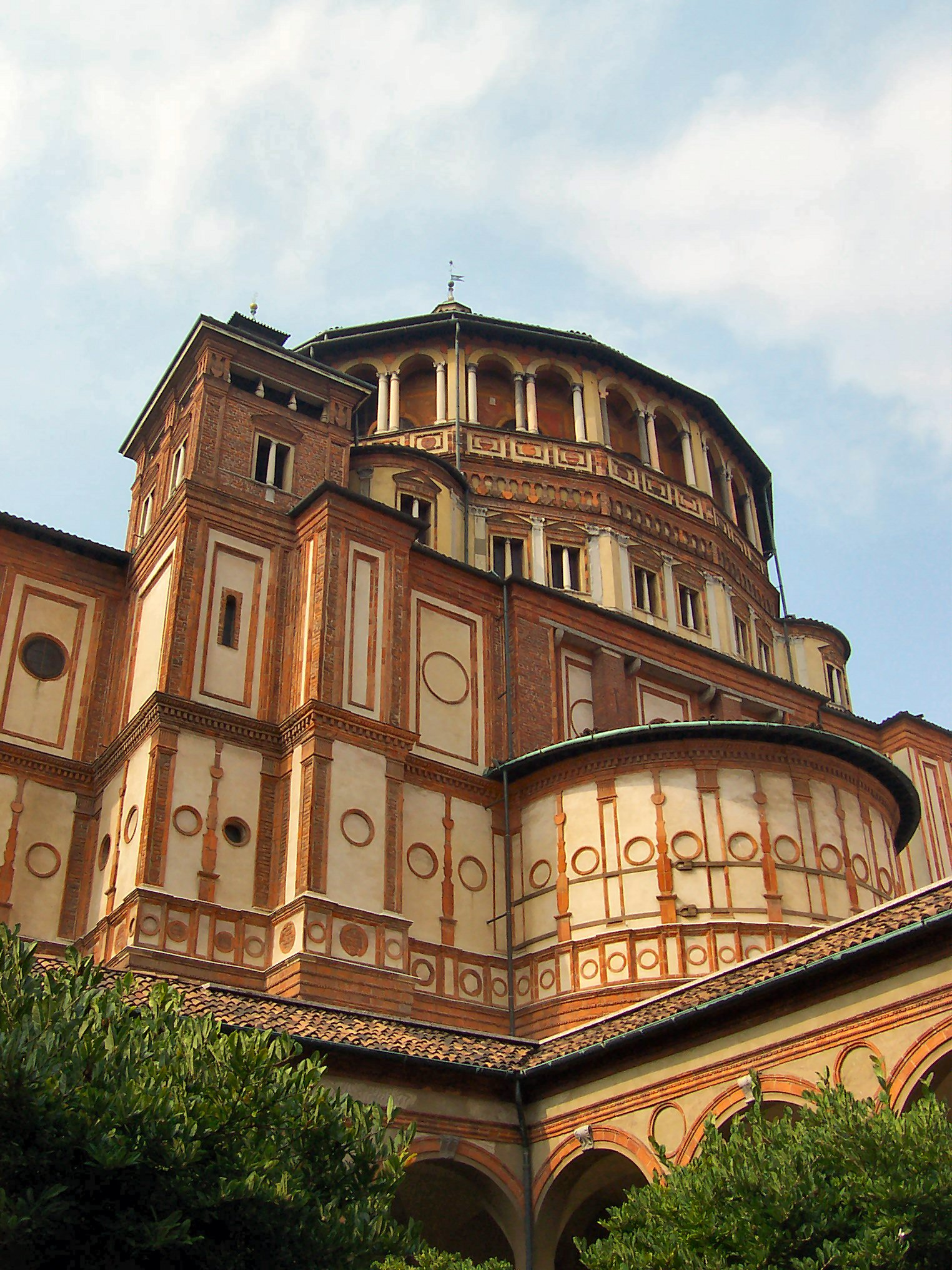
Konwent S. Maria delle Grazie był siedzibą trybunału inkwizycji w Mediolanie

Inkwizycja rzymska była strukturą znacznie mniej jednolitą aniżeli inkwizycja hiszpańska czy portugalska. Co więcej, funkcjonowała w różnych państwach, co sprawiało, że lokalne uwarunkowania polityczne odgrywały większą rolę niż na Półwyspie Iberyjskim. Sytuację dodatkowo komplikował pluralizm jurysdykcyjny w sprawach dotyczących wiary na terenach jej podległych. Odmiennie niż inkwizycja hiszpańska, inkwizycja rzymska nigdy nie zabiegała o pełny monopol na prowadzenie procesów w sprawach wiary (in causa fidei). Procesy takie nadal mogły prowadzić (i prowadziły) także sądy biskupie, które, choć nie były hierarchicznie podporządkowane Kongregacji Świętego Oficjum, w sprawach herezji często korespondowały z Kongregacją i na ogół uznawały jej autorytet także jako sądu nadrzędnego. Niekiedy biskupi wchodzili w konflikty z lokalnymi trybunałami inkwizycyjnymi na tle jurysdykcyjnym lub finansowym. Wielu niższych urzędników inkwizycji (zwł. wikariusze rejonowi) rekrutowało się z kleru diecezjalnego i na co dzień wykonywali inne zadania. Do tego wszystkiego dochodziły ingerencje ze strony władz świeckich, które w niektórych krajach (Wenecja, Piemont, Genua) narzucały asystę swoich urzędników. Dużą rolę w komunikacji między Kongregacją a lokalnymi inkwizytorami, a także w ich relacjach z władzami państwowymi, odgrywali nuncjusze apostolscy w Wenecji, Florencji, Turynie i Neapolu. Ponadto Kongregacja, jako organ Kurii Rzymskiej, miała też szereg zadań o charakterze ogólnokościelnym i próbowała niejednokrotnie wpływać także na postępowanie władz kościelnych w krajach, gdzie w ogóle nie było trybunałów inkwizycyjnych, np. ingerowała w procesy o czary w Szwajcarii, Francji, Niemczech czy Polsce. Sytuację dodatkowo komplikowały relacje Świętego Oficjum z innymi kongregacjami i urzędami Kurii Rzymskiej, takimi jak Kongregacja Indeksu, Penitencjaria Apostolska czy Kongregacja ds. Obrzędów. Sami kardynałowie inkwizytorzy z reguły byli jednocześnie członkami kilku lub kilkunastu kongregacji, co w razie sporów kompetencyjnych lub konfliktu interesów było źródłem dodatkowych trudności. Wszystko to tworzyło bardzo skomplikowaną mozaikę jurysdykcyjną, która sprawia, że niekiedy trudno jest wyraźnie wyodrębnić działania samej inkwizycji rzymskiej od działań podejmowanych przez inne jurysdykcje.
Generalnie na struktury inkwizycji rzymskiej składały się:
- Święta Kongregacja Rzymskiej i Powszechnej Inkwizycji w Rzymie, zwana też Kongregacją Świętego Oficjum; najwyższy organ inkwizycji rzymskiej, wchodzący w skład Kurii Rzymskiej
- lokalne trybunały inkwizycyjne, na czele których stał inkwizytor, z reguły wywodzący się z zakonu dominikanów lub franciszkanów konwentualnych. W większości trybunały te zostały przejęte ze struktur średniowiecznej inkwizycji papieskiej, jednak po 1542 roku utworzonych zostało wiele nowych. Pewnymi odrębnościami cechowały się trybunały na Malcie i w Neapolu (zob. niżej)
- samodzielne wikariaty inkwizycyjne – w niektórych okręgach Państwa Kościelnego, mianowicie w opactwach terytorialnych Farfa i Subiaco oraz w porcie Civitavecchia, działali funkcjonariusze inkwizycyjni w randze wikariuszy, którzy jednak nie byli zależni od żadnego lokalnego inkwizytora, lecz bezpośrednio od Kongregacji[175]

Ponadto można jeszcze dodać doraźnie delegowanych przez Kongregację w określone miejsca funkcjonariuszy tytułowanych najczęściej jako komisarze apostolscy (lub podobnie). Z instytucji tej Kongregacja korzystała często w ciągu pierwszych kilkudziesięciu lat swego istnienia, później straciła na znaczeniu.

### Święta Kongregacja Inkwizycji Rzymskiej i Powszechnej (Święte Oficjum)

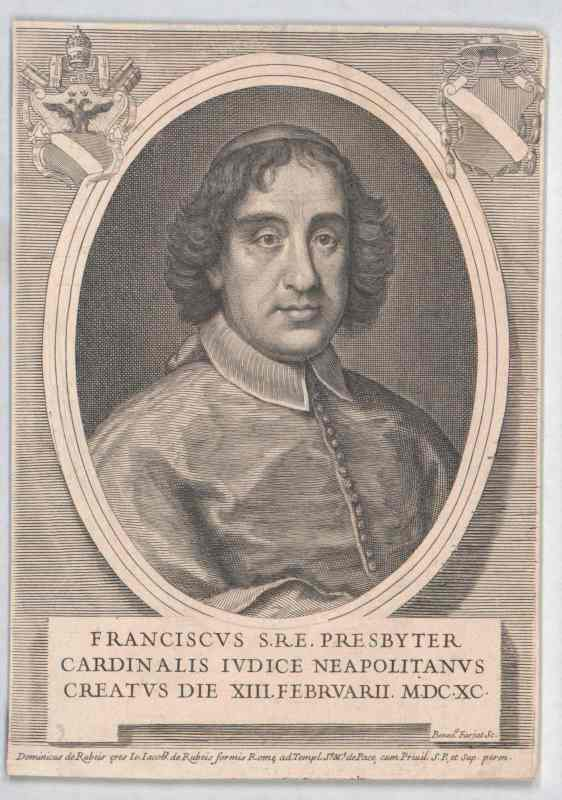
Kard. Francesco del Giudice, sekretarz Kongregacji Inkwizycji Rzymskiej i Powszechnej w latach 1719–1725

Najwyższa Święta Kongregacja Inkwizycji Rzymskiej i Powszechnej (Święte Oficjum) była jedną z kilkunastu kongregacji wchodzących w skład Kurii Rzymskiej. W początkowym okresie miała charakter tymczasowy, ale ostatecznie 2 sierpnia 1564 papież Pius IV nadał jej stały charakter. W jej skład wchodziło początkowo (od 1542 roku) sześciu kardynałów, jednak liczba ta była zmienna i podlegała dużym wahaniom. Od roku 1564 liczba ta na prawie sto lat ustabilizowała się na poziomie około dziesięciu kardynałów, ale w drugiej połowie XVII wieku ponownie zwiększyła się do przeciętnie około 15, a w niektórych momentach (np. latach 1670 i 1708) osiągnęła aż 20 kardynałów.
Na czele Kongregacji formalnie stał sam papież, jednak faktycznie jej najważniejszym urzędnikiem był kardynał sekretarz Kongregacji, odpowiedzialny za korespondencję. Był on wśród kardynałów inkwizytorów primus inter pares i nie można porównywać go pod względem władzy i znaczenia z wielkim inkwizytorem Hiszpanii. Oprócz kardynałów inkwizytorów (tytułowanych jako inkwizytorzy generalni) w skład Kongregacji około roku 1700 wchodzili także:

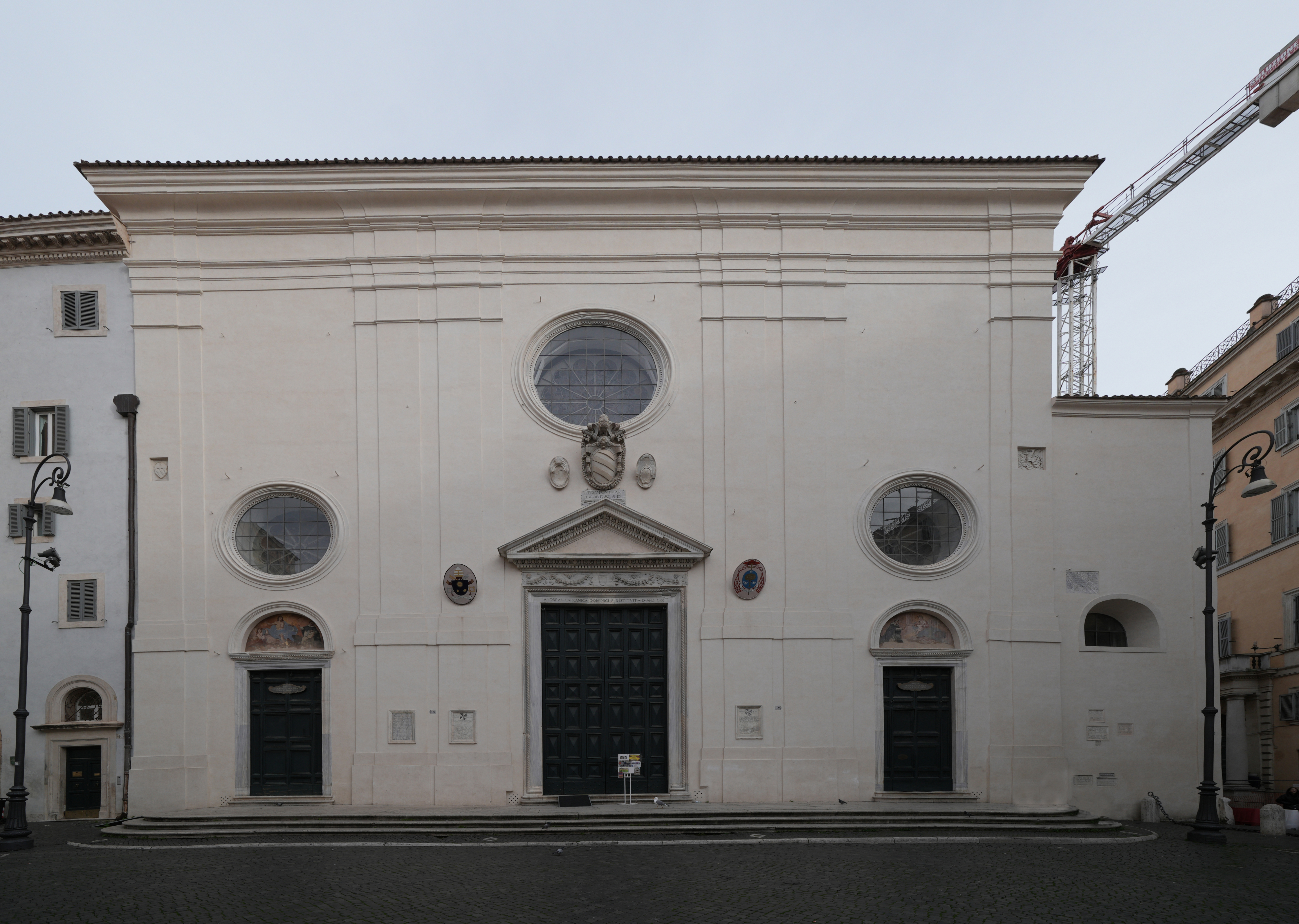
Bazylika S. Maria sopra Minerva. Miejsce posiedzeń Kongregacji Świętego Oficjum

- komisarz generalny – urząd utworzony być może już w 1542 roku, a w 1551 roku zorganizowany na stałe; komisarzem generalnym był zawsze dominikanin, a jego zadaniem było przyjmowanie denuncjacji, wydawanie nakazów aresztowania i przygotowywanie procesów – pod tym względem jego rola była odpowiednikiem roli lokalnego inkwizytora dla miasta Rzymu i diecezji rzymskiej; komisarz generalny mógł mieć jednego zastępcę
- asesor – urząd utworzony w 1553; sprawował go zawsze prawnik z tytułem magistra lub doktora prawa kanonicznego lub obojga praw; początkowo był zależny od komisarza generalnego, natomiast w późniejszym okresie jego kompetencje były analogiczne jak kompetencje sekretarzy innych kongregacji kurialnych
- oskarżyciel (fiscal)
- sprawozdawca (summista) i jego asystent
- notariusz odpowiedzialny za prowadzenie kancelarii, wraz z asystentem i czterema zastępcami
- księgowy – urzędnik zajmujący się sprawami administracyjno-finansowymi
- sekretarz kardynała sekretarza Kongregacji
- odźwierny i trzech dozorców więziennych
- konsultanci teologiczni, najczęściej wywodzący się z kleru zakonnego

W obradach Kongregacji, które zwyczajowo odbywały się dwa razy w tygodniu w konwencie dominikańskim S. Maria sopra Minerva, często uczestniczyli też Mistrz Świętego Pałacu, gubernator Rzymu (jako odpowiedzialny za więźniów trzymanych w Zamku św. Anioła) oraz generał lub wikariusz zakonu dominikanów.
Kongregacja była najwyższym trybunałem inkwizycyjnym. Sprawowała nadzór na działalnością lokalnych trybunałów, m.in. poprzez udzielanie im instrukcji i wytycznych, przesyłanie list ksiąg zakazanych, przygotowywanie i rozsyłanie formularzy „edyktów łaski” oraz interrogatoriów, kontrolę poprawności stosowanych przez nie procedur, nierzadko także rewizję wyroków; jej zgoda była wymagana do zastosowania tortur i kary śmierci. Dokonywała nominacji inkwizytorów i zatwierdzała dokonywane przez nich nominacje wikariuszy i urzędników niższego szczebla. Kongregacja wymagała od lokalnych inkwizytorów przesyłania regularnych raportów ze swej działalności, utrzymywała centralne archiwum i swoistą bazę danych ruchów heretyckich. W razie potrzeby interweniowała w przypadku sporów inkwizytorów z innymi jurysdykcjami lub występowała o ekstradycję do Rzymu szczególnie ważnych heretyków. W wymiarze ogólnokościelnym była odpowiedzialna za ocenę pojawiających się nowych idei religijnych i filozoficznych i w razie potrzeby ostrzegała wiernych, jeśli uznawała je za sprzeczne z wiarą katolicką. Współpracowała także z Kongregacją Indeksu w ocenie podejrzanych ksiąg.
Kongregacja sprawowała także nadzór nad sądami biskupimi w Lacjum i Kampanii w zakresie spraw o herezję, gdyż w tych prowincjach Państwa Kościelnego nie ustanowiono trybunałów inkwizycyjnych i zwalczanie herezji pozostawiono sądom biskupim.

### Lokalne trybunały inkwizycyjne

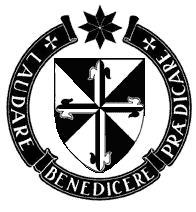
Herb zakonu dominikanów

Lokalne trybunały inkwizycji rzymskiej w swej strukturze początkowo nie różniły się od trybunałów średniowiecznych, choć doszło do pewnej standaryzacji składu trybunału. Na czele trybunału stał zawsze jeden inkwizytor wywodzący się z zakonu dominikanów lub franciszkanów, zgodnie z ustalonym ostatecznie w drugiej połowie XVI wieku podziałem terytorialnym między oba zakony. Mógł on mieć jednego lub więcej wikariuszy (zastępców), zazwyczaj współbraci zakonnych, którzy mogli samodzielnie przyjmować denuncjacje, przesłuchiwać świadków i podejrzanych, a nawet nakładać pokuty w ramach procedury skróconej. W przypadku większych okręgów inkwizytorskich, zwłaszcza obejmujących więcej niż jedną diecezję, wikariusze byli przydzielani do poszczególnych subdystryktów (na ogół pokrywających się z obszarem diecezji, ale niekiedy mniejszych), co nie wykluczało obecności wikariuszy także w siedzibie głównej trybunału. W skład trybunału wchodziło także co najmniej dwunastu konsultorów – po czterech teologów, kanonistów i prawników. Nadto w skład trybunału wchodzili pomniejsi urzędnicy (oskarżyciel, notariusz, cenzorzy itp.) oraz świeccy pomocnicy. Tych ostatnich zwano crocesignati, byli to członkowie świeckich konfraterni tworzonych jeszcze w średniowieczu w celu wspierania (także materialnego) inkwizytorów w dziele zwalczania herezji. Członkostwo w takich konfraterniach wiązało się z licznymi przywilejami, także podatkowymi.

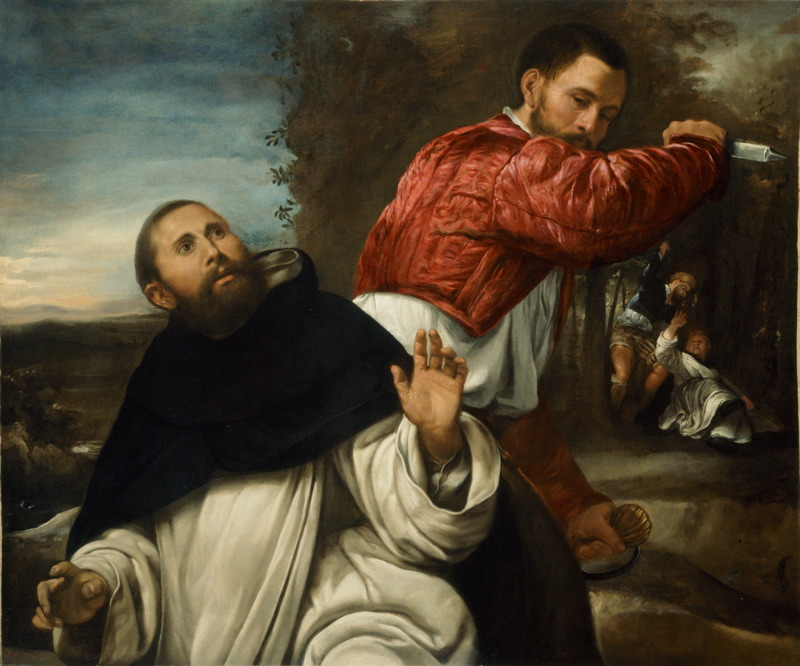
Św. Piotr z Werony, inkwizytor Lombardii, zamordowany w 1252, był patronem inkwizytorów i wspierających ich konfraterni crocesignati

Nowością wprowadzoną pod koniec XVI wieku było zwiększenie obecności trybunałów inkwizycyjnych w terenie poprzez utworzenie wikariatów rejonowych (vicariati foranei), na czele których stali wikariusze rejonowi (vicari foranei). O ile „zwykli” wikariusze byli zastępcami inkwizytora w siedzibie trybunału lub na obszarze większych jednostek (np. sąsiednich diecezji) i z reguły byli jego współbraćmi zakonnymi, o tyle wikariusze rejonowi byli jego „oczami i uszami” na poziomie parafialnym. Na ogół byli zakonnikami, ale niekoniecznie dominikanami czy franciszkanami, nierzadko też wywodzili się z kleru świeckiego. Wikariusz rejonowy miał zawsze do pomocy notariusza oraz kuriera zapewniającego łączność z inkwizytorem. Ich kompetencje były zbliżone do tych, jakie mieli zwykli wikariusze. Innowacja ta związana była z niemal całkowitym zaniechaniem charakterystycznej dla średniowiecznej inkwizycji (i nadal stosowanej w Hiszpanii) praktyki wizytowania przez inkwizytorów podległych im okręgów.

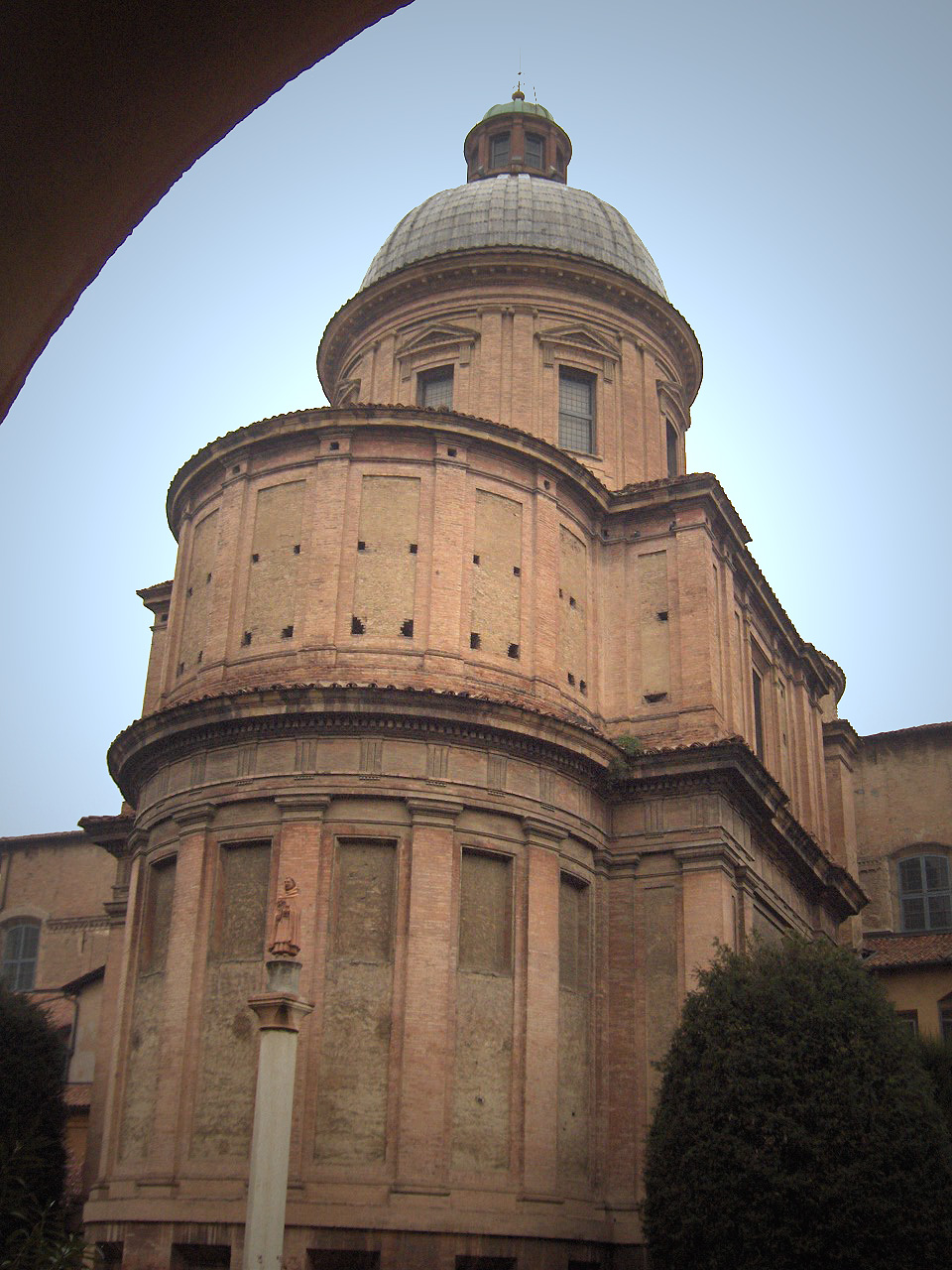
Konwent S. Domenico w Bolonii, dawna siedziba bolońskiego trybunału inkwizycji

Proces powstawania sieci wikariatów rejonowych dobrze obrazuje przykład trybunału w Faenzy. Pod koniec XVI wieku inkwizytor Faenzy miał siedmiu wikariuszy, którzy rezydowali w siedzibach siedmiu podległych mu diecezji (oprócz samej Faenzy), tj. w Forlì, Cesenie, Rawennie, Imoli, Cervii, Bertinoro i Sarsinie. W 1600 roku utworzono pierwsze cztery wikariaty rejonowe w Brisighella, Castelbolognese, Solarolo i Fognano. Rok później utworzonych zostało jedenaście kolejnych: Tossignano, Riolo, Lugo, Russi, Bagnacavollo, Cotignola, Sant’Agata, Fusignano, Porto Cesenatico, Marradi i Modigliana. Wreszcie w 1607 roku dodano kolejne pięć (Mordano, Bagnara, Casola, Meldola i Pozzolo). Tym samym trybunałowi w Faenzy podlegała sieć siedmiu wikariatów i dwudziestu wikariatów rejonowych.
Władze Republiki Weneckiej niechętnie patrzyły na tworzenie wikariatów rejonowych i preferowały starą instytucję wikariuszy. W rezultacie w roku 1766 dwanaście spośród czternastu trybunałów w Republice (wyłączając Zadar i samą Wenecję) miało łącznie aż 94 wikariuszy „zwykłych”, a tylko 50 wikariuszy rejonowych. Dla porównania, trybunał w Modenie w XVII–XVIII wieku miał tylko jednego wikariusza generalnego, za to aż 43 wikariuszy rejonowych.
Ponadto podczas procesu w trybunale inkwizycyjnym musiał zasiadać przedstawiciel miejscowego biskupa – zazwyczaj był to wikariusz generalny diecezji. W weneckim trybunale zasiadał też nuncjusz Stolicy Apostolskiej w Wenecji. Niektóre państwa wymuszały asystę swoich urzędników w procesach inkwizycyjnych, np. Republika Wenecka od 1547 roku, Republika Genui od roku 1677, Sabaudia od 1728 roku, Toskania od 1754 roku.
Większość trybunałów pod względem finansowym była względnie samowystarczalna dzięki rozporządzeniom papieskim z drugiej połowy XVI wieku, szczególnie Piusa V i Sykstusa V. Papieże ci nadali wielu trybunałom prawa do pensji z dochodów diecezji, w których działały, a nadto przypisali niektóre beneficja do urzędów inkwizytorskich.
Spośród 52 stałych trybunałów lokalnych 40 było kierowanych przez dominikanów, a 10 przez franciszkanów konwentualnych, natomiast trybunał maltański kierowany był przez inkwizytora wywodzącego się z kleru świeckiego, najczęściej w randze kleryka lub prałata, niekiedy nawet biskupa, a inkwizytorem neapolitańskim, począwszy od 1591 roku, był zawsze biskup którejś z południowowłoskich diecezji. Podział między zakony początkowo był jednak płynny. W diecezji Ceneda wśród trzech pierwszych inkwizytorów w latach 1561–1584 byli kolejno franciszkanin i dwóch dominikanów, a dopiero od 1584 roku tamtejszym trybunałem kierowali na stałe franciszkanie z konwentu w Conegliano. W Wenecji franciszkanie kierowali inkwizycją do 1560 roku, a w Vicenzy i Weronie do 1569 roku, po czym trybunały te przeszły w ręce dominikanów. Również trybunał w Rovigo, generalnie obsadzany przez franciszkanów, w latach 1569–1590 został tymczasowo oddany w ręce dominikanów. W Ankonie dwóch pierwszych inkwizytorów było franciszkanami, ale od 1566 roku funkcję tę sprawowali wyłącznie dominikanie.
W zakonie dominikańskim istniała oficjalna hierarchia trybunałów kierowanych przez ten zakon. Były one podzielone na trzy klasy:
- I klasa (najwyższa) – Awinion, Besançon, Bolonia, Faenza, Genua, Kolonia, Mediolan
- II klasa (pośrednia) – Ankona, Como, Cremona, Fermo, Ferrara, Mantua, Novara, Parma, Pawia, Perugia, Piacenza, Rimini, Tortona i Wenecja
- III klasa (najniższa) – Alessandria, Asti, Bergamo, Brescia, Carcassonne, Casale Monferrato, Crema, Gubbio, Modena, Mondovì, Reggio Emilia, Saluzzo, Spoleto, Tuluza, Turyn, Vercelli, Vicenza, Werona, Zadar

U franciszkanów konwentualnych nie było takiej oficjalnej hierarchii trybunałów, aczkolwiek analiza karier inkwizytorów z tego zakonu wskazuje, że za najbardziej prestiżowe uważane były trybunały we Florencji i w Padwie.

#### Inkwizytor apostolski na Malcie

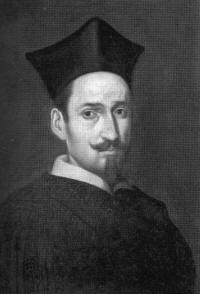
Fabio Chigi (późniejszy papież Aleksander VII) był w latach 1634–1639 inkwizytorem Malty

Szczególną pozycję spośród lokalnych inkwizytorów miał inkwizytor maltański. Od 1574 roku był on jednocześnie ex officio delegatem apostolskim, czyli przedstawicielem dyplomatycznym Stolicy Apostolskiej na Malcie i w przeciwieństwie do pozostałych inkwizytorów zawsze wywodził się z kleru świeckiego, a nie z zakonu dominikanów czy franciszkanów. Zazwyczaj wyznaczano na to stanowisko kleryków lub prałatów wysoko urodzonych, a wielu z nich uzyskało później promocje do najwyższych stanowisk w Kościele. Spośród 62 inkwizytorów maltańskich urzędujących w latach 1574–1798 dwóch zostało papieżami (Aleksander VII i Innocenty XII), dwudziestu pięciu kardynałami a osiemnastu biskupami. Niekiedy promocja następowała już w trakcie pełnienia funkcji na Malcie, np. Fabio Chigi (późniejszy papież Aleksander VII), inkwizytor w latach 1634–1639, już w 1635 roku został biskupem Nardo. Inkwizytor był obok biskupa maltańskiego i wielkiego mistrza zakonu joannitów najważniejszą osobą na wyspie. Miał on swojego zastępcę z tytułem komisarza, który reprezentował go na sąsiedniej, mniejszej wyspie Gozo. Wielu mieszkańców obu wysp należało do grona zauszników trybunału (familiari), głównie ze względu na przywileje, z jakimi się to wiązało. Rezydencja inkwizytora znajdowała się w okazałym pałacu koło kościoła św. Wawrzyńca w porcie Birgu.

#### Trybunał neapolitański i inkwizycja biskupia w królestwie Neapolu

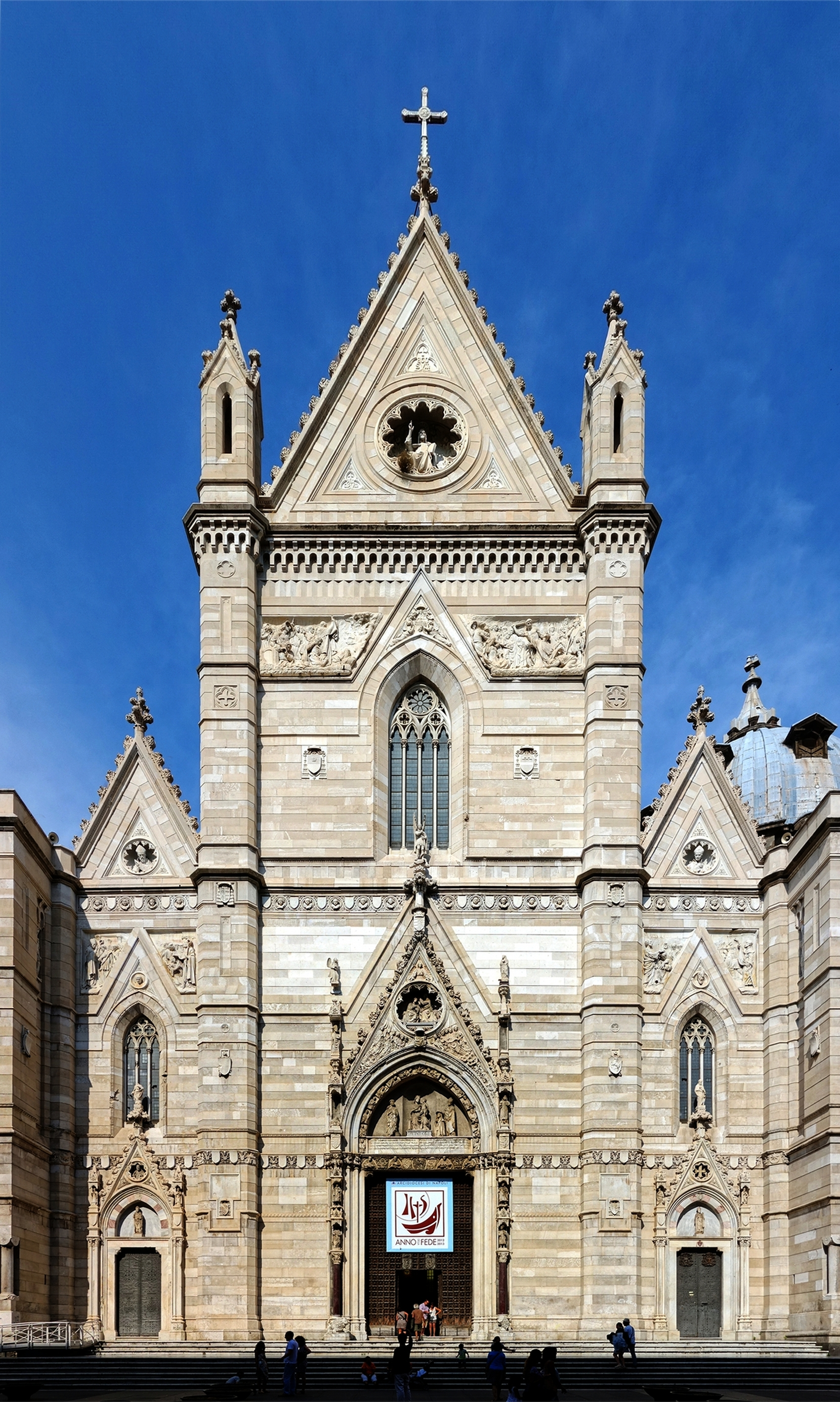
Katedra w Neapolu

Na skutek oporu miejscowej ludności, zarówno elit, jak i zwykłych ludzi, w królestwie Neapolu papiestwu nie udało się ustanowić sieci trybunałów inkwizycji rzymskiej, podobnie jak nieco wcześniej Hiszpanom nie udało się wprowadzić tu inkwizycji hiszpańskiej. Jednocześnie około połowy XVI wieku zakon dominikański zaprzestał mianowania swoich inkwizytorów. Nie oznaczało to jednak braku obecności w tym kraju rzymskiej inkwizycji, ani tym bardziej braku represji antyheretyckich. Działalność inkwizycyjna w królestwie Neapolu była prowadzona przez sądy biskupie, a nadzór Kongregacji nad ich działalnością w tym zakresie był znacznie mniej sformalizowany. W drugiej połowie XVI wieku Kongregacja wysyłała do królestwa Neapolu swoich przedstawicieli, najczęściej z tytułem komisarza apostolskiego. Z reguły tytułem tym obdarzano wikariusza generalnego archidiecezji neapolitańskiej, który był przewodniczącym sądu arcybiskupiego, ale niekiedy, zgodnie ze starym zwyczajem wyznaczano do tej roli także dominikanów. W latach 60. i 70. XVI wieku neapolitańscy wikariusze blisko współpracowali z Kongregacją, konsultując z nią procesy przeciwko zwolennikom nauk Valdesa oraz judaizantom. Niektórzy podejrzani z terytorium neapolitańskiego byli nawet przekazywani Inkwizycji w Rzymie. W królestwie odnotowano kilka znaczących akcji antyheretyckich przeciwko valdesianom, waldensom i judaizantom między rokiem 1552 a 1582.
Po blisko 30 latach prób wpływania przez Inkwizycję Rzymską na działalność antyheretycką na południu Włoch za pośrednictwem neapolitańskich wikariuszy archidiecezjalnych lub doraźnie mianowanych komisarzy, doszło w końcu do sformalizowania jej obecności w królestwie Neapolu. W 1585 roku utworzono urząd ministra delegowanego Rzymskiej Inkwizycji (ministro delegato della Inquisizione), czyli stałego przedstawiciela Kongregacji w Neapolu. Oficjalnie nie był on tytułowany jako inkwizytor, ale w praktyce taką właśnie funkcję pełnił i w mniej oficjalnych publikacjach był tak określany. Trybunał kierowany przez niego formalnie nie był w pełni autonomiczny, lecz wchodził w skład sądu arcybiskupiego archidiecezji neapolitańskiej i z tego tytułu podlegał, przynajmniej teoretycznie, wikariuszowi generalnemu archidiecezji, co nie wykluczało jednak samodzielnego wszczynania procesów. Działalność inkwizytorska ministra delegowanego ograniczała się do archidiecezji neapolitańskiej, oprócz tego jednak jego rola polegała także na zapewnieniu lepszej komunikacji między sądami diecezjalnymi z południa Włoch a Kongregacją Świętego Oficjum w Rzymie, informowaniu Kongregacji o sytuacji religijnej w tym rejonie i przez to ułatwianiu Kongregacji koordynacji działań antyheretyckich. Każdy minister delegowany był jednocześnie biskupem lub arcybiskupem którejś z południowowłoskich diecezji, z tym, że pierwszy z nich, Carlo Baldino otrzymał nominację biskupią dopiero w trakcie sprawowania tego urzędu. Model ten funkcjonował przez ponad sto lat i zapewniał Kongregacji kontrolę nad działalnością antyheretycką w królestwie Neapolu nie mniejszą niż formalne trybunały inkwizycyjne na północy Włoch.
Poza samym Neapolem prowadzenie postępowań w sprawach wiary w królestwie Neapolu (w tym w diecezjach Aquino i Benewent, będących papieskimi eksklawami w Królestwie Neapolu) należało do wyłącznej kompetencji sądów diecezjalnych (tzw. inkwizycja biskupia). Diecezji w tym królestwie było łącznie około 130, z reguły o mikroskopijnych rozmiarach i z bardzo ograniczonymi zasobami materialnymi. Tamtejsze sądy biskupie prowadziły działalność inkwizycyjną bardzo nieregularnie i w niewielkim zakresie. Odnotowano jednak kilka znaczących akcji antyheretyckich sądów diecezjalnych, m.in. w Kapui (1552, 1563, oraz na przełomie XVI i XVII wieku) czy w Orii (1697).

#### Lista lokalnych trybunałów inkwizycji rzymskiej pod koniec XVII wieku
| Trybunał          | Państwo                                                 | Okresy działania                | Zakon   | Podległe diecezje i okręgi | Uwagi |
| ----------------- | ------------------------------------------------------- | ------------------------------- | ------- | --- | --- |
| Alessandria       | Księstwo Mediolanu (od 1709 Księstwo Sabaudii-Piemontu) | 1520?–1799 1799–1800            | OP      | Diecezje: - Alessandria - Acqui | Od 1709 trybunałem kierował wikariusz, a nie inkwizytor. |
| Ankona            | Państwo Kościelne                                       | 1565–1797 1800?–1808? 1824–1860 | OP      | Diecezje: - Ankona - Cingoli - Jesi - Macerata e Tolentino - Osimo - Recanati e Loreto - Senigallia                                                                                               | W latach 1555–1556 w Ankonie działali komisarze Kongregacji. |
| Asti              | Księstwo Sabaudii-Piemontu                              | 1483–1799 1799–1800             | OP      | Diecezja Asti | Od 1698 trybunałem kierował wikariusz, a nie inkwizytor. |
| Awinion           | Państwo Kościelne                                       | 1541–1790                       | OP      | Diecezje: - Awinion - Vaison - Carpentras - Cavaillon | |
| Belluno           | Republika Wenecka                                       | 1546–1806                       | OFMConv | Diecezje: - Belluno - Feltre | |
| Bergamo           | Republika Wenecka                                       | 1498–1797                       | OP      | Diecezja Bergamo | |
| Besançon          | Cesarstwo                                               | 1568–1674                       | OP      | Diecezja Besançon | |
| Bolonia           | Państwo Kościelne                                       | 1296?–1796 1824–1859            | OP      | Diecezja Bolonii | |
| Brescia           | Republika Wenecka                                       | 1498–1797                       | OP      | - Diecezja Brescii - Opactwo terytorialne Asola | |
| Capodistria       | Republika Wenecka                                       | 1558?–1806                      | OFMConv | Diecezje: - Capodistria - Parenzo - Pula - Cittanova d’Istria | Przed 1558 Istria objęta była działalnością franciszkańskich inkwizytorów Dalmacji, w latach 1548–1549 i 1558–1559 działalność komisarza Kongregacji Annibale Grisonio CRT.                          |
| Carcassonne       | Królestwo Francji                                       | 1234–1703                       | OP      | Diecezje: - Carcassonne - Narbonne - Agde - Alès - Béziers - Alet - Lodève - Montpellier - Nîmes - Saint-Pons-de-Thomières - Uzès - Mirepoix - Pamiers - Albi - Castres                           | |
| Casale Monferrato | Księstwo Mantui (od 1713 Księstwo Sabaudii-Piemontu)    | 1505–1799 1799–1800             | OP      | Diecezje: - Casale Monferrato - Alba | Od 1713 trybunałem kierował wikariusz, a nie inkwizytor. |
| Como              | Księstwo Mediolanu                                      | 1505–1782                       | OP      | Diecezja Como | |
| Conegliano        | Republika Wenecka                                       | 1561–1806                       | OFMConv | Diecezja Ceneda | Siedziba trybunału dla diecezji Ceneda od 1584 znajdowała się we franciszkańskim konwencie w Conegliano.                                                                                             |
| Crema             | Republika Wenecka                                       | 1614–1797                       | OP      | Diecezja Crema | Do 1614 wikariat trybunału w Piacenzy. |
| Cremona           | Księstwo Mediolanu                                      | 1548–1775                       | OP      | Diecezja Cremony | Do 1548 wikariat trybunału w Piacenzy. |
| Faenza            | Państwo Kościelne                                       | 1567–1797 1824–1859             | OP      | Diecezje: - Faenza - Forlì - Cesena - Rawenna - Imola - Cervia - Bertinoro - Sarsina | Od 1547 działalność komisarzy Kongregacji, nadto do lat 60. XVI wieku działalność franciszkańskich inkwizytorów Romanii. Inkwizytor Faenzy tytułowany był także jako „generalny inkwizytor Romanii”. |
| Fermo             | Państwo Kościelne                                       | 1631–1798 1801?–1808 1824–1860  | OP      | Diecezje: - Fermo - Montalto - S. Severino Marche - Ripatransone | Do 1631 wikariat trybunału w Ankonie. |
| Ferrara           | Państwo Kościelne (do 1598 Księstwo Este)               | 1304–1796                       | OP      | Diecezje: - Ferrara - Comacchio | |
| Florencja         | Wielkie Księstwo Toskanii                               | 1275–1782                       | OFMConv | - Diecezje: - Florencja - Borgo S. Sepolcro - Colle Val d’Elsa - Fiesole - Pistoia e Prato - Arezzo - Cortona - Montepulciano - Volterra (bez okręgu Rivalto) - S. Miniato - Prepozytura Pescia   | Do 1560 jeden z ośrodków działalności papieskich inkwizytorów Toskanii. W latach 1551–1566 działalność trzech komisarzy Kongregacji.                                                                 |
| Genua             | Republika Genui                                         | 1256–1798                       | OP      | Diecezje: - Genua - Albenga - Brugnato - Mariana e Accia - Nebbio - Ajaccio - Aleria - Sagona - Luni-Sarzana (bez okręgu Garfagnana) - Ventimiglia (bez okręgu Sospello) - Savona - Noli          | |
| Gubbio            | Państwo Kościelne                                       | 1631–1798 1801?–1808 1815–1860  | OP      | - Diecezje: - Gubbio - S. Angelo in Vado (?) - Cagli (?) - Fossombrone (?) - Urbino - Okręg Fabriano                                                                                              | |
| Kolonia           | Cesarstwo                                               | 1606–1794                       | OP      | Prowincje kościelne: - kolońska - moguncka - trewirska | Do lat 80. XVI wieku siedziba papieskich inkwizytorów metropolii kolońskiej i mogunckiej oraz archidiecezji trewirskiej.                                                                             |
| Malta             | Malta                                                   | 1561–1798                       | –       | Diecezja maltańska | Inkwizytor był świeckim klerykiem lub prałatem. |
| Mantua            | Księstwo Mantui                                         | 1485–1782                       | OP      | - Diecezja Mantui - Opactwo terytorialne Guastalla - Prepozytura terytorialna Gazoldo - Okręgi: - Canetto, Castiglione, Ostiano i Redondesco - Ostiglia - Gonzaga, Palidano, Pegognaga i Reggiolo | |
| Mediolan          | Księstwo Mediolanu                                      | 1252–1779                       | OP      | Diecezje: - Mediolan - Lodi - Vigevano - Bobbio | |
| Modena            | Księstwo Este                                           | 1550–1563 1598–1785             | OP      | - Diecezja Modeny - Opactwo terytorialne Nonantola - Prepozytura Carpi - Okręg Garfagnana | Do 1550 i 1563–1598 wikariat trybunału w Ferrarze. |
| Mondovì           | Księstwo Sabaudii-Piemontu                              | 1571–1799 1799–1800             | OP      | Diecezja Mondovì | Przed 1571 diecezja Mondovì podlegała trybunałowi z Savigliano. Od 1716 trybunałem kierował wikariusz, a nie inkwizytor.                                                                             |
| Neapol            | Królestwo Neapolu                                       | 1553–1746                       | –       | Diecezja neapolitańska | Od 1585 inkwizytor Neapolu był oficjalnie tytułowany jako minister delegowany Inkwizycji; urząd ten, sprawowany zawsze przez biskupa jednej z południowowłoskich diecezji, wakował od 1692.          |
| Novara            | Księstwo Mediolanu (od 1738 Księstwo Sabaudii-Piemontu) | 1505–1799 1799–1800             | OP      | Diecezja Novara | |
| Padwa             | Republika Wenecka                                       | 1544–1797                       | OFMConv | Diecezja Padwy | Do 1544 jeden z ośrodków działalności papieskich inkwizytorów Marchii Trewizańskiej. |
| Parma             | Księstwo Parmy i Piacenzy                               | 1468–1564 1588–1769 1780–1805   | OP      | Diecezje: - Parma - Borgo San Donnino | 1564–88 wikariat trybunału w Piacenzy. |
| Pawia             | Księstwo Mediolanu                                      | 1502–1775                       | OP      | Diecezja Pawii | |
| Piacenza          | Księstwo Parmy i Piacenzy                               | 1502–1769 1780–1805             | OP      | Diecezja Piacenzy | |
| Perugia           | Państwo Kościelne                                       | 1551–1798 1801?–1809 1815–1860  | OP      | Diecezje: - Perugia - Camerino (bez okręgu Fabriano) - Asyż - Citta della Pieve - Città di Castello - Todi                                                                                        | Do 1685 inkwizytor Perugii tytułowany był także jako „generalny inkwizytor Umbrii”. |
| Piza              | Wielkie Księstwo Toskanii                               | 1560–1782                       | OFMConv | - Diecezje: - Piza - S. Miniato - Okręgi: - Rivalto - Lari i Ripafratta | |
| Reggio Emilia     | Księstwo Este                                           | 1598–1780                       | OP      | - Diecezja Reggio Emilia - Opactwo terytorialne Brescello | Do 1563 wikariat trybunału w Parmie. 1563–1598 wikariat trybunału w Ferrarze. 1780–1785 wikariat trybunału w Modenie.                                                                                |
| Rimini            | Państwo Kościelne                                       | 1569–1798 1801–1808? 1815–1860  | OP      | Diecezje: - Rimini - Pesaro - Fano - Montefeltro | W 1801 siedzibę tego trybunału przeniesiono do Pesaro. |
| Rovigo            | Republika Wenecka                                       | 1547?–1563 1567–1797            | OFMConv | - Diecezja Adrii - Opactwo terytorialne Vangadizza | Siedziba trybunału dla diecezji Adrii od 1590 znajdowała się we franciszkańskim konwencie w Rovigo. 1563–1567 wikariat trybunału w Padwie.                                                           |
| Saluzzo           | Księstwo Sabaudii-Piemontu (do 1601 Marchia Saluzzo)    | 1556–1799 1799–1800             | OP      | Diecezja Saluzzo | Od 1698 trybunałem kierował wikariusz, a nie inkwizytor. |
| Siena             | Wielkie Księstwo Toskanii                               | 1340–1782                       | OFMConv | - Diecezje: - Siena - Massa Marittima - Montalcino - Grosseto - Sovana - Chiusi - Pienza - Terytorium opackie Orbetello                                                                           | Do 1560 jeden z ośrodków działalności papieskich inkwizytorów Toskanii. |
| Spoleto           | Państwo Kościelne                                       | 1685–1798 1801?–1809 1815–1860  | OP      | - Diecezje: - Spoleto - Amelia - Foligno - Narni - Nocera Umbra - Norcia - Terni - Opactwo terytorialne Ferentillo                                                                                | Do 1685 wikariat trybunału w Perugii. |
| Tortona           | Księstwo Mediolanu (od 1738 Księstwo Sabaudii-Piemontu) | 1520?–1799 1799–1800            | OP      | Diecezja Tortony | |
| Treviso           | Republika Wenecka                                       | 1550–1806                       | OFMConv | Diecezja Treviso | Do połowy XVI wieku jeden z ośrodków działalności papieskich inkwizytorów Marchii Trewizańskiej. |
| Tuluza            | Królestwo Francji                                       | 1234–1706                       | OP      | Diecezje: - Tuluza - Lombez - Montauban - Saint-Papoul - Rieux - Lavaur - Auch - Aire - Dax - Bayonne - Couserans - Comminges - Lescar - Lectoure - Oloron - Tarbes - Bazas - Cahors - Agen       | |
| Turyn             | Księstwo Sabaudii-Piemontu                              | 1483–1799 1799–1800             | OP      | - Diecezje: - Turyn - Fossano - Opactwa terytorialne: - San Benigno Canavese - Caramagna Piemonte - Rivalta di Torino - Susa - Chiusa di San Michele - Okręg Sospello                             | Od 1708 trybunałem kierował wikariusz, a nie inkwizytor. |
| Udine             | Republika Wenecka                                       | 1556–1806                       | OFMConv | Diecezje: - Akwileja (Udine) - Concordia | |
| Vercelli          | Księstwo Sabaudii-Piemontu                              | 1505–1799 1799–1800             | OP      | Diecezje: - Vercelli - Ivrea | Od 1712 trybunałem kierował wikariusz, a nie inkwizytor. |
| Vicenza           | Republika Wenecka                                       | 1552–1797                       | OP      | Diecezja Vicenzy | Do połowy XVI wieku jeden z ośrodków działalności papieskich inkwizytorów Marchii Trewizańskiej. |
| Wenecja           | Republika Wenecka                                       | 1544–1797                       | OP      | Diecezje: - Wenecja - Caorle - Chioggia - Torcello | Do 1544 jeden z ośrodków działalności papieskich inkwizytorów Marchii Trewizańskiej. |
| Werona            | Republika Wenecka                                       | 1550?–1797                      | OP      | Diecezja Werony | Do połowy XVI wieku jeden z ośrodków działalności papieskich inkwizytorów Marchii Trewizańskiej. |
| Zadar             | Republika Wenecka                                       | 1578–1807?                      | OP      | Diecezje: - Zadar - Rab - Osor - Veglia - Split - Makarska - Nin - Hvar - Skradin - Szybenik - Trogir - Cattaro - Curzola (Korčula) - Budva                                                       | Inkwizytor Zadaru tytułowany był także jako „generalny inkwizytor Dalmacji” |

#### Trybunały tymczasowe
W XVI i XVII wieku przez krótki czas (maksymalnie kilkadziesiąt lat) istniało jeszcze kilka innych trybunałów:
- Chios (Republika Genui) – w latach 1550–1562 inkwizytorem był dominikanin Antonio Giustiniani, późniejszy arcybiskup Naksos; w 1566 roku wyspa została podbita przez Turków[219]
- Savigliano – istniał co najmniej od XV wieku do śmierci ostatniego inkwizytora Cristoforo Gallianiego (1571). Po jego śmierci okręg Savigliano podzielono między trybunały z Turynu i Mondovì[220]
- Annecy (Księstwo Sabaudii-Piemontu) – istniał w XVI i na początku XVII wieku i obejmował dawne hrabstwo Sabaudii, czyli francuskojęzyczną część państwa sabaudzko-piemonckiego; inkwizytorami Annecy byli kolejno dominikanie Lodovico de Bolo (1563–1566), Francesco Papardo (1566–1592), Pietro de Bollo OP (1605–1613) i Bernardino Chapert OP (1613–1618), w późniejszym okresie (XVII i XVIII wiek) obszar ten wyłączony był spod jurysdykcji inkwizycji, a sprawy wiary rozstrzygane były przez sądy biskupie[221]
- Nikozja na Cyprze (Republika Wenecji) – około roku 1550 inkwizytorem Cypru był dominikanin Lorenzo da Bergamo[222], jednakże już w 1553 pewien podejrzany o herezję franciszkanin został odesłany inkwizytorowi Wenecji, gdyż – jak uzasadniały miejscowe władze – „na wyspie [Cyprze] nie ma żadnego inkwizytora[223]
- Feltre (Republika Wenecji) – istniał w latach 1558–1562, inkwizytorem był franciszkanin Antonio dal Covolo, następnie diecezję Feltre podporządkowano trybunałowi w Belluno[224]
- Portogruaro (Republika Wenecji) – oddzielny trybunał dla diecezji Concordii istniał w latach 1559–1574 (wcześniej, w latach 1557–1559 była ona wikariatem trybunału weneckiego); inkwizytorami byli franciszkanie: Valentino Cristiani da Cingoli (1559), Francesco Pinzino da Portogruaro (1559–1567) i Angelo Grado da Venezia (1569–1574); w 1574 roku trybunał ten zlikwidowano, a diecezję Concordii podporządkowano trybunałowi z Udine[225]
- Trydent (Księstwo-biskupstwo Trydentu) – trybunał dla tej diecezji istniał bardzo krótko (1559–ok. 1560), jedynym znanym inkwizytorem był franciszkanin Francesco Rosella d'Ascoli[226]
- Ivrea (Księstwo Sabaudii-Piemontu) – przez bardzo krótki czas (1563–1566) diecezja Ivrei była wyłączona spod jurysdykcji trybunału w Vercelli; jedynym inkwizytorem Ivrei był dominikanin Arcangelo Forchini; w 1566 roku diecezję tę ponownie podporządkowano inkwizytorowi Vercelli[227]
- Barcelona (Księstwo Katalonii) – istniał w latach 1643–1652; utworzenie tego trybunału nastąpiło za aprobatą papieża Urbana VIII w okresie wojny francusko-hiszpańskiej, gdy na skutek działań wojennych oraz trwającej od 1640 roku rewolty Katalończyków przeciwko Hiszpanom Katalonia uzyskała tymczasowo niepodległość pod protektoratem Francji i zlikwidowała trybunał hiszpańskiej inkwizycji działający w Barcelonie od końca XV wieku; inkwizytorem został kanonik z Urgell Jaume Ferran; w 1652 roku Hiszpanie odbili Barcelonę i przywrócili swój trybunał inkwizycyjny[228]
- Perpignan (Królestwo Francji) – został utworzony po pokoju pirenejskim między Francją i Hiszpanią (1659); pod naciskiem Stolicy Apostolskiej Francja zgodziła się na utrzymanie inkwizycji w anektowanym regionie Roussillon; w 1668 inkwizytorem został dominikanin Jean-Louis du Bruelh, który w roku 1673 został desygnowany na biskupa Elne-Perpignan; po jego śmierci (1675) tytuł inkwizytorski został przypisany jako honorowy tytuł biskupów Elne-Perpignan[229]

### Sądy biskupie i samodzielne wikariaty inkwizycyjne w Państwie Kościelnym
Wiele diecezji w Państwie Kościelnym nie zostało objętych jurysdykcją lokalnych trybunałów inkwizycyjnych. Nie było żadnego trybunału (poza samą Kongregacją Świętego Oficjum) w Lacjum i Kampanii, toteż w tamtejszych diecezjach (Ostia e Velletri, Porto e S. Rufina, Palestrina, Frascati, Sabina, Albano, Alatri, Anagni, Acquapendente, Bagnoregio, Civita Castellana e Orte, Ferentino, Montefiascone e Corneto, Nepi e Sutri, Terracina, Tivoli, Veroli, Viterbo e Toscanella) prowadzenie postępowań in causa fidei pozostawało w gestii sądów biskupich. Taka sama sytuacja panowała także w umbryjskich diecezjach Rieti i Orvieto, w diecezji Ascoli Piceno w Marche. Jedynie w porcie Civitavecchia (w diecezji Viterbo e Toscanella) oraz w opactwach terytorialnych Farfa i Subiaco działali wikariusze inkwizycyjni, którzy podlegali bezpośrednio Kongregacji Inkwizycji Rzymskiej i Powszechnej. Natomiast w diecezjach Aquino i Benewent, będących papieskimi eksklawami w Królestwie Neapolu, również działały sądy biskupie, ale pod nadzorem ministra delegowanego Inkwizycji w Neapolu.

## Sposób działania

### Procedura

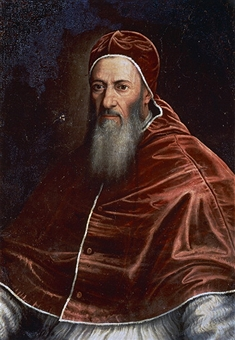
Brewe papieża Juliusza III z 1550 umożliwiło szerokie stosowanie procedury skróconej

Procedura stosowana przez inkwizycję rzymską w swych zasadniczych zrębach nie różniła się od tej stosowanej przez średniowieczną inkwizycję. Nadal obowiązywały zasady działania z urzędu, tajności postępowania, zatajania przed podejrzanym imion świadków, nadal też dopuszczalne było stosowanie aresztu i tortur wobec podejrzanego. Mimo to występowało także szereg odrębności w stosunku do modelu zarówno średniowiecznego, jak i tego stosowanego przez inkwizycje iberyjskie.
Podobnie jak średniowieczni inkwizytorzy, także rzymska inkwizycja rozpoczynała dochodzenie od ogłoszenia tzw. edyktu łaski, w którym gwarantowano, że osoby, które w określonym czasie (standardowo trzy miesiące) dobrowolnie przyznają się do herezji, zostaną potraktowane łagodnie i dyskretnie. Ogłaszano je na ogół na początku wielkiego postu. Oprócz standardowych edyktów łaski, ogłaszane były też bardziej uroczyste tzw. edykty generalne, zazwyczaj w związku z przybyciem nowo mianowanego inkwizytora. Edykty te, niezależnie od formuły, zawierały listę występków (mniej lub bardziej precyzyjnie opisanych), które wierni obowiązani są denuncjować inkwizytorowi, przy czym niekiedy ogłaszano edykty w celu uzyskania informacji jedynie o ściśle określonych występkach.
Jedną z najistotniejszych innowacji w porównaniu z inkwizycją średniowieczną czy inkwizycjami iberyjskimi było szerokie stosowanie tzw. procedury skróconej (procedure sommaria). Było to wynikiem brewe papieża Juliusza III z 1550 roku, na mocy którego inkwizytorzy uzyskali prawo prywatnego rozgrzeszania skruszonych heretyków, którzy dobrowolnie wyznają swoje błędy. Zastrzeżenie przez Pawła IV rozgrzeszania z błędów doktrynalnych do wyłącznej kompetencji inkwizycji, gwarantowało stały napływ autodenuncjacji ze strony penitentów, którym spowiednicy odmówili rozgrzeszenia. Procedura skrócona nie była jednak zastrzeżona tylko dla osób samooskarżających się. Mogły z niej skorzystać także osoby zadenuncjowane przez innych, które pozwane przed inkwizytora przyznały się na pierwszym przesłuchaniu i okazały skruchę. Procedura skrócona polegała na wymierzeniu podejrzanemu prywatnej pokuty (posty, dodatkowe modlitwy itp.) bez przeprowadzania procesu, stosowania aresztu czy tortur, przesłuchiwania świadków i publicznego wyroku oraz abiuracji. Szerokie zastosowanie znalazła też praktyka ugód obrończych, polegająca na uzgadnianiu przez oskarżonego warunków łagodnego potraktowania.
Jeżeli podejrzanemu nie udało się skorzystać z procedury skróconej, rozpoczynał się formalny proces (processo formali), w którym głównymi dowodami były skrupulatnie protokołowane zeznania oskarżonego i świadków. Na czas procesu oskarżonego niekiedy osadzano w areszcie, choć z uwagi na fizyczne ograniczenia często pozwalano oskarżonym odpowiadać z wolnej stopy, gdyż większość trybunałów miało bardzo małe więzienia albo nawet nie miały ich wcale, lecz musiały korzystać z więzień świeckich lub biskupich albo z cel w konwentach zakonnych. Zgodnie z praktyką średniowieczną, oskarżonemu udostępniano obciążające go zeznania, ale w formie uniemożliwiającej identyfikację świadków. W tych warunkach poprowadzenie skutecznej obrony było znacznie utrudnione. Oskarżony mógł próbować dyskredytować oskarżenie poprzez sporządzenie listy swych „śmiertelnych wrogów” – zeznania takich osób uznawano automatycznie za nieważne, co mogło doprowadzić nawet do umorzenia sprawy, jeśli wszyscy świadkowie oskarżenia znaleźli się na takiej liście. Oskarżony mógł też wnioskować o przesłuchanie swoich świadków którzy świadczyliby na jego korzyść (choć musiał się liczyć z obciążeniem go kosztami przeprowadzenia tych czynności), natomiast z zasady nie mógł domagać się konfrontacji ze świadkami oskarżenia, choć sporadycznie zdarzały się od tego wyjątki.

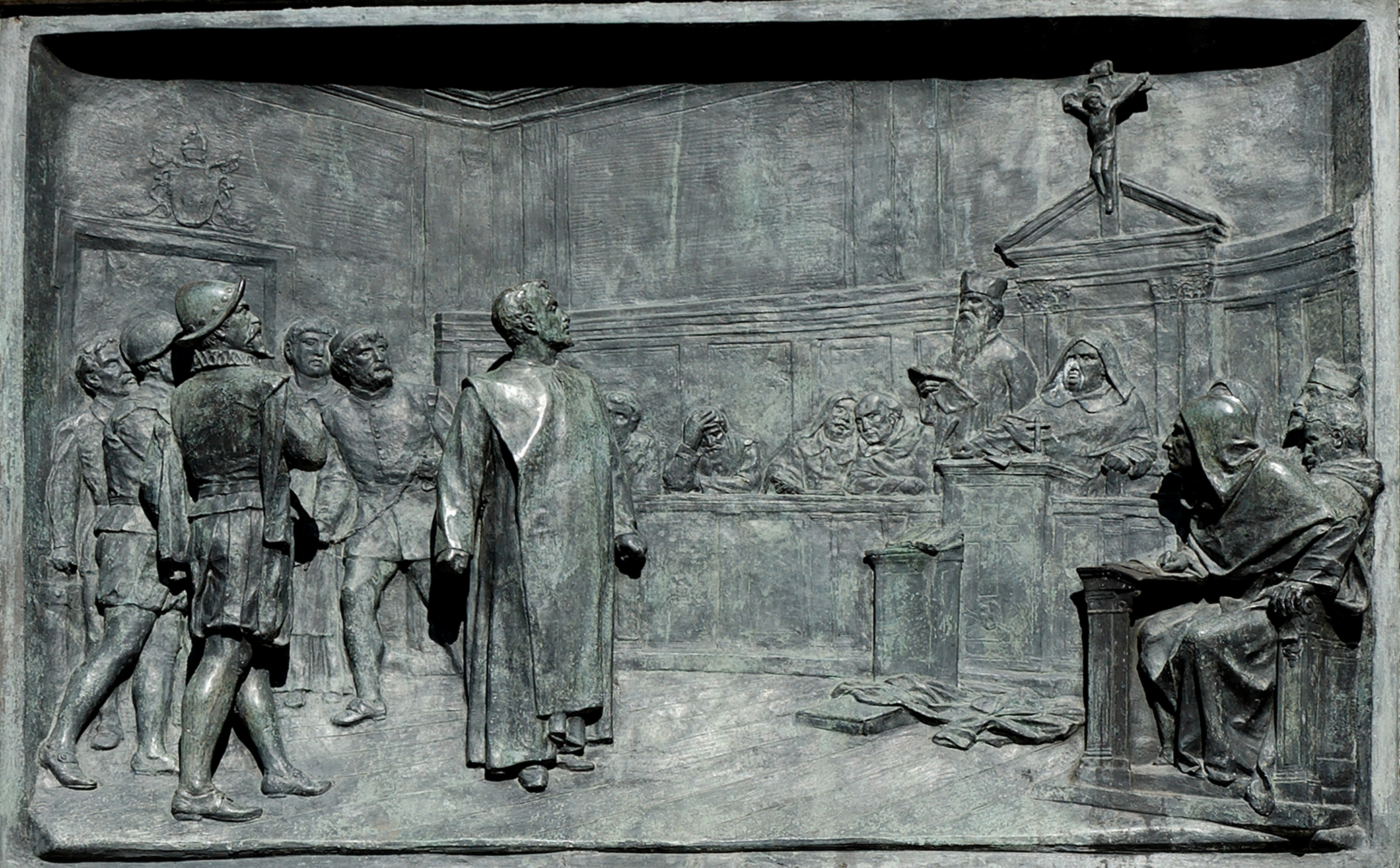
Proces Giordano Bruno przed Rzymską Inkwizycją. Relief autorstwa Ettore Ferrari.

Na etapie formalnego procesu oskarżony mógł korzystać z pomocy obrońcy i to w znacznie szerszym zakresie niż w przypadku inkwizycji hiszpańskiej czy średniowiecznej inkwizycji papieskiej. Odmiennie niż w Hiszpanii, gdzie obrońcy byli najczęściej urzędnikami trybunału, w procesach przed inkwizycją rzymską oskarżony mógł sam wskazać adwokata, choć musiał on zostać zaakceptowany przez inkwizytora. Reguły udzielania pomocy prawnej były jednak bardzo restrykcyjne. Obrońcy nie obowiązywała tajemnica obrończa, wręcz przeciwnie, miał on obowiązek informować inkwizytora o obciążających oskarżonego okolicznościach, które ten mu wyjawił, a zataił przed inkwizycją. Obrońca nie mógł też trwać w obronie oskarżonego, jeśli uznał, że ten jest winny herezji i uporczywie w niej trwa, gdyż prawo kanoniczne zabraniało udzielania pomocy prawnej heretykom. Ponadto obrońcy, tak samo jak oskarżonemu, nie ujawniano tożsamości świadków. W tej sytuacji praktyczna rola obrońcy najczęściej polegała na wskazywaniu okoliczności łagodzących (np. pijaństwo, choroba umysłowa, analfabetyzm itp.), pomaganiu oskarżonemu w przygotowaniu odpowiedniego aktu skruchy i ewentualnie w negocjowaniu warunków łagodnej kary. W wielu przypadkach jednak obrońcy podejmowali także próby dyskredytowania dowodów oskarżenia, co niekiedy się udawało i prowadziło w konsekwencji do uwolnienia oskarżonego od zarzutów. Z zachowanych akt wynika jednak, że oskarżeni nierzadko rezygnowali z usług obrońcy i zdawali się na łaskę trybunału, co zresztą często bywało bardzo skuteczną taktyką.
Sami inkwizytorzy zdawali sobie sprawę, że reguły procesu inkwizycyjnego nie dają oskarżonemu i jego obrońcy zbyt wielkich możliwości prowadzenia skutecznej obrony, dlatego też w instrukcjach Kongregacji oraz w podręcznikach dla inkwizytorów podkreślano, że do wydania wyroku skazującego konieczne są dowody nie budzące żadnych wątpliwości.
Na etapie formalnego procesu oskarżony mógł zostać poddany torturom. Ich stosowanie było dopuszczalne w celu uzyskania przyznania się do winy, wyjaśnienia intencji oraz uzyskania imion wspólników. Mogły być zastosowane tylko wtedy, gdy zebrane dowody wyraźnie świadczyły przeciwko oskarżonemu, a ten mimo to zaprzeczał zarzutom i jednocześnie nie umiał zdyskredytować dowodów oskarżenia lub też gdy dowody wskazywały, że jego przyznanie jest niepełne. Tortur nie wolno było stosować na pierwszym przesłuchaniu, a nadto musiały je poprzedzać dwa wcześniejsze etapy: ustna groźba posłania na tortury, następnie okazanie narzędzi tortur. Często oskarżeni, spotykając się z takimi groźbami, składali zeznania, jakich od nich oczekiwano i nie było potrzeby zadawania im fizycznych mąk. Jeśli jednak podsądny nadal obstawał przy swojej niewinności lub składał niepełne (zdaniem inkwizytorów) zeznania, poddawano go torturom. Inkwizycja rzymska stosowała w zasadzie tylko jeden rodzaj tortur, tzw. strappado (inaczej corda). Wzmianki o innych metodach (np. przypalanie stóp) są bardzo rzadkie i często występują w kontekście reprymend udzielanych z tego powodu inkwizytorom przez Kongregację Świętego Oficjum. Zeznania uzyskane na torturach po ich zakończeniu musiały zostać, pod rygorem ich nieważności, potwierdzone przez oskarżonego bez przymusu. Jeśli oskarżony odwołał swoje zeznania (lub na torturach nic nie zeznał), inkwizytorzy mieli do wyboru powtórzenie tortur, uwolnienie oskarżonego lub kontynuowanie przesłuchań w bardziej subtelny sposób. Podręczniki oraz instrukcje Kongregacji stanowczo przestrzegały przed nadużywaniem tortur i nierzadko wyrażały otwarty sceptycyzm co do ich skuteczności w dochodzeniu do prawdy. Podkreślano przy tym, że tortury nie mogą prowadzić do żadnych poważnych uszkodzeń ciała, a przy ich aplikowaniu zawsze musi być obecny lekarz, który miał prawo zabronić stosowania tortur ze względu na stan zdrowia oskarżonego.
W świetle zachowanej dokumentacji wydaje się, że inkwizycja rzymska stosowała tortury bardzo rzadko, jednak skąpa ilość materiałów procesowych nie pozwala na formułowanie w tej materii nazbyt kategorycznych wniosków. Zachowana w dużej części korespondencja między Kongregacją Świętego Oficjum a lokalnymi trybunałami wskazuje jednak, że Kongregacja przywiązywała dużą wagę do przestrzegania reguł w tej materii, a sama zalecała daleko idącą powściągliwość i umiar i co do zasady wymagała uprzedniego konsultowania z nią decyzji o zastosowaniu tortur. Kongregacja także interesowała się warunkami, w jakich przetrzymywano aresztowanych.

#### Reforma procedury w 1816
Gdy po okresie wojen napoleońskich wznowiono w Państwie Kościelnym działalność inkwizycji, papież Pius VII w 1816 dokonał gruntownej reformy jej procedury. Zakazał stosowania tortur i zniósł anonimowość świadków, zobowiązując sędziów do konfrontowania ich z oskarżonym. Ponadto stosowanie kar kryminalnych ograniczono do „fałszywych proroków i apostołów fałszywych doktryn”, zakazując wymierzania ich „zwykłym” heretykom, a w każdej sytuacji proces miał być prowadzony „tak, by uniknąć kary śmierci”.

### Wyroki i kary

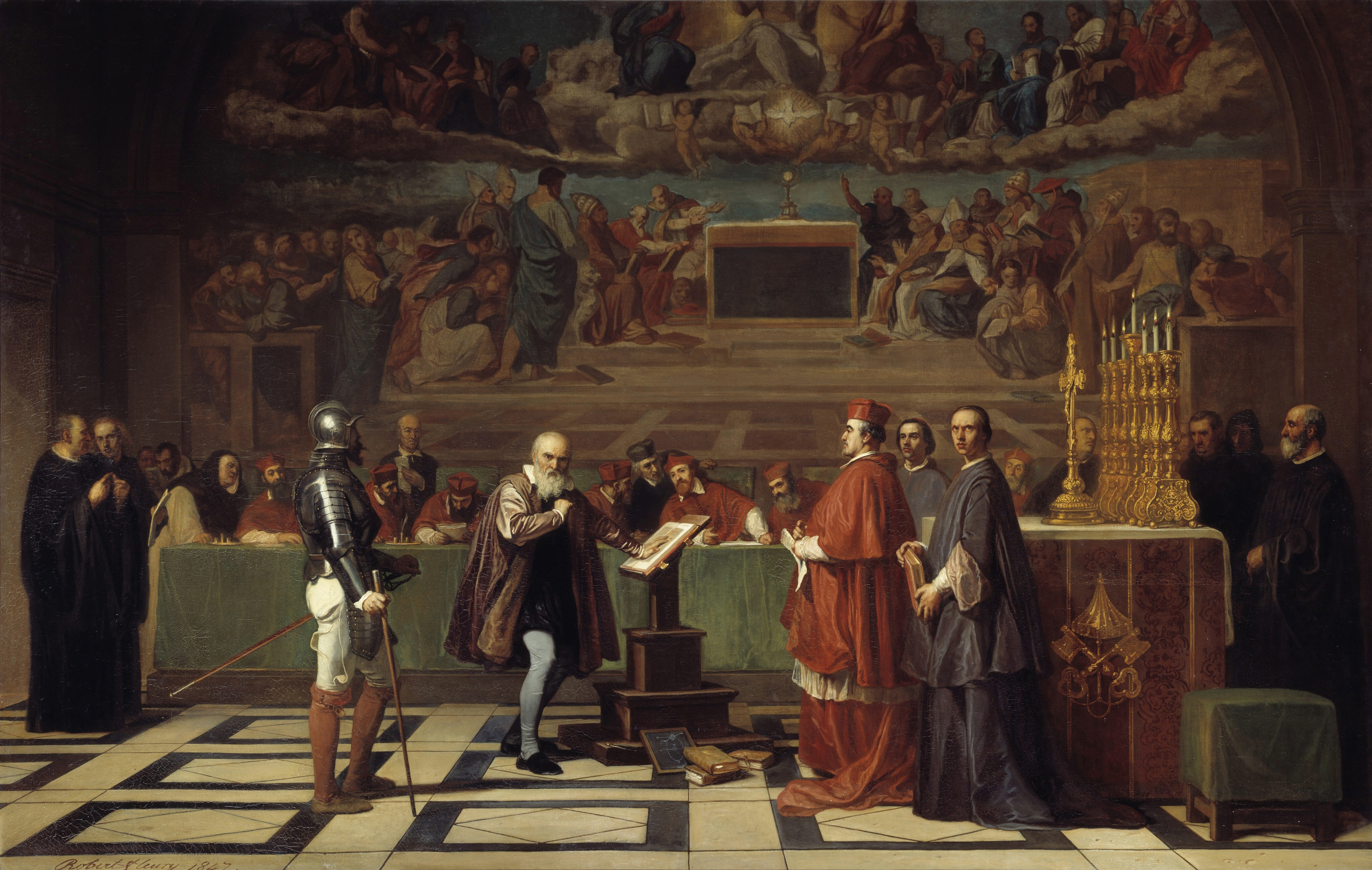
Galileusz przed trybunałem inkwizycji

Proces kończył się ogłoszeniem wyroku i w przypadku stwierdzenia winy także wymierzeniem kary. Od XIII wieku karą przewidzianą w prawodawstwie świeckim i kościelnym za herezję była kara śmierci, jeśli heretyk uporczywie trwa w herezji (impenitento, nieskruszony) lub popadł w nią ponownie (relapso, recydywista). Jednak zgodnie z praktyką wypracowaną do pewnego stopnia już w średniowieczu, nie każde odstępstwo od wiary katolickiej było zagrożone śmiercią, lecz wprowadzono w tym zakresie wiele stopni winy. Aby oskarżony mógł zostać skazany na śmierć, jego poglądy religijne musiały być „formalnie heretyckie” (heresia de formali), tzn. oskarżony musiał w sposób świadomy odrzucać któryś z dogmatów głoszonych przez Kościół. W innych przypadkach, gdy poglądy doktrynalne oskarżonego nie dotykały wprost dogmatów wiary, mogły zostać zakwalifikowane jako „błędne” (erronea), „bliskie herezji” (haeresis proxima) lub „pośrednio heretyckie” (haeresim sapiens). Poglądy mogły zostać potępione także jako niebędące wprawdzie heretyckie, ale „gorszące dla uszu wierzących” (piarium atrium offensiva), „skandalizujące” (scandalosa) lub „przeciwne teologicznemu konsensusowi”. W przypadkach wątpliwych klasyfikacja danych poglądów przypisanych oskarżonemu zależała od opinii teologicznych doradców trybunału, ale często była też przedmiotem negocjacji (ugoda obrończa) między trybunałem a obrońcą. Jeśli trybunał doszedł do wniosku, że poglądy religijne oskarżonego zasługują na potępienie, ale nie są w żaden sposób heretyckie, oskarżony, aby pojednać się z Kościołem, zobowiązany był te poglądy jedynie „odwołać”, a nie się ich „wyrzec”. W poważniejszych przypadkach natomiast, proces kończył się uznaniem oskarżonego za „winnego herezji” (w przypadku herezji formalnej) lub „podejrzanego o herezję”. Musiał on wówczas dokonać uroczystego wyrzeczenia się (abiuracji) i pojednania z Kościołem, które w zależności od stopnia winy mogło przybrać następujące formy:
- abiuracja de levi – jeśli uznano go za „lekko podejrzanego o herezję”; miała ona charakter prywatny, odbywała się z reguły w siedzibie trybunału lub pałacu biskupim
- abiuracja de vehementi – jeśli uznano go za „mocno podejrzanego o herezję”; miała ona charakter publiczny, odbywała się najczęściej w jednym z głównych kościołów danego miasta podczas mszy świętej, rzadziej podczas specjalnej, uroczystej ceremonii pokutnej na placu publicznym (auto da fe)
- abiuracja de formali – jeśli uznano go za winnego herezji formalnej; również miała publiczny charakter, odbywała się podczas mszy w kościele lub na auto da fe

Osoby, które po abiuracji de formali lub de vehementi ponownie popadły w herezję traktowane były jako relapsos (recydywiści) i skazywane na śmierć, nawet jeśli ponownie wyrzekły się herezji.

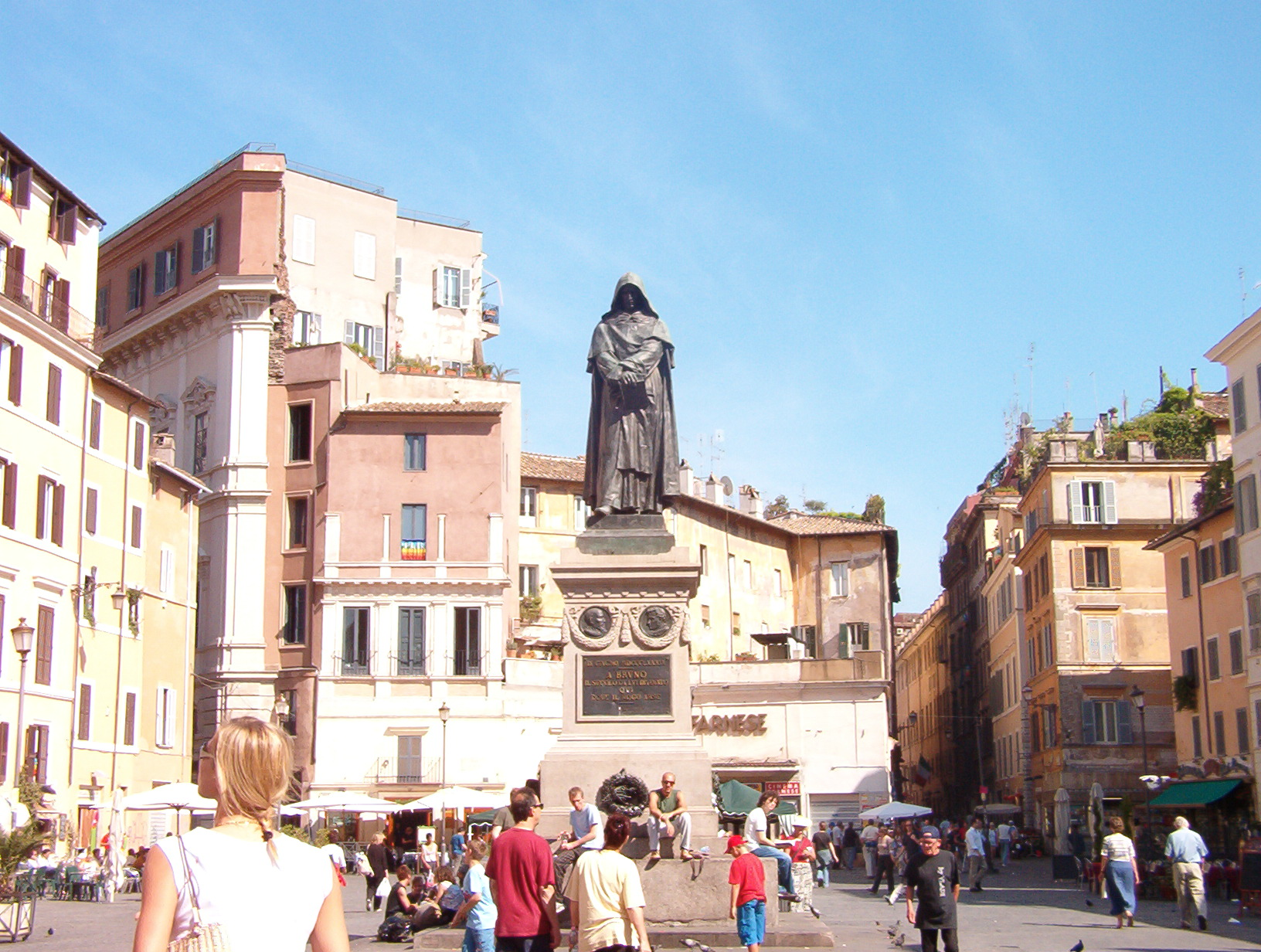
Campo de’ Fiori w Rzymie. Miejsce wykonania ok. 30 egzekucji z wyroku Rzymskiej Inkwizycji

Abiuracja nie dotyczyła oczywiście tych występków, które nie były związane z poglądami religijnymi oskarżonego, lecz poddano je jurysdykcji inkwizycji na mocy szczególnych rozporządzeń, nawet jeśli mogły pociągnąć za sobą bardzo surowe kary (np. solicytacje).
Inkwizycja rzymska stosowała bardzo szeroki wachlarz kar. W najbardziej błahych przypadkach możliwe było nawet odstąpienie od kary i poprzestanie na pouczeniu i ostrzeżeniu. W pozostałych przypadkach wymierzano różne kary, począwszy od typowych środków pokutnych (odmawianie modlitw, posty, pielgrzymki itp.), poprzez grzywny, chłostę lub wygnanie, a skończywszy na więzieniu lub galerach, a w skrajnych przypadkach karze śmierci. Chłostę stosowano często jako karę dodatkową, obok więzienia lub wygnania. W początkowym okresie kary „wolnościowe” niekiedy łączono z obowiązkiem noszenia na odzieniu oznak pokuty (tzw. abitello), ponieważ jednak często prowadziło to do dyskryminowania skazańców w społeczeństwie, inkwizytorzy chętnie udzielali dyspensy od tego obowiązku, a w późniejszym czasie praktykę tę zarzucono. Kara więzienia była na ogół orzekana bezterminowo, używano wręcz formuły „wieczyste więzienie” (carcere perpetuo), jednak w praktyce rzadko trwała ona dłużej niż trzy lata. Co więcej, często nie polegała ona na faktycznym zamknięciu skazańca w więzieniu, lecz przybierała postać aresztu domowego, pobytu w klasztorze lub nawet tylko zakazu opuszczania miasta. Za najsurowszą karę (oprócz kary śmierci) uważano zesłanie na galery, gdyż wielu skazańców nie dożywało końca wyroku. Ponadto inkwizycja nie zawsze była w stanie wyegzekwować od dowództwa galer zwolnienie skazańca po zakończeniu okresu tej kary.

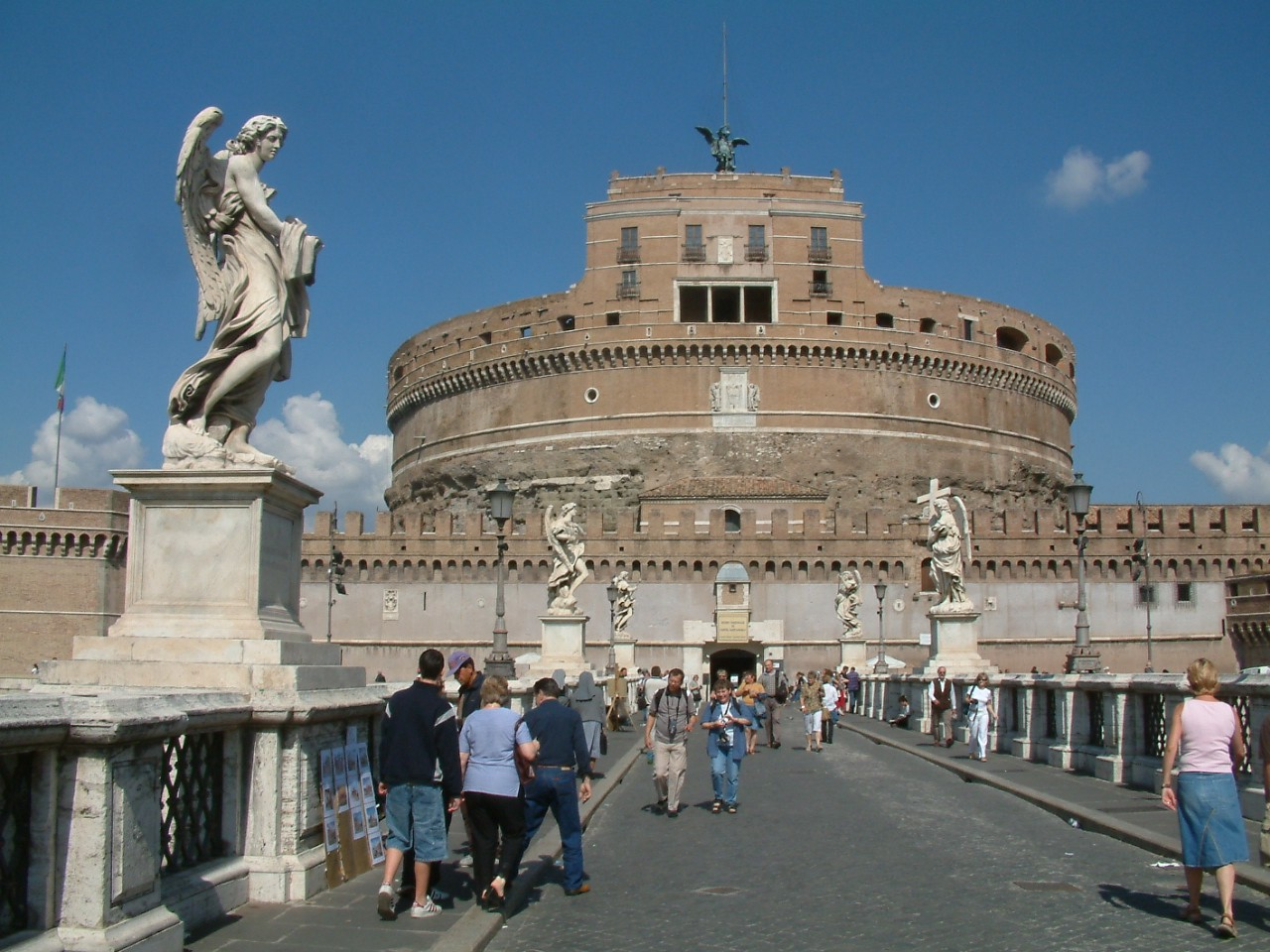
Wielu podejrzanych o herezję przetrzymywanych było w Zamku św. Anioła

W najbardziej skrajnych przypadkach inkwizycja przekazywała oskarżonego w ręce „ramienia świeckiego” (braccio secolare) w celu wymierzenia mu „stosownej kary”, jak eufemistycznie określano karę śmierci. Jak wspomniano wyżej, kara śmierci zarezerwowana była tylko dla osób winnych formalnej herezji, które albo uparcie w niej trwały (impenitento), albo popadły w recydywę (relapso). Na mocy rozporządzeń Pawła IV roku karę śmierci można było wymierzyć nawet pomimo skruchy oskarżonego już przy pierwszym przewinieniu za zaprzeczanie dogmatowi o Trójcy Świętej, zaprzeczanie boskości Jezusa i zaprzeczanie dziewictwu Maryi (dekret z 22 czerwca 1556 roku). Ponadto papież ten polecił skazywać na śmierć już przy pierwszym przewinieniu za celebrowanie mszy bez święceń kapłańskich (dekret z 20 maja 1557 roku) oraz profanację eucharystii. Wprawdzie po śmierci Pawła IV dekrety te w znacznej mierze poszły w zapomnienie i w XVII wieku za czyny te skazywano na ogół na galery, jednak w marcu 1677 roku odnowił je i potwierdził papież Innocenty XI i są dowody, że były one egzekwowane jeszcze w wieku XVIII.
Choć inkwizycja najczęściej kojarzona jest ze śmiercią przez spalenie na stosie, w rzeczywistości metody wykonywania egzekucji przez władze świeckie na jej skazańcach były różne. Spalenie żywcem zarezerwowane było jedynie dla nieskruszonych heretyków. W innych przypadkach skazańca wpierw wieszano, ścinano lub duszono, a jedynie jego zwłoki były palone. Egzekucje takie niekiedy wykonywano w celi więziennej, a publicznie odbywało się jedynie palenie zwłok. W przypadku osób odprawiających mszę bez święceń czasem nie stosowano palenia zwłok, lecz poprzestawano na ścięciu lub powieszeniu. W Wenecji preferowaną metodą wykonywania kary śmierci było utopienie – skazańca wyrzucano do morza z ciężkim kamieniem przywiązanym do szyi.
Zdarzało się, że wyroki śmierci były orzekane wobec zbiegów. Niekiedy prowadziło to do wykonania „egzekucji in effigie”, czyli spalenia portretu lub kukły skazańca, jednak inkwizycja rzymska nie przywiązywała aż tak dużej wagi do tych symbolicznych egzekucji jak inkwizycje iberyjskie. Zdarzało się też, że za upartego heretyka lub recydywistę uznawano osobę, która zmarła w trakcie procesu. W takim przypadku jej zwłoki formalnie „przekazywano ramieniu świeckiemu” w celu spalenia.
Wyrok śmierci, nawet jeśli został ogłoszony zaocznie, z reguły pociągał za sobą konfiskatę majątku skazańca. W Państwie Kościelnym konfiskata następowała w całości na rzecz inkwizycji, natomiast w pozostałych państwach część majątku przejmowały władze świeckie lub biskupi. W Mantui majątek skazańca dzielono po połowie między inkwizycję i władze świeckie. W księstwie Mediolanu 1/3 otrzymywał inkwizytor, 1/3 biskup i 1/3 państwo. Z kolei na Malcie inkwizycja otrzymywała połowę, a drugą połowę wielki mistrz zakonu joannitów.
Od 1725 roku wszystkie wyroki zobowiązujące podsądnych co najmniej do abiuracji de levi wymagały uprzedniego zatwierdzenia przez Kongregację Świętego Oficjum.

### Podręczniki dla inkwizytorów

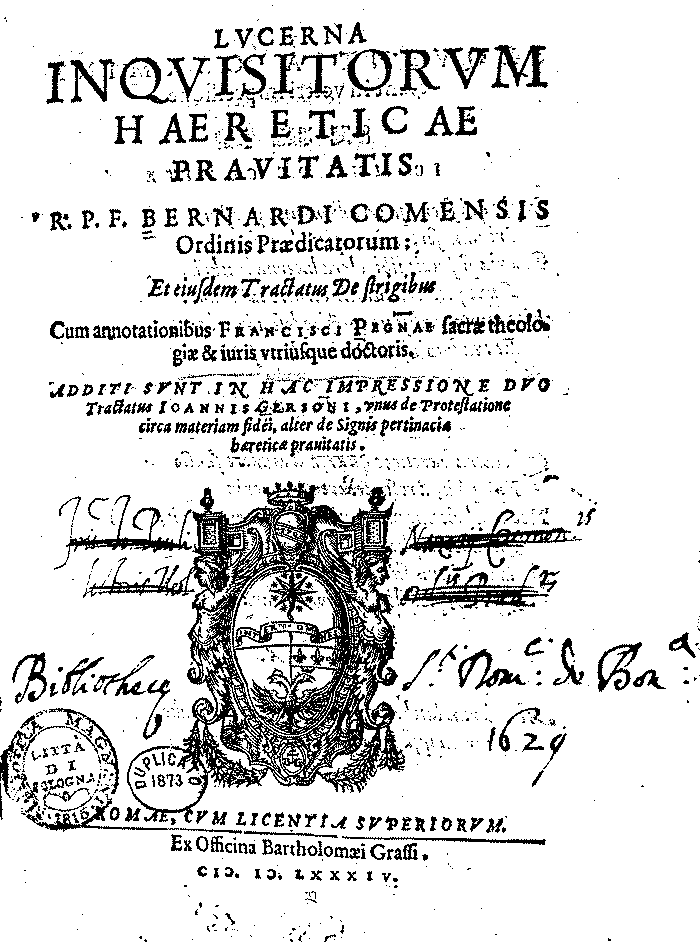
Strona tytułowa podręcznika Lucerna Inquisitorum Haereticae Pravitatis autorstwa Bernardo Rategno da Como (wydanie rzymskie z 1584)

Odmiennie niż inkwizycje w Hiszpanii i Portugalii, inkwizycja rzymska nigdy nie dokonała jednolitej kodyfikacji swoich reguł postępowania. Skutkiem tego była duża popularność tzw. podręczników dla inkwizytorów, tj. opracowań procedury inkwizycyjnej i reguł postępowania z heretykami. Od XVI do XVIII wieku ukazało się we Włoszech bardzo wiele tego typu dzieł, z czego niektóre wydano drukiem, a inne krążyły tylko w manuskryptach. Nadto korzystano także z podręczników napisanych jeszcze przez średniowiecznych inkwizytorów. Wielkie zasługi na tym polu miał hiszpański kanonista Francisco Peña (ok. 1540–1612), który w latach 70. XVI wieku osiadł na stałe w Rzymie. Wydał on drukiem i opatrzył komentarzami dwa podręczniki autorstwa średniowiecznych inkwizytorów: Directorium Inquisitorum aragońskiego inkwizytora Nicolasa Eymerica z ok. 1376 roku (pierwsze wydanie rzymskie w 1578 roku) i Lucerna Inquisitorum Haereticae Pravitatis Bernardo Rategno z Como z ok. 1511 roku (pierwsze wydanie rzymskie w 1584 roku). Podręcznik Eymerica stał się najpopularniejszym podręcznikiem inkwizycji rzymskiej w końcu XVI wieku i na początku XVII wieku. W XVII stuleciu zaczął być wypierany przez podręczniki autorstwa rzymskich inkwizytorów (lub ich urzędników), uwzględniających już zmiany organizacyjno-proceduralne, jakie zaszły po utworzeniu Inkwizycji Rzymskiej, a co więcej, często pisane już nie po łacinie, lecz po włosku. Najpopularniejszym takim podręcznikiem był ten autorstwa inkwizytora Eliseo Masiniego (Sacro Arsenale), który w latach 1621–1730 był wydawany drukiem aż dziesięć razy. Niewiele mniej, bo dziewięć razy, wydawany był pisany po łacinie podręcznik Cesare Careny (1597–1659) Tractatus de Officio Sanctissimae Inquisitionis. Niektóre podręczniki krążyły jednak tylko w manuskryptach.
Drukiem wydawano także niektóre instrukcje sporządzane przez Kongregację Świętego Oficjum. Przykładem może tu być Instructio pro formandis processibus in causis strigum (Instrukcja postępowania w sprawach o czary), zredagowana już około 1600 roku, a wydana drukiem w 1657 roku w Rzymie. Instrukcja ta wywarła bardzo duży wpływ na sposób postępowania sądów kościelnych w sprawach o czary nie tylko we Włoszech, ale także w Szwajcarii, Francji, Niemczech, a nawet w Polsce, gdzie została wydana drukiem w Gdańsku (1682) oraz w Braniewie (1705).

#### Lista najczęściej drukowanych podręczników inkwizycji rzymskiej
| Autor | Tytuł podręcznika                                                                  | Wydania drukowane                                                                                               | Uwagi |
| --- | ---------------------------------------------------------------------------------- | --- | --- |
| Nicolas Eymeric OP (zm. 1399), inkwizytor Aragonii od 1357 | Directorium Inquisitorum                                                           | Barcelona 1503 Rzym 1578 Rzym 1585 Rzym 1587 Wenecja 1595 Wenecja 1607                                          | Główny podręcznik rzymskiej inkwizycji pod koniec XVI i na początku XVII wieku. Wszystkie wydania rzymskie i weneckie zawierają komentarze Francisco Peña                                                                   |
| Bernardo Rategno da Como OP (zm. 1512), inkwizytor Como od 1505 | Lucerna Inquisitorum Haereticae Pravitatis & Tractatus de Strigibus                | Mediolan 1566 Rzym 1584 Wenecja 1596                                                                            | Wydania z 1584 i 1596 zawierają komentarze Francisco Peña oraz (jako załącznik) traktat Jana Gersona (zm. 1429) De protestatione circa materiam fidei contra haereses diversas                                              |
| Diego de Simancas (zm. 1583), inkwizytor Valladolid (1545–59), członek hiszpańskiej Rady Inkwizycji (1559–64?), bp Ciudad Rodrigo (1564–68), Badajoz (1568–78) i Zamory (1578–83) | De Catholicis institutionibus                                                      | Valladolid 1552 Wenecja 1573 Rzym 1575 Ferrara 1692                                                             | Dzieło autorstwa hiszpańskiego biskupa i inkwizytora, choć nie było tworzone z myślą o włoskich inkwizytorach, cieszyło się wśród nich dużą popularnością i było rekomendowane w instrukcjach Kongregacji Świętego Oficjum  |
| Eliseo Masini OP (zm. 1627), inkwizytor Ankony (1607–08), Mantui (1608–09) i Genui (1609–27)                                                                                      | Sacro Arsenale: Ovvero Prattica dell’officio Della Santa Inquisitione              | Genua 1621 Genua 1625 Rzym 1639 Genua 1653 Perugia 1653 Bolonia 1665 Bolonia 1679 Rzym 1693 Rzym 1705 Rzym 1730 | Pierwszy drukowany podręcznik dla inkwizytorów napisany w języku włoskim |
| Cesare Carena (zm. 1659), urzędnik inkwizycji w Cremonie od 1626 | Tractatus de Officio Sanctissimae Inquisitionis et Modo Procedendi in Causis Fidei | Cremona 1631 Cremona 1636 Cremona 1641 Lyon 1649 Cremona 1655 Bolonia 1658 Lyon 1659 Bolonia 1668 Lyon 1669     | Począwszy od wydania z Cremony z 1655 wszystkie kolejne wydania zawierają jako załączniki opracowanie Instructio seu Praxis Inquisitorum autorstwa Francisco Peña oraz Tractatus de Strigibus przypisywany Cesaremu Carenie |
| Tommaso Menghini OP (zm. 1688), inkwizytor Fermo (1667–70), Gubbio (1670), Casale Monferrato (1670–80), Parmy (1680–82), Ankony (1682–85) i Ferrary (1685–88)                     | Regole del tribunale del S. Offizio                                                | Ankona 1683 Ferrara 1687 Mediolan 1689 Mediolan 1702 Ferrara 1716 Bolonia 1716 Novara 1724                      | Podręcznik przeznaczony głównie dla wikariuszy i wikariuszy rejonowych |

### Obszary zainteresowań

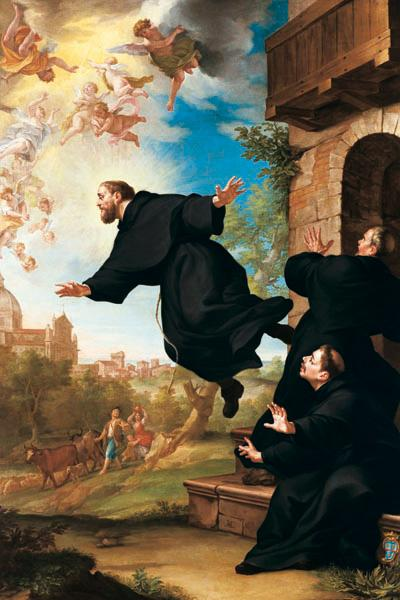
Kult już za życia św. Józefa z Kupertynu (słynącego z lewitacji) był powodem zainteresowania inkwizycji jego osobą.

Inkwizycja rzymska pierwotnie miała za zadanie głównie zwalczanie protestantyzmu we Włoszech. Jednak już w latach 80. XVI wieku we Włoszech nie było praktycznie żadnych zorganizowanych grup sympatyzujących z reformacją. W tej sytuacją główną rolą inkwizycji stało się pilnowanie ortodoksji zwykłych wiernych i zwalczanie różnego rodzaju występków:
- nieortodoksyjne opinie (proposiciones) wygłaszane przez zwykłych katolików – najbardziej powszechną była opinia, że „zwykłe cudzołóstwo” (tj. seks między mężczyzną i kobietą stanu wolnego) nie jest grzechem; niektóre jednostki wygłaszały jednak bardzo śmiałe poglądy teologiczne, które mogły być nawet potraktowane jako „herezja formalna” i skutkować wyrokiem śmierci – najbardziej znanym przykładem jest młynarz Domenico Scandella z Friuli, skazany na śmierć przez trybunał w Udine i stracony w Portogruaro w 1599 roku[257]
- bluźnierstwa[258]
- solicytacje i inne występki przeciwko moralności – począwszy od 1621 roku Kongregacja Świętego Oficjum przywiązywała dużą wagę do ścigania spowiedników wykorzystujących konfesjonał do molestowania penitentek lub penitentów (solicytacja)[259]; innymi występkami należącymi do tej kategorii były: małżeństwa duchownych, bigamia, sodomia, cudzołóstwo i utrzymywanie stosunków seksualnych przez chrześcijan z żydami lub muzułmanami, z tym, że ściganie tych czynów leżało głównie w gestii sądów biskupich lub świeckich, a inkwizycja zajmowała się nimi sporadycznie[260]
- astrologia, przesądy i praktyki magiczne[261]
- sprzedawanie lub posiadanie ksiąg umieszczonych na Indeksie ksiąg zakazanych[262]
- świętokradztwo – do tej kategorii zaliczało się m.in. profanowanie kościołów czy kradzież konsekrowanych hostii
- odprawianie mszy bez święceń kapłańskich – występki tego rodzaju karane były śmiercią lub zesłaniem na galery
- judaizanci – czyli chrześcijanie pochodzenia żydowskiego podejrzewani o kryptojudaizm[263]
- apostazje na islam[264]
- kult świętych niezatwierdzonych przez Kościół (w tym także kult „żyjących świętych”)[265]
- fałszywi mistycy, zwolennicy kwietyzmu i jansenizmu[266]

W zakres kompetencji inkwizytorów wchodziły także tzw. redukcje, czyli nawrócenia muzułmanów, protestantów lub prawosławnych na katolicyzm. Nie były to procesy w ścisłym tego słowa znaczeniu, jednak również były rejestrowane w dokumentacji inkwizycyjnej tak samo jak procesy. Z opcji nawrócenia na katolicyzm przed inkwizytorem korzystały nie tylko osoby wychowane w innej wierze, ale także katolicy, którzy na skutek długotrwałego pobytu w Turcji osmańskiej (także jako niewolnicy lub jeńcy) lub krajach protestanckich przyjęli islam lub protestantyzm, ale ponownie chcieli żyć jako katolicy bez obawy prześladowań. W negocjowaniu warunków redukcji z inkwizytorami często pośredniczyli jezuici i kapucyni.

#### Stosunek do czarów

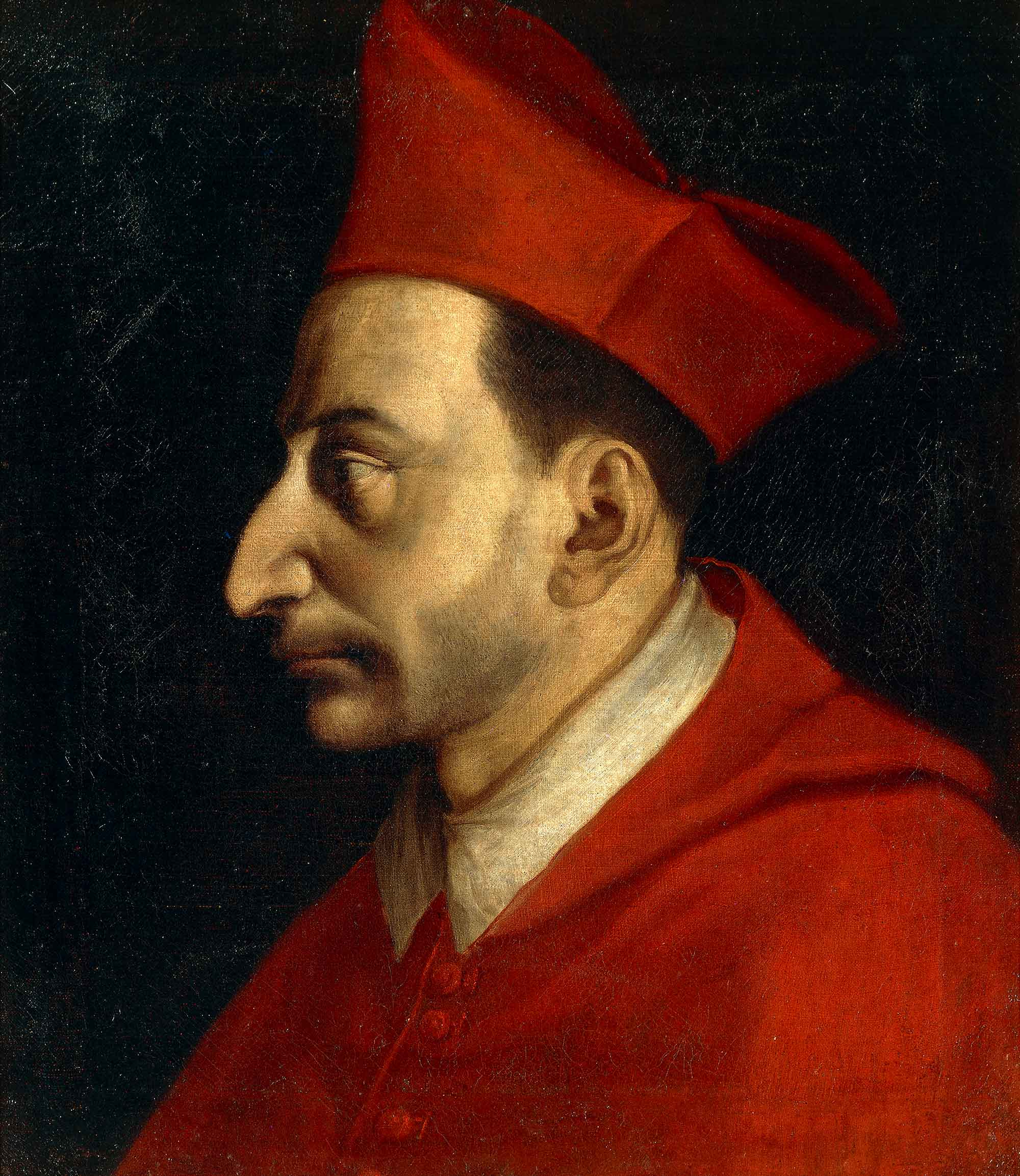
Kard. Karol Boromeusz (zm. 1584), abp Mediolanu. Jego zapał do polowań na czarownice nie zyskał aprobaty Inkwizycji

Jednym z najbardziej badanych przez historyków aspektów działalności inkwizycji rzymskiej jest jej stosunek do tzw. polowań na czarownice. Dominikańscy inkwizytorzy w Lombardii w XV i na początku XVI wieku odpowiedzialni byli za bardzo dużą liczbę procesów i egzekucji czarownic i wnieśli znaczny wkład w propagowanie idei realności zbrodni czarów (w tym lotów na sabat). Kongregacja Rzymskiej i Powszechnej Inkwizycji natomiast niemal od samego początku podchodziła do tego sceptycznie, choć w pierwszych latach jej postawie brakowało konsekwencji. W 1559 roku papież Paweł IV, mimo wątpliwości kardynałów inkwizytorów, zatwierdził cztery wyroki śmierci wydane przez trybunał boloński przeciwko rzekomym czarownicom oskarżonym o udział w sabatach, jednak z zachowanej dokumentacji wynika, że o stanowisku papieża zadecydowało to, że osoby te przyznały się do profanowania konsekrowanych hostii, podczas gdy kwestia rzekomych sabatów została potraktowana jako zupełnie drugorzędna. Dziesięć lat później Kongregacja Świętego Oficjum przyczyniła się do zastopowania polowań na czarownice w Lecco, rozpętanych przez arcybiskupa Mediolanu kardynała Karola Boromeusza. Kwestionując dowody winy, Kongregacja anulowała sześć wyroków śmierci wydanych przez arcybiskupa. Z drugiej strony jednak, w tym samym roku pięć kobiet zostało spalonych w Sienie przez inkwizycję bez żadnych zastrzeżeń ze strony Rzymu. Przypadki wysyłania na stos osób oskarżonych o czary przez sądy kościelne (zarówno biskupie, jak i inkwizycyjne) miały miejsce w państwach włoskich do końca XVI wieku, np. w latach 1581–1582 w Awinionie (19 osób spalonych przez inkwizytora), w Val Mesolcina w 1583 roku (7 osób spalonych przez arcybiskupa Mediolanu Karola Boromeusza) i ponownie w 1589 roku (około 40 spalonych przez miejscowego proboszcza Giovan Pietro Stoppaniego), w Velletri w 1587 roku (dwie kobiety spalone przez wikariusza diecezjalnego), w Perugii w 1590 roku (kobieta spalona przez inkwizytora) i w Mantui między 1595 a 1600 rokiem (trzy osoby spalone przez inkwizycję), jednak coraz częściej Święte Oficjum ingerowało w takie sprawy na korzyść oskarżonych. W 1588 roku inkwizycja zakwestionowała wyroki śmierci wydane wobec rzekomych czarownic z Triora przez senat Genui; niestety zachowana dokumentacja nie daje odpowiedzi na pytanie, jaki był ostateczny finał sprawy. Za czasów urzędowania Giulio Antonio Santoriego jako kardynała sekretarza (1587–1602) w Inkwizycji Rzymskiej ostatecznie zwyciężył nurt sceptyczny. Opracowana około 1600 roku Instructio pro formandis processibus in causis strigum, choć nie kwestionowała realności czarów jako takich, ustanawiała takie standardy postępowania w tego rodzaju sprawach, które praktycznie uniemożliwiały wydanie wyroku skazującego. W szczególności zabronione było wydawanie wyroku skazującego na podstawie pomówień współoskarżonych o czary. Co więcej, inkwizycja rzymska nie traktowała czarów jako zbrodni szczególnej, za którą należy się kara śmierci. Osoby oskarżone o czary, nawet w przypadku stwierdzenia winy, mogły pojednać się z Kościołem tak jak w przypadku zwykłych oskarżeń o herezję. Instrukcja ta wywarła decydujący wpływ na praktykę włoskich sądów kościelnych w sprawach o czary i sprawiła, że po roku 1600 nie uczestniczyły one w polowaniach na czarownice. Co więcej, za pomocą tej instrukcji Kongregacja wpływała też pozytywnie na postępowanie sądów kościelnych w krajach na północ od Alp. Inkwizycja nie zawsze jednak była w stanie zapobiec skazywaniu rzekomych czarownic na śmierć przez sądy świeckie. W Piemoncie, gdzie na początku XVIII wieku doszło do znacznego ograniczenia swobody działania miejscowych trybunałów, sądy świeckie dokonały między rokiem 1707 a 1723 kilku egzekucji rzekomych czarownic.

## Statystyki procesów i egzekucji

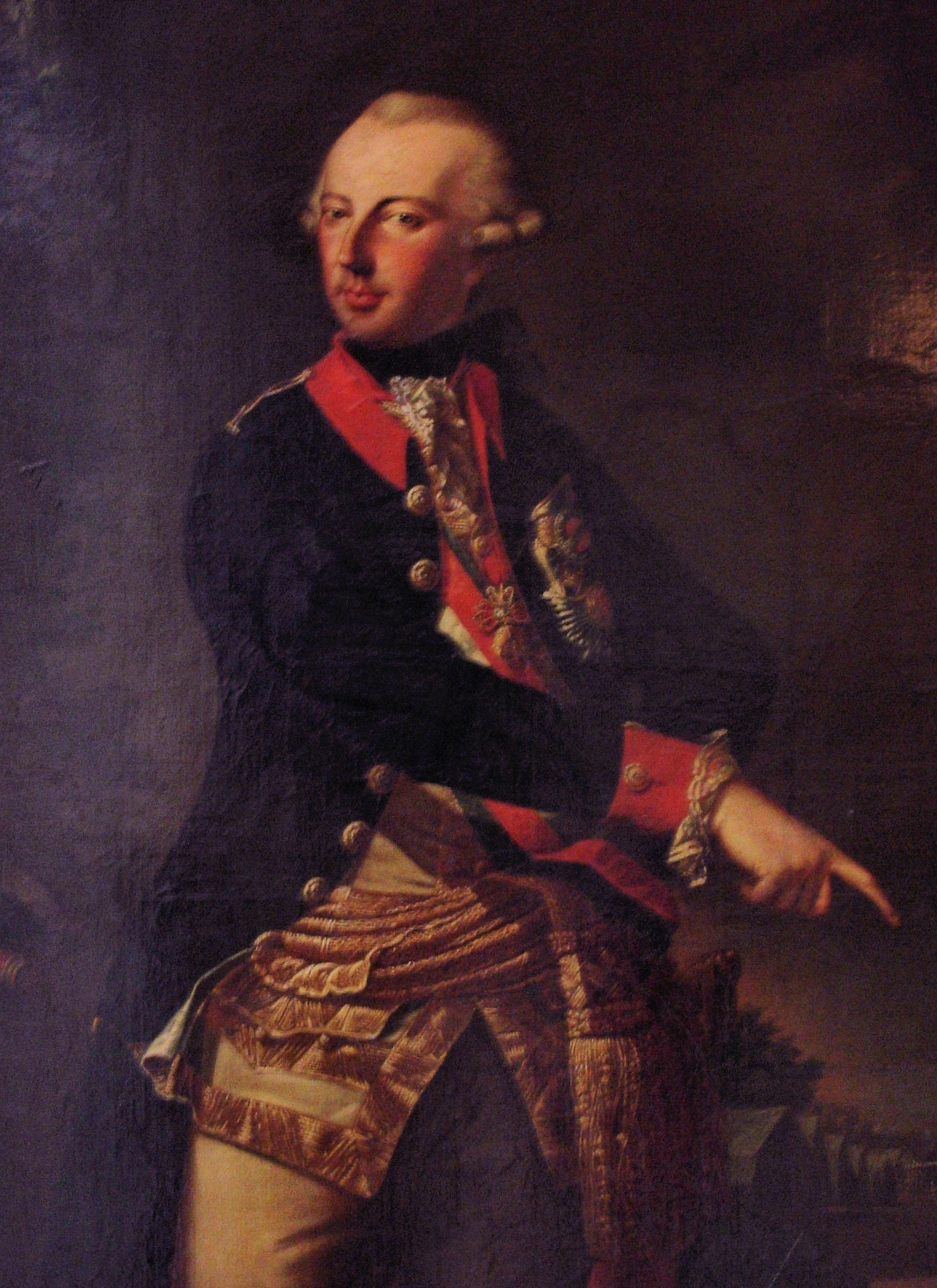
Cesarz Józef II nie tylko zlikwidował trybunały inkwizycji w Lombardii, ale też jest odpowiedzialny za zniszczenie ich archiwów

### Stan archiwów
Dokładna liczba procesów przeprowadzonych przez inkwizycję rzymską oraz wydanych przez nią wyroków, w tym wyroków śmierci, nie jest i niestety nigdy nie będzie znana. Wynika to z faktu, że archiwa zdecydowanej większości trybunałów uległy zniszczeniu na przełomie XVIII i XIX wieku. Oświeceniowe i rewolucyjne rządy, które pod koniec XVIII wieku likwidowały trybunały inkwizycji, na ogół paliły lub w inny sposób niszczyły ich dokumentację. Wiadomo na przykład, że archiwum trybunału w Mantui zniszczono w październiku 1782 roku, a archiwum trybunału mediolańskiego – zawierające dokumentację procesową sięgającą nieprzerwanie aż do 1470 roku – spalono doszczętnie 3 czerwca 1788 roku w ogrodach konwentu S. Maria delle Grazie na polecenie cesarza Józefa II. Archiwa trybunałów z Padwy i Werony zostały spalone na polecenie władz republikańskich w roku 1797. Niekiedy inkwizycyjne archiwa ulegały przypadkowemu zniszczeniu już znacznie wcześniej, np. archiwum trybunału w Piacenzy, mieszczące się w bibliotece konwentu S. Giovanni in Canale, spłonęło podczas pożaru tej biblioteki w 1650 roku. Jedynymi lokalnymi trybunałami, których oryginalne archiwa zachowały się i zostały zidentyfikowane, są:
- Wenecja (archiwum inkwizycji przechowywane w Archivio di Stato w Wenecji)[282]
- Udine (w Archivio Arcivescovile w Udine)[283]
- Modena (w Archivio di Stato w Modenie)[284]
- Siena (w ACDF w Watykanie, łącznie 213 tomów, poza tym niewielka ilość dokumentów w Archivio di Stato w Sienie oraz Archivio Arcivescovile w Sienie)[285]
- Malta (Archivum Inquisitionis Melitensis w Mdina)[286]
- Neapol (w Archivio Storico Diocesano w Neapolu)[287]

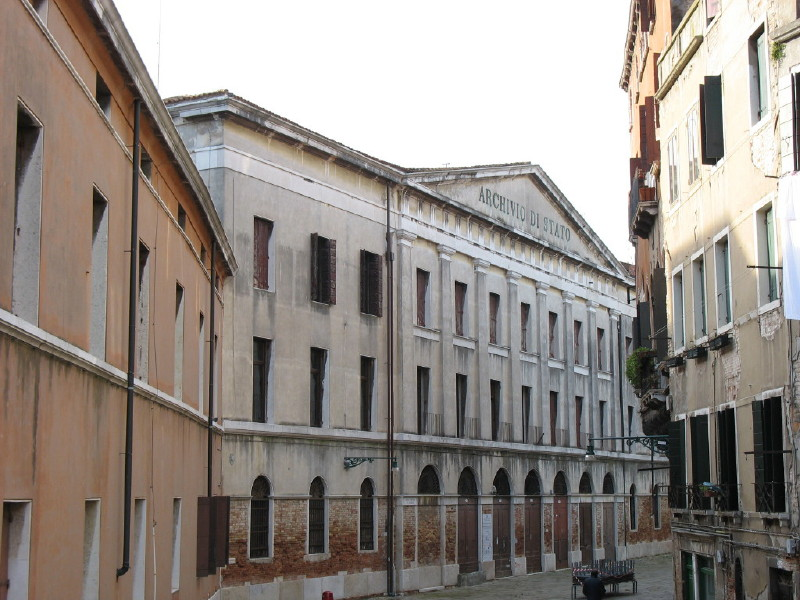
Archivio di Stato w Wenecji, miejsce przechowywania akt weneckiej inkwizycji

- Rovigo (w Archivio Diocesano di Adria e Rovigo)[288]
- Reggio Emilia (częściowo w Archivio di Stato w Modenie, częściowo w Archivio Diocesano di Reggio Emilia)[289]
- Piza (w Archivio Arcivescovile w Pizie)[290]
- Florencja (w Archivio Arcivescovile we Florencji, ale część dokumentacji znajduje się w Archives Générales du Royaume w Brukseli[291])
- Bolonia (w Biblioteca dell’Archiginnasio w Bolonii oraz garstka dokumentów w Archivio Arcivescovile w Bolonii)[292]

Archiwum trybunału genueńskiego wprawdzie zaginęło, ale pewna część inkwizycyjnej dokumentacji trafiła do Archivio Storico dell’Arcidiocesi di Genova, gdzie jednak zasoby te nie stanowią wyodrębnionej całości. W Archivio di Stato w Parmie przechowywana jest niewielka ilość dokumentów pozostałych po archiwach trybunałów inkwizycyjnych w Parmie i Piacenzy, jednak są to niemal bez wyjątku dokumenty o charakterze ekonomicznym. Również Archivio di Stato w Ankonie posiada w swych zasobach garstkę dokumentów miejscowego trybunału o podobnym charakterze. Wiadomo też, że w Archivio Storico Arcivescovile di Fermo jest przechowywany niewielki zbiór dokumentacji inkwizycyjnej trybunału w Fermo, jednak nie jest on jak dotąd udostępniany historykom, stąd nie wiadomo, jaka jest jego rzeczywista zawartość.
W XVI i na początku XVII wieku w wielu okręgach, szczególnie w Republice Weneckiej, główną rolę w zwalczaniu deliktów przeciw wierze odgrywały sądy biskupie, z pomocniczym jedynie udziałem inkwizytorów. Dzięki temu, część dokumentacji procesowej inkwizycji trafiła do archiwów diecezjalnych i uniknęła zniszczenia na przełomie XVIII i XIX wieku. W ten sposób zachowała się dokumentacja części procesów inkwizycyjnych w diecezjach Belluno (w Archivio Vescovile di Belluno), Bergamo (w Archivio Vescovile di Bergamo), Crema (w Archivio Storico Diocesano di Crema), Feltre (w Archivio Vescovile di Feltre) i Treviso (w Archivio storico diocesano di Treviso), ale zasobów tych nie należy utożsamiać z archiwami trybunałów inkwizycyjnych. Dokumenty z procesów prowadzonych przez trybunału biskupie we współpracy z inkwizycją znajdują się także w archiwach diecezjalnych w Acqui Terme (Curia vescovile di Acqui), w Novara (Curia vescovile di Novara), Tortonie (Archivio Vescovile di Tortona) i Turynie (Archivio storico diocesano).
Ponadto zidentyfikowano archiwa wikariatu inkwizycyjnego w Imoli (w Archivio Diocesano w Imoli), podległego trybunałowi w Faenzy, oraz wikariatu w Lodi (w Archivio Storico Diocesano di Lodi), podległego trybunałowi mediolańskiemu. Zidentyfikowano też znaczące zasoby pozostałe po wikariatach inkwizycyjnych w Forlì (w Biblioteca Comunale „Aurelio Saffi”), Savonie (w Archivio Storico Diocesano di Savona-Noli) i Maceracie (w Archivio Diocesano di Macerata), podległych odpowiednio trybunałom w Faenzy, Genui i Ankonie.
Stan powyższych archiwów jest mocno zróżnicowany, np. kompletne lub prawie kompletne są archiwa trybunałów w Udine, Sienie czy w Modenie, podczas gdy np. archiwa trybunałów bolońskiego czy florenckiego są mocno wybrakowane. Podkreślenia jednak wymaga, że kwerendy archiwalne nadal trwają, a niektóre archiwa diecezjalne we Włoszech wciąż nie są udostępniane historykom. Niewykluczone więc, że powyższa lista ocalałych archiwów jeszcze się powiększy.

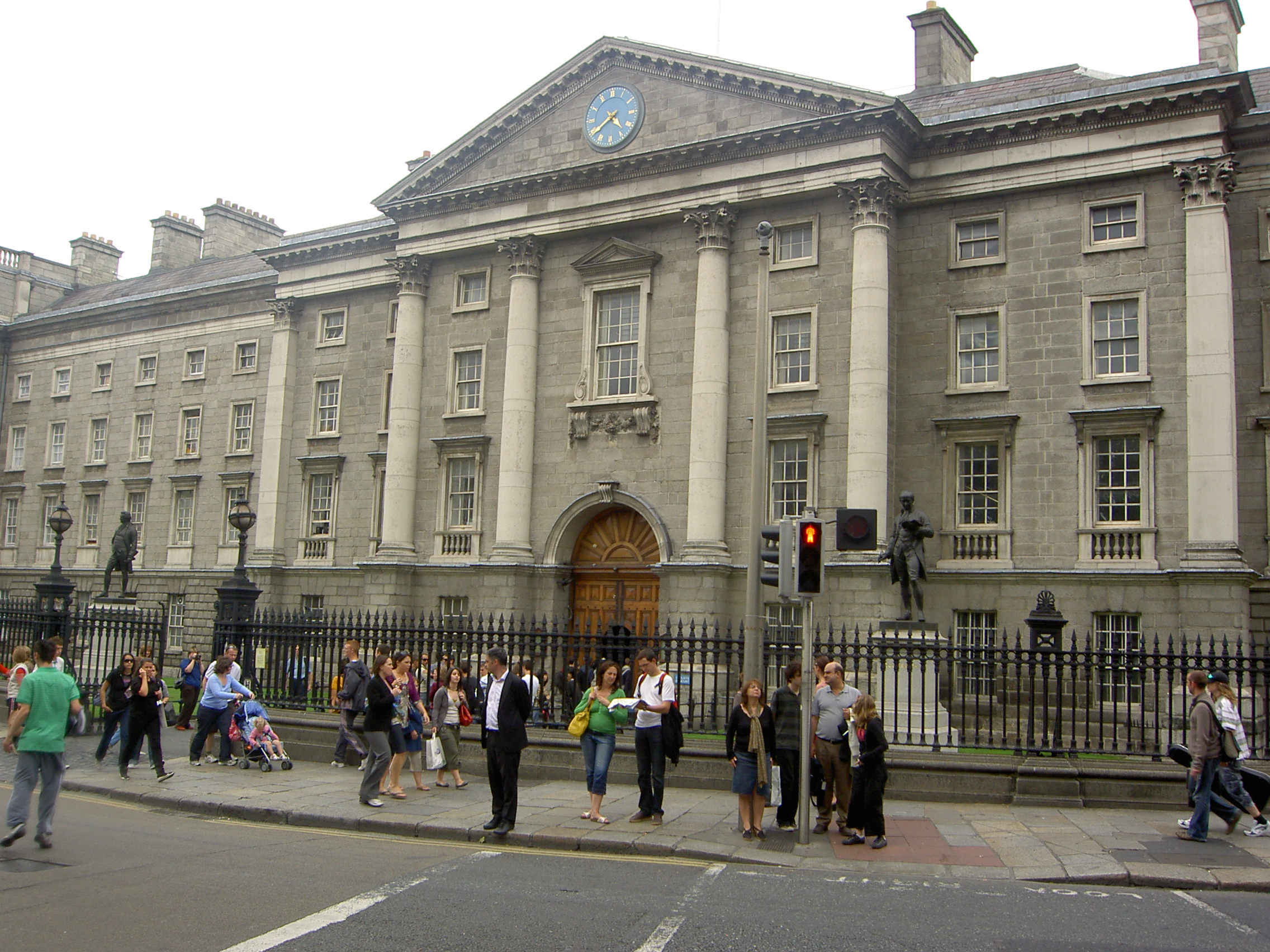
Trinity College w Dublinie

Przed 1998 rokiem część historyków miała nadzieję, że braki wynikające ze zniszczenia lokalnych archiwów zrekompensują zasoby Archiwum Kongregacji Nauki Wiary (ACDF), czyli dawnego Świętego Oficjum, któremu lokalne trybunały składały raporty ze swej działalności, mimo że historia związana z wywiezieniem tego archiwum do Paryża w 1810 roku i jego powrotem do Rzymu kilka lat później była od dawna dobrze znana. Niestety, po otwarciu ACDF w 1998 roku potwierdziły się obawy, że nie zawiera ono znaczących zasobów dokumentacji procesowej, podobnych do tych odnalezionych w centralnym archiwum hiszpańskiej inkwizycji, choć nieoczekiwanie odkryto tam niemal kompletne archiwum trybunału sieneńskiego.
Archiwum rzymskiego Świętego Oficjum doznało niepowetowanych strat na skutek całego szeregu zdarzeń od 1798 roku (utworzenie Republiki Rzymskiej) aż do drugiej połowy XIX wieku, z czego najbardziej brzemienna w skutki okazała się decyzja Napoleona o wywiezieniu tego archiwum do Paryża (w 1810 roku). Po upadku Napoleona Stolica Apostolska próbowała odzyskać to archiwum, jednak koszty transportu okazały się tak duże, że musiała ograniczyć się tylko do dokumentacji niezbędnej do funkcjonowania Kongregacji, a resztę, w tym znaczną część dokumentacji procesowej z minionych wieków, zniszczono. Pewna część tej dokumentacji jednak ocalała i jest rozproszona po różnych archiwach. Wiadomo też, że dziewiętnastowieczna dokumentacja inkwizycyjna była niszczona przez samą Kongregację z obawy przed wpadnięciem w niepowołane ręce podczas kryzysów politycznych w latach 1848, 1860 i 1870, a także w roku 1881. Dawne archiwum Świętego Oficjum, znajdujące się obecnie w ACDF, liczy łącznie około 4500 tomów dokumentów, ale zbiór dokumentacji procesów karnych z XVI–XVIII wieku (tzw. seria Criminalia) zawiera zaledwie około 220 tomów, w tym jedynie 171 to akta procesowe z XVI–XIX wieku, 6 dalszych to abiuracje podejrzanych z lat 1546–1843, natomiast kilkadziesiąt pozostałych to dokumentacja innego rodzaju (instrukcje, rejestry, interrogatoria, dawne katalogi archiwalne itd.). Dla porównania, do Paryża w 1810 roku wywieziono aż 4158 tomów zawierających akta procesowe z lat 1542–1771 oraz 472 tomy zawierające rejestry wyroków z tego samego okresu. Do tych około 220 tomów z serii Criminalia można doliczyć jeszcze ponad sto tomów dotyczących kwietyzmu, pseudomistycyzmu, magii i kultu niekanonizowanych świętych, znajdujących się w oddzielnych podzbiorach, ale również zawierających dokumentację o charakterze procesowym. Poza ACDF największa kolekcja materiałów procesowych Kongregacji znajduje się w Trinity College w Dublinie. Tamtejszy zbiór liczy 36 tomów akt procesowych i 18 tomów rejestrów wyroków. Garstka podobnych materiałów rozsiana jest po kilku innych europejskich (głównie włoskich) archiwach, co jednak nie zmienia faktu, że zachowane do dziś materiały procesowe stanowią najwyżej około 10% pierwotnych zasobów tej dokumentacji. Dla odmiany, ocalały niemal wszystkie (począwszy od 1548 roku, ale z wyłączeniem lat 1772–1799) protokoły posiedzeń Kongregacji (tzw. Decreta Sancti Officii), większa część korespondencji Kongregacji z lokalnymi trybunałami (tzw. Litterae, 250 tomów z 358 istniejących w roku 1813), a także kompletne archiwum Kongregacji Indeksu (328 tomów).
Powyższe uwarunkowania sprawiają, że historycy nie są w stanie podać precyzyjnych danych co do liczby procesów dla zdecydowanej większości trybunałów, a tym samym także dla inkwizycji rzymskiej jako całości. Możliwe jest jedynie ustalenie pewnego rzędu wielkości, jaki wchodzi w grę, w oparciu o dane jednostkowe uzyskane dla tych kilku trybunałów, których archiwa ocalały i ich ekstrapolację. Nieco lepiej sytuacja przedstawia się w przypadku samych tylko wyroków śmierci, gdyż egzekucje podsądnych inkwizycji były często rejestrowane także w źródłach zewnętrznych. Przykładowo, w przypadku Rzymu, Mediolanu i Parmy liczbę egzekucji odtwarza się przede wszystkim w oparciu o archiwa konfraterni asystujących skazańcom podczas wykonania wyroku. Dodatkowych informacji dostarczają kroniki, raporty dyplomatyczne, protestanckie martyrologia, dokumenty z archiwów miejskich, prywatne listy itd. Źródła te do pewnego stopnia rekompensują braki wynikające ze zniszczenia dokumentacji procesowej, jednak nigdy nie gwarantują kompletności sporządzanego na ich podstawie bilansu.

### Liczba procesów

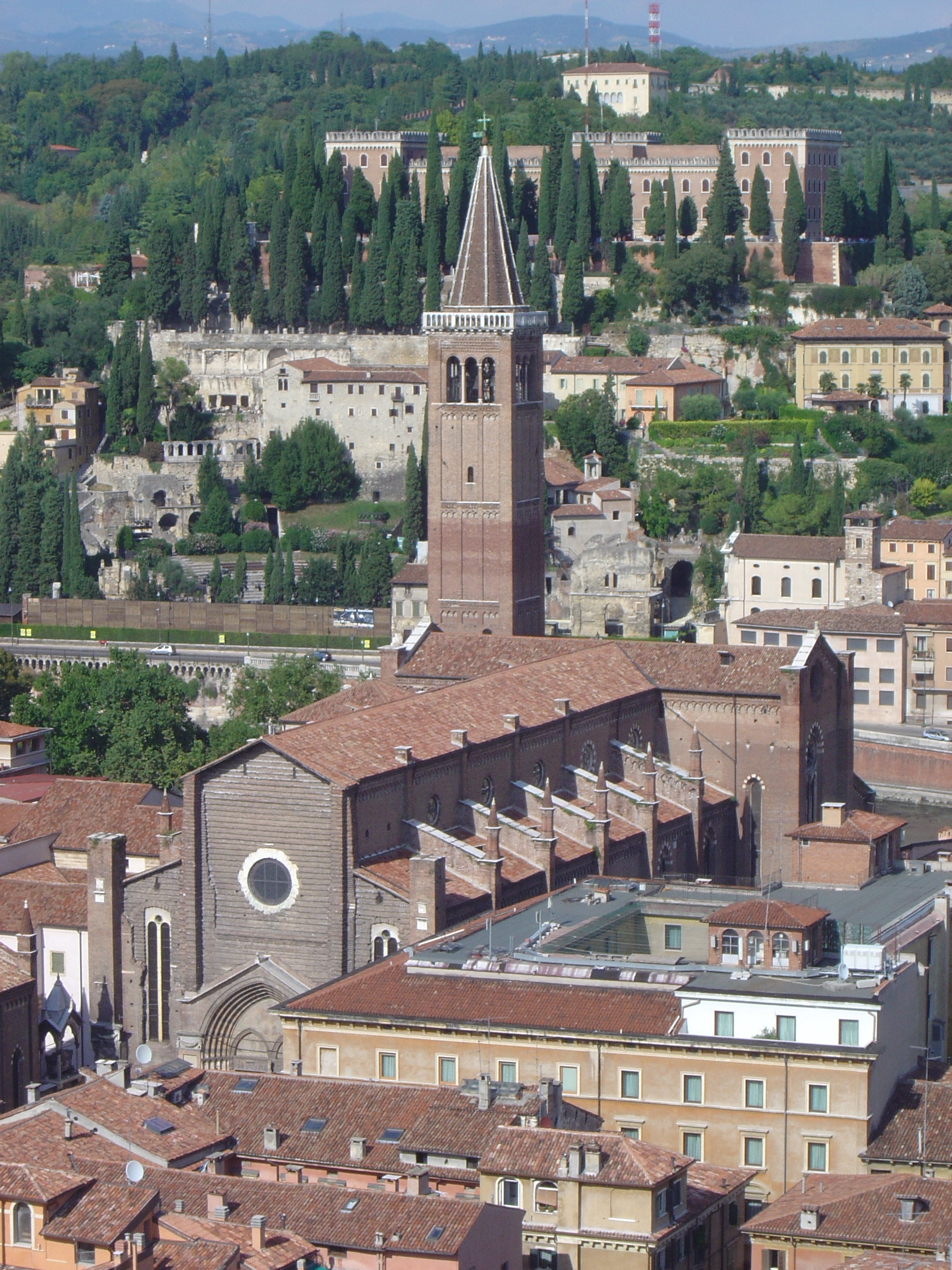
Dominikański konwent S. Anastasia w Weronie był siedzibą trybunału inkwizycji w tym mieście

Jeśli chodzi o liczbę spraw rozpatrzonych przez inkwizycję rzymską, to do tej pory opublikowano dane dla trybunałów w Wenecji, Udine, Sienie, Modenie, Bolonii, Neapolu, na Malcie i w Feltre, a także dla wikariatu w Imoli. Udało się także odtworzyć dane cząstkowe dla kilku innych trybunałów (Mantua, Genua, Ankona, Faenza), jednak dotyczą one bardzo krótkich okresów i nie ma pewności, czy są kompletne. Nie we wszystkich przypadkach uzyskane wyniki opierają się wprost na analizie istniejących zasobów akt procesowych. W przypadku niektórych okręgów (np. Wenecja, Imola, Neapol, częściowo Modena) publikowane dane liczbowe oparte są na inwentarzach archiwalnych, zawierających listy spraw rozpatrzonych przez inkwizycję. Inwentarze te, jako źródła, mają jednak swoje ograniczenia, ponieważ:
- są w nich wymieszane ze sobą formalne procesy, postępowania skrócone oraz denuncjacje
- nie zawsze wymieniają wszystkich występujących w poszczególnych sprawach podejrzanych

Dane dla trybunału weneckiego opierają się na sporządzonym w XIX wieku inwentarzu archiwalnym nr 303 zawierającym katalog podejrzanych z lat 1541–1794. Wynika z niego, że w tym czasie prowadził on dochodzenia w sprawie 3597 podejrzanych, z tym, że inwentarz ten nie zawiera prawie żadnych spraw z lat 1593–1609 i 1611–1615. Andrea Del Col, oprócz odnotowania tej luki, zwrócił uwagę, że bezpośrednia lektura akt procesowych dowodzi, że inwentarz nie wymienia wszystkich podejrzanych. Dla okresu 1541–1560 inwentarz wymienia 418 podejrzanych, rzeczywista liczba to 968. Z drugiej strony jednak, weneckie archiwum zawiera także akta postępowań inkwizycyjnych prowadzonych w innych miastach Republiki Weneckiej; we wspomnianym okresie, z 968 podejrzanych tylko 458 było faktycznie sądzonych przez trybunał wenecki. Z pozostałych 510 aż 301 to osoby sądzone przez komisarza Annibale Grisonio w Istrii w latach 1548–1549 i 1558–1559. Liczby te obejmują wszystkie rodzaje postępowań, w tym także denuncjacje, które nie doprowadziły do formalnego postawienia zarzutów. Ogółem Del Col ocenił liczbę spraw prowadzonych przez trybunał wenecki na około 4400.
Trybunał w Udine, obejmujący swą jurysdykcją diecezje Akwilei i Concordii, ma zachowane całe oryginalne archiwum. Zawiera ono zarówno katalog spraw prowadzonych przez trybunał, jak i akta procesowe, a ich porównanie ujawnia niedostatki tego pierwszego źródła. Według katalogu w latach 1557–1786 rozpatrzył on 2453 sprawy, natomiast analiza akt procesowych wskazuje, że w latach 1557–1804 rozpatrzył on sprawy aż 4087 podejrzanych. Dokumentacja procesowa pozwala także wyodrębnić poszczególne kategorie spraw według rodzaju przyjętej procedury: tylko 525 spraw (12,85%) przybrało postać formalnych procesów, 1701 (41,62%) objęto procedurą skróconą, a pozostałe 1861 (45,53%) to denuncjacje i inne informacje, które zostały zarejestrowane przez trybunał, ale nie doprowadziły do oskarżenia kogokolwiek.
Trybunał sieneński, według akt procesowych w ACDF, w latach 1580–1782 rozpatrzył sprawy 6893 oskarżonych, z tego 614 w ciągu ostatnich dwóch dekad XVI wieku, 2310 w wieku XVII i aż 3969 w wieku XVIII. Akta procesowe w ACDF nie obejmują jednak okresu sprzed 1580 roku. Dokumentacja z tego wcześniejszego okresu jest fragmentarycznie zachowana w dwóch lokalnych archiwach w Sienie. Uwzględniając tę wcześniejszą dokumentację Andrea Del Col ocenił, że w latach 1551–1782 inkwizycja w Sienie osądziła około 7100 osób.
W przypadku Modeny dysponujemy danymi z inwentarza archiwalnego, obejmującego lata 1495–1785 oraz danymi opartymi na analizie akt procesowych, ale tylko z lat 1701–1785. Źródła te wykazują znaczne rozbieżności, które wskazują na dużą wybiórczość inwentarza archiwalnego. Według inwentarza inkwizycja w Modenie rozpatrzyła łącznie sprawy 5605 podejrzanych w latach 1495–1785, w tym 430 do roku 1598 (okręg Modeny był wtedy jedynie wikariatem trybunału w Ferrarze), 3630 w latach 1599–1700 i 1545 w latach 1701–1785. W rzeczywistości akta procesowe z lat 1701–1785 dokumentują postępowania wobec aż 3534 osób, a więc o 130% więcej niż wynika z inwentarza. Tylko w 483 przypadkach (12%) doszło do procesów formalnych, a 1028 osób (29%) objęto postępowaniem skróconym, podczas gdy pozostałych 2078 (59%) ostatecznie nie postawiono w stan oskarżenia. Jedynie 136 podejrzanych zostało aresztowanych na czas procesu. Do tych liczb można dodać 393 procesy przeciw praktykującym żydom z lat 1599–1670, które zostały zarejestrowane w oddzielnym zbiorze archiwalnym. Ogólna liczba znanych spraw rozpatrzonych przez inkwizycję w Modenie w ciągu prawie trzech stuleci wynosi zatem aż 7987. Dane dla XVI i XVII wieku wymagają jednak dalszej weryfikacji w oparciu o akta procesowe. W archiwum modeńskim znajduje się także archiwum trybunału w Reggio Emilia, które jednak jest mocno wybrakowane. Zachowane akta procesowe obejmują jedynie końcowy okres działalności trybunału; w latach 1733–1776 rozpatrzył on sprawy 465 podejrzanych. Na podstawie korespondencji inkwizytorów Reggio Emilia z Kongregacją Świętego Oficjum skatalogowano jednak jeszcze 263 dalsze procesy z lat 1646–1733.
Archiwum trybunału parmeńskiego nie zachowało się (z wyjątkiem garstki dokumentów o charakterze ekonomicznym), jednak zachował się inwentarz archiwalny z 1769 roku, który wskazuje, że zawierało ono 165 tomów akt procesowych z lat 1500–1768. Na tej podstawie ocenia się, że trybunał ten mógł rozpatrzeć o około 1/3 mniej spraw niż trybunał z Modeny, którego archiwum zawiera ponad 230 tomów dokumentacji procesowej z tego samego okresu.

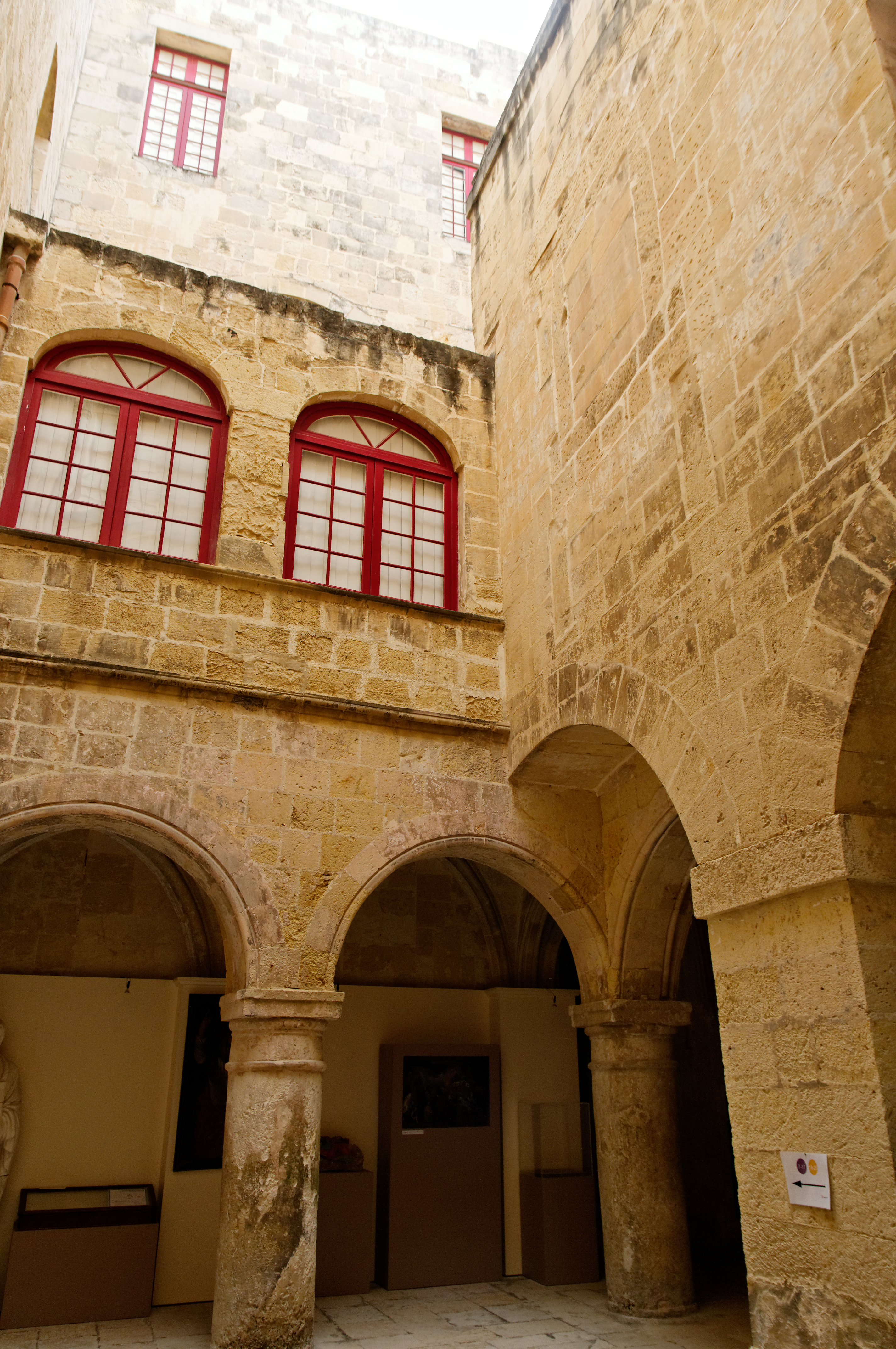
Pałac inkwizytora na Malcie

Trybunał maltański w latach 1744–1798 otrzymał aż 3620 denuncjacji (licząc też autodenuncjacje) dotyczących łącznie 3049 osób, z czego jedynie 148 zostało aresztowanych na czas procesu. Z kolei w początkowym okresie, w latach 1546–1581, maltańskie sądy kościelne (zarówno sąd biskupi, jak i inkwizycja) otrzymały łącznie 497 denuncjacji. W latach 1577–1670 tutejszy trybunał otrzymał 3928 denuncjacji, jednak przeprowadził jedynie 2104 procesy.
Trybunał w Feltre w ciągu zaledwie kilku lat swego istnienia (1558–1562) rozpatrzył łącznie 62 sprawy, z czego tylko 20 to procesy formalne i tylko 9 z nich zakończyło się wyrokami. Pozostałe 42 sprawy to jedynie zarejestrowane denuncjacje, które nie doprowadziły do oskarżenia kogokolwiek. Z kolei wikariat inkwizycyjny w Imoli, według inwentarza archiwalnego, w latach 1551–1700 rozpatrzył 742 sprawy.
W archiwum trybunału bolońskiego znajduje się niekompletna dokumentacja procesowa z lat 1543–1583, która zawiera dane o 156 procesach o herezję (w tym 19 prowadzonych zaocznie) i 8 procesach o czary. Z kolei zachowana dokumentacja trybunału genueńskiego wskazuje, że w latach 1540–1583 przeprowadził on 366 procesów, z czego wiele nie zakończyło się wyrokami skazującymi z powodu braku dowodów. Ponadto w latach 1609–1627 w Genui odbyło się 28 publicznych abiuracji. Archiwum florenckie zawiera dokumentację zaledwie 133 procesów, w większości z lat 1578–1620. Nadto znajduje się w nim pięć tomów zawierających abiuracje podejrzanych z lat 1636–1770.
W Mantui w latach 1568–1570 odbyło się łącznie osiem ceremonii auto da fe, podczas których skazano 41 osób. W Ankonie w procesach przeciwko judaizantom w 1556 roku osądzono łącznie 88 oskarżonych. Z kolei w Faenzy w latach 1567–1569 aresztowano łącznie około 150 osób, z czego skazano 78. W samym Rzymie za pontyfikatu Piusa V udokumentowanych jest 15 ceremonii auto da fe, podczas których skazano około 180 osób.
Dokumentacja znajdująca się w archiwach diecezjalnych w Cremie i Treviso wskazuje, że w Cremie odbyły się 53 postępowania w latach 1582–1613 (w tym 44 procesy formalne i 9 denuncjacji) oraz 63 w latach 1622–1630 (w tym zaledwie 25 procesów formalnych), natomiast w Treviso w latach 1530–1585 udokumentowane są 102 postępowania.
W swym raporcie rocznym z działalności w 1796 roku inkwizytor Werony Ercole Pio Pavoni informował o 101 denuncjacjach, w tym 57 autodenuncjacjach. Samooskarżenia zakończyły się „odwołaniami” i zastosowaniem środków pokutnych, natomiast pozostałe 44 sprawy zostały zawieszone i wobec zadenuncjowanych nie wyciągnięto żadnych konsekwencji. Z kolei inkwizytor Conegliano, Francesco Antonio Mimiola, w raporcie za rok 1795 odnotował tylko jedno samooskarżenie i trzy denuncjacje. Ostatni inkwizytor Cremy, Pietro Placido Novelli, podczas swego procesu wytoczonego mu przez władze Republiki Cisalpińskiej twierdził, że przez dziesięć i pół roku urzędowania (1786–1797) nie przeprowadził ani jednego procesu, a jedynie udzielał rozgrzeszenia tym, którzy zgłosili się do niego dobrowolnie.
Dla neapolitańskiego trybunału sporządzone zostały dwa inwentarze archiwalne zawierające rejestr postępowań in causa fidei. Pierwszy z nich obejmuje lata 1564–1740 i wymienia 3038 spraw, niestety jednak jest niekompletny i czasem nie podaje wszystkich podejrzanych w danej sprawie. Drugi inwentarz, uznany przez Del Cola za bardziej wiarygodny, obejmuje jedynie lata 1549–1647 i zawiera rejestr 4390 podejrzanych. Aż 47% spraw zarejestrowanych w tym drugim inwentarzu to procesy formalne, 13% postępowania skrócone, a pozostałe 40% denuncjacje, które ostatecznie nie doprowadziły do postawienia zarzutów. W końcowym okresie (1721–1748) na łączną liczbę 1902 spraw odbyły się tylko 52 procesy formalne.
Na podstawie powyższych, stosunkowo skromnych danych, historycy podejmują próby oszacowania ogólnej liczby spraw rozpatrzonych przez inkwizycję rzymską. Andrea Del Col, bazując na najbardziej kompletnych danych dla trybunałów w Udine (4087 spraw, zaokrąglone przez Del Cola do ok. 4100) i Sienie (ok. 7100 spraw) ocenił, że trybunały inkwizycji rzymskiej w krajach włoskich (w tym w Awinionie) mogły rozpatrzeć około 240–310 tysięcy spraw. Opierając się dalej na danych z Udine oraz z Neapolu przyjął, że procesy formalne stanowiły jedynie 25% wszystkich rozpatrzonych spraw, co oznaczałoby, że inkwizycja rzymska w krajach włoskich przeprowadziła łącznie około 60–77 tysięcy procesów. Francisco Bethencourt natomiast oszacował jedynie liczbę procesów formalnych i przyjął, że wyniosła ona około 50 tysięcy.

### Liczba egzekucji

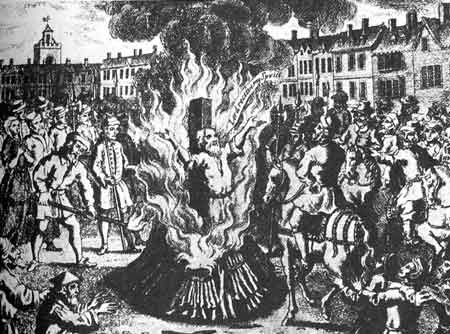
Spalenie na stosie heretyka

#### Dane cząstkowe
Jak wspomniano wyżej, baza źródłowa do odtworzenia liczby egzekucji jest szersza niż w przypadku szacowania liczby procesów, gdyż egzekucje odnotowywały także źródła zewnętrzne. Dane dotyczące egzekucji zarządzonych przez Kongregację Świętego Oficjum w samym Rzymie odtwarza się przede wszystkim w oparciu o dokumentację z archiwum konfraterni San Giovanni Decollato, która asystowała skazanym na śmierć przy egzekucjach, oferując im ostatnią posługę duchową. Ponieważ dokumentacja ta nie zawsze pozwala stwierdzić jednoznacznie, czy dana egzekucja została zarządzona przez Inkwizycję Rzymską, liczby podawane przez poszczególnych historyków nieznacznie się różnią: Del Col podaje liczbę co najmniej 128 egzekucji, natomiast Decker podaje liczbę 133 egzekucji. W oparciu o samo tylko archiwum konfraterni S. Giovanni Decollato Domenico Orano podał imienną listę 126 osób straconych przez Inkwizycję w Rzymie między rokiem 1553 a 1761. Tak duża liczba egzekucji w Rzymie wynikała z faktu, że w XVI wieku Kongregacja często występowała o ekstradycje czołowych włoskich heretyków i przejmowała ich procesy z rąk lokalnych trybunałów do bezpośredniego prowadzenia.

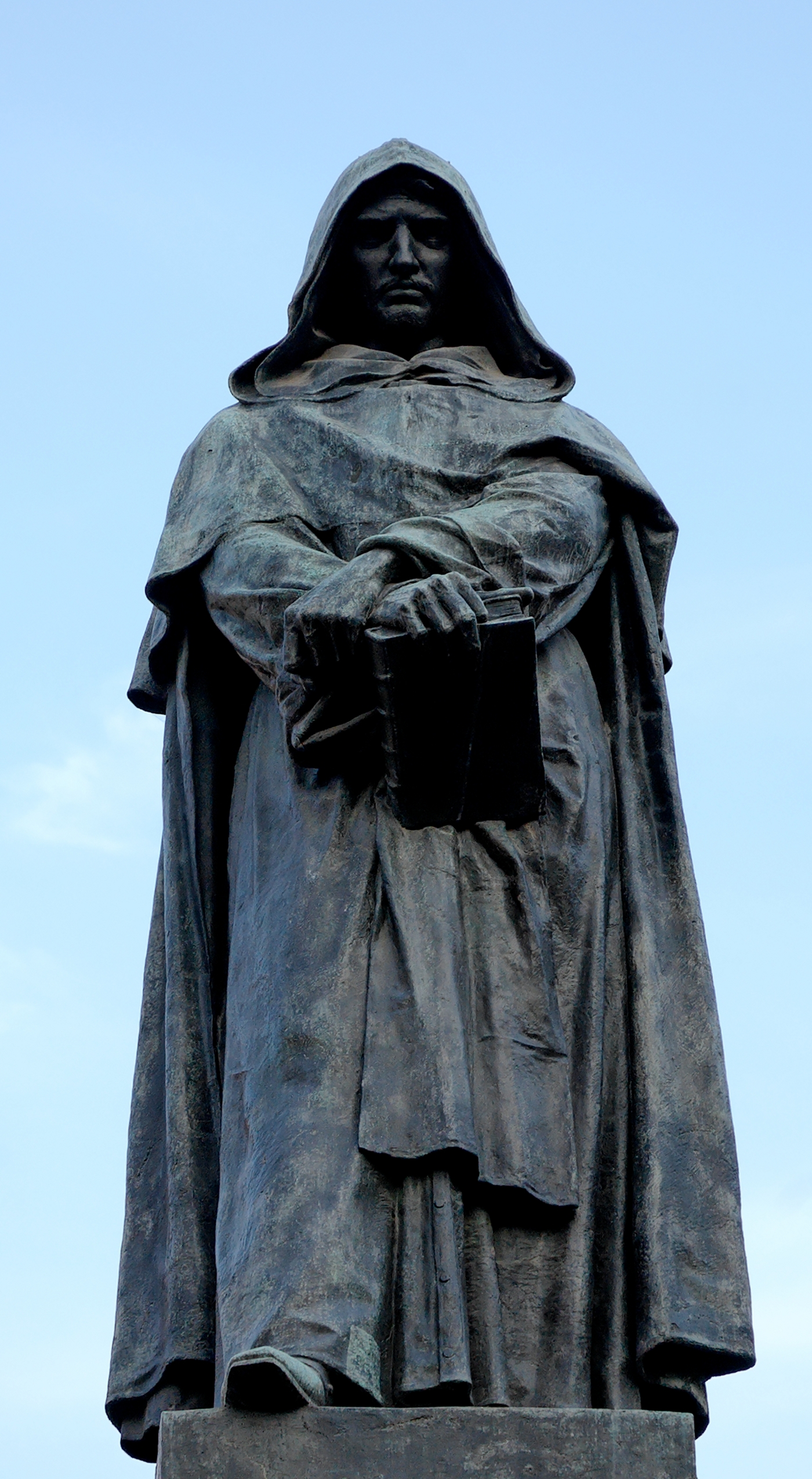
Giordano Bruno (zm. 1600) jest jednym z najbardziej znanych heretyków straconych w Rzymie

Dane dla lokalnych trybunałów dają się odtworzyć w kilku zaledwie przypadkach, pokazują one jednak, że wiele formalnie wydanych wyroków śmierci nie zostało nigdy wykonanych, gdyż ogłoszono je zaocznie, skazani uciekli lub też wyrok został anulowany przez władze świeckie lub kardynałów inkwizytorów.
Trybunał w Wenecji wydał w latach 1541–1794 dwadzieścia sześć wyroków śmierci, z czego wykonane zostały dwadzieścia trzy (w tym dwadzieścia dwa w Wenecji i jeden w Brescii). Pierwsza egzekucja odbyła się w 1553 roku, ostatnia w 1724 roku. Wiadomo też, że w 1736 roku w Wenecji stracono jedną osobę skazaną przez trybunał inkwizycji w Padwie za odprawianie mszy bez święceń kapłańskich. Trybunał padewski skazał na śmierć za podobny występek jeszcze co najmniej dwie osoby; ich egzekucje wykonano w Padwie w 1611 i 1631 roku.
Trybunał w Udine przez cały okres swej działalności (1556–1806) wydał trzynaście wyroków śmierci. W ośmiu przypadkach jednak wyroki były zaoczne, a w jednym skazany uciekł przed egzekucją. Faktycznie więc trybunał ten stracił tylko cztery osoby (dwie w Udine po jednej w Portogruaro i Cividale del Friuli), co stanowi mniej niż 1% procesów formalnych prowadzonych przez ten trybunał. Do tego można doliczyć jeszcze trzech innych skazańców, którzy byli sądzeni przez trybunał w Udine, ale ostatecznie przekazano ich w ręce Kongregacji Świętego Oficjum i zostali straceni w Rzymie. Trybunał w Rovigo wydał łącznie cztery wyroki śmierci, z czego trzy zostały wykonane, a jeden skazaniec zdołał zbiec.
W Bolonii fragmentarycznie zachowana dokumentacja procesowa wskazuje, że w latach 1543–1583 tamtejszy trybunał wydał 30 wyroków śmierci, z czego wykonano 19, a reszta była ogłoszona zaocznie. Na podstawie innych źródeł da się jednak zidentyfikować czternaście kolejnych egzekucji, jakie miały miejsce w tym mieście w latach 1587–1744 oraz dwie egzekucje in effigie (w 1591 roku i 1594 roku), co dawałoby łącznie co najmniej 33 rzeczywiste egzekucje i co najmniej 13 wyroków zaocznych.
W Ankonie w ciągu samej tylko kampanii przeciwko marranom w 1556 roku stracono 24 osoby. W Mantui na ośmiu ceremoniach auto da fe w latach 1568–1570 stracone zostały cztery osoby a osiem innych potępiono zaocznie. W 1581 roku jedną osobę skazano na śmierć zaocznie. W latach 1595–1600 spalono trzy domniemane czarownice.
W Modenie w latach 1541–1785 odbyły się prawdopodobnie tylko dwie egzekucje: Marco Magnavacca został stracony w 1567 roku, a Vincenzo Pellicciari w 1727 roku. Cztery dalsze wyroki śmierci zostały ogłoszone zaocznie w latach 1570–1571. W Ferrarze wiadomo natomiast o dwóch egzekucjach w latach 1550–1551 i kolejnych czterech w latach 1568–1570. Ponadto odbyły się tam przynajmniej dwie egzekucje in effigie (w roku 1570 i 1572).
Inkwizycja na Malcie w ciągu całego okresu swej działalności wydała prawdopodobnie pięć wyroków śmierci, z czego wykonano dwa, gdyż pozostali skazańcy zostali osądzeni zaocznie. Obie egzekucje odbyły się w 1639 roku.
W Neapolu udokumentowanych jest co najmniej sześć egzekucji. W 1564 roku spalono w tym mieście dwóch heretyków (Gianfrancesco Alois oraz Giovanniego Bernardino Gargano), a w latach 1633–1642 stracono tam czterech mężczyzn za sprawowanie sakramentów bez odpowiednich ku temu święceń.
W Mediolanie według danych z archiwum bractwa San Giovanni Decollato (pełniącego analogiczną rolę jak to rzymskie) między rokiem 1568 a 1630 za herezję straconych zostało czterech mężczyzn, z czego jednak tylko jeden został skazany przez miejscową inkwizycję (w 1575 roku), podczas gdy trzech pozostałych skazał arcybiskup Karol Boromeusz. Dwie dalsze egzekucje odbyły się w 1641 roku. Z archiwum parmeńskiego bractwa wynika, że w Parmie odbyły się co najmniej dwie egzekucje z wyroku inkwizycji (obie w 1640 roku za świętokradztwo), niewykluczone jednak, że było ich więcej, gdyż w wielu przypadkach zapisy są bardzo lakoniczne i nie precyzują, jaki sąd i za jakie przestępstwo wydał wyrok śmierci. W Piacenzy stracono co najmniej trzy osoby (w latach 1550, 1564 i 1610).

#### Bilans całkowity

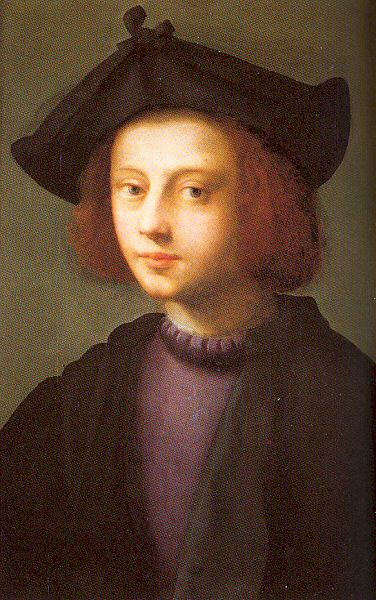
Pietro Carnesecchi został stracony w Rzymie w 1567

Z uwagi na brak wiarygodnych danych dla zdecydowanej większości trybunałów, historycy oceniający skalę egzekucji zarządzonych przez inkwizycję rzymską opierają się na tych nielicznych danych, które da się ustalić i dokonują ich ekstrapolacji. Andrea Del Col oparł się na danych całkowitych dla trybunałów w Wenecji i Udine oraz danych częściowych dla Bolonii i Ankony, przy czym za najbardziej reprezentatywny uznał on trybunał wenecki, który dokonał 23 egzekucji. Przy uwzględnieniu liczby lokalnych trybunałów oraz liczby egzekucji wykonanych w Rzymie uznał on, że inkwizycja rzymska w krajach włoskich (z wyłączeniem Awinionu) dokonała między 1100 a 1400 faktycznych egzekucji, najprawdopodobniej około 1250. Również Francisco Bethencourt ocenił tę liczbę na około 1250, nie sprecyzował jednak, czy chodzi mu o faktyczne egzekucje, czy o ogólną liczbę wyroków śmierci (także tych niewykonanych).
Powyższy bilans dotyczy jednak tylko trybunałów we Włoszech i musi być uzupełniony o dane dla co najmniej dwóch trybunałów z obszarów francuskojęzycznych. W papieskim Awinionie między rokiem 1545 a 1557 spalono 18 zwolenników reformacji (hugenotów), a w latach 1581–1582 stracono 19 rzekomych czarownic. Natomiast w okresie pomiędzy rokiem 1566 a 1574, a więc w czasie wojen religijnych we Francji, tamtejszy trybunał orzekł aż 818 wyroków śmierci przeciwko zwolennikom reformacji, wiadomo jednak, że wiele z nich orzeczono zaocznie. Zachowane źródła nie pozwalają jednak na stwierdzenie proporcji między wyrokami wykonanymi a zaocznymi. Z kolei w archidiecezji Besançon w latach 1657–1659 inkwizytor Pierre Symard spalił 22 rzekome czarownice, jednak egzekucje te odbyły się wbrew woli Kongregacji Świętego Oficjum, która z tego powodu odwołała go z urzędu.
Istniejący niespełna dekadę trybunał inkwizycji rzymskiej w Barcelonie osądził 18 osób, z czego trzy skazał na śmierć, ale tylko jeden wyrok faktycznie wykonano (dwie inne osoby spalono in effigie).
Uwzględniając powyższe szacunki można ostrożnie przyjąć, że ogólna liczba straconych przez inkwizycję rzymską kształtuje się prawdopodobnie na poziomie około 1,5–2 tysięcy. Stanowi ona najwyżej 2–4% formalnych procesów, jakie odbyły się przed jej trybunałami i zaledwie ułamek procenta wszystkich rozpatrzonych przez nią spraw.

## Inkwizycja Rzymska współcześnie

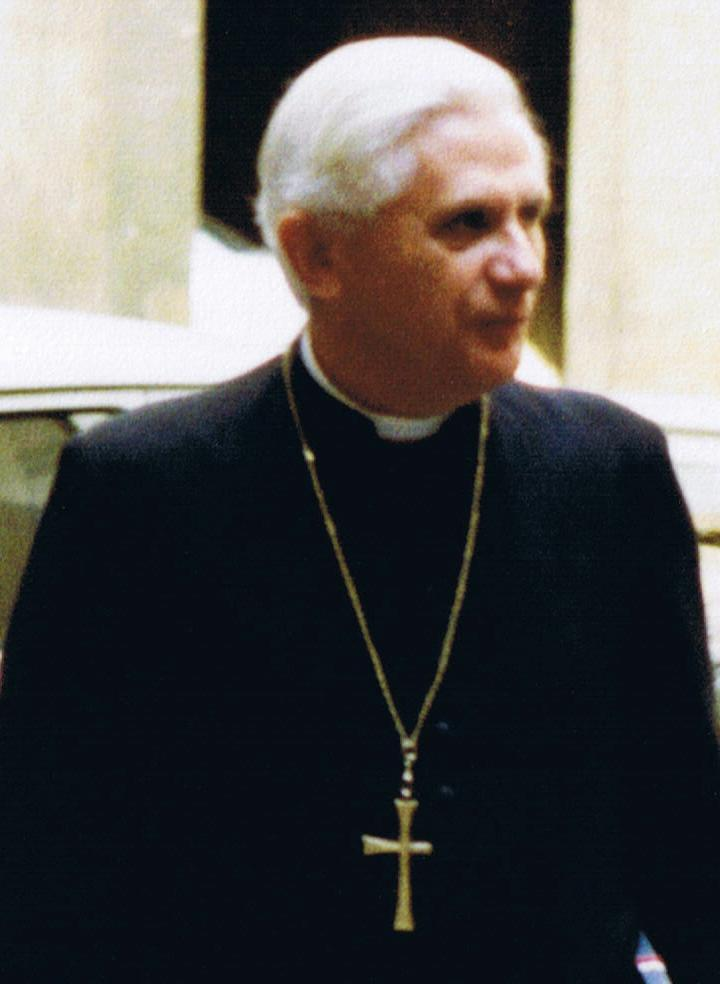
Kard. Joseph Ratzinger (późniejszy papież Benedykt XVI) jako prefekt Kongregacji Nauki Wiary

Inkwizycja Rzymska w zmienionej formie istnieje do dziś. 29 czerwca 1908 roku papież Pius X dokonał reorganizacji Kurii Rzymskiej, w ramach której ostatecznie zaprzestano stosowania anachronicznej już nazwy „Kongregacja Inkwizycji Rzymskiej i Powszechnej” na rzecz używanej dotąd zamiennie nazwy „Kongregacja Świętego Oficjum”. Dziewięć lat później, 22 marca 1917 roku, papież Benedykt XV zlikwidował odrębną Kongregację Indeksu i połączył ją ze Świętym Oficjum. Kongregacja ta przejęła zatem obowiązki związane z ocenianiem literatury i wydawaniem Indeksu ksiąg zakazanych. Oprócz tego pilnowała ortodoksji wewnątrz katolickiego duchowieństwa i instytucji, np. odegrała dużą rolę w kampanii antymodernistycznej, jednak po roku 1870 nie miała już możliwości nikogo aresztować ani skazać na kary inne niż mieszczące się w tradycyjnym katalogu środków pokutnych lub ewentualnie dyscyplinarnych w odniesieniu do osób duchownych. Trzykrotnie ogłaszała nowe edycje Indeksu ksiąg zakazanych: w 1929, 1938 i po raz ostatni w 1948 roku. Odmiennie niż w poprzednich stuleciach, edycje te ukazywały się w języku włoskim, a nie po łacinie.
7 grudnia 1965 roku ponownej reformy Kongregacji dokonał papież Paweł VI, zmieniając jej nazwę na Kongregacja Nauki Wiary, która istnieje do dziś i czuwa nad czystością doktryny katolickiej, jednak nie dysponuje żadnymi innymi środkami dyscyplinującymi niż kary wewnątrzkościelne. W latach 1981–2005 jej prefektem był kardynał Joseph Ratzinger, który 19 kwietnia 2005 roku został papieżem Benedyktem XVI. W 2022 jej nazwę, na podstawie konstytucji apostolskiej „Praedicate evangelium”, zmieniono na Dykasteria Nauki Wiary.
Indeks ksiąg zakazanych został zniesiony przez Pawła VI w 1966 roku.
W czasie obchodów roku jubileuszowego 2000 papież Jan Paweł II przeprosił za grzechy ludzi Kościoła z minionych wieków, w tym także za działalność inkwizycji. Dwa lata wcześniej, w styczniu 1998 roku papież ten zadecydował o otwarciu Centralne Archiwum Kongregacji Nauki Wiary dla historyków.